# Liste des stations du métro de Paris ayant une configuration particulière
Pour un article plus général, voir Métro de Paris.
Cet article constitue la liste des stations du métro de Paris ayant une configuration particulière, en considérant qu'une station classique est souterraine, a des quais dont la longueur correspond à celle des rames en circulation et possède deux quais encadrant deux voies, le tout sous un plafond voûté (même si certaines station dites classiques plus récentes peuvent posséder un plafond plat). Ces critères sont globaux ; si une particularité est propre à une ligne mais se retrouve dans toutes ses stations, celles-ci peuvent être considérées comme classique, avec mention de ladite particularité. Ne sont en revanche pas prises en compte les particularités dans la décoration, recensées dans l'article « Aménagement des stations du métro de Paris ».
La configuration particulière de ces stations a le plus souvent une explication d'ordre technique. Ainsi, les stations possédant plusieurs voies sont le plus souvent conçues pour accueillir des terminus commerciaux ou bien des terminus de missions, leur configuration demeurant même après extension de la ligne. Certaines stations à quais décalés ou à quai en îlot sont contraintes par l'espace disponible en sous-sol lors de leur construction. Enfin, l'histoire du métro a façonné certaines stations, ce qui peut expliquer une longueur ou une configuration inhabituelle.

## Classement par lignes

### Ligne 1
La longueur standard des stations de la ligne 1 est de 90 m depuis l'allongement des trains à six voitures effectué dans les années 1960. Toutes les stations sont équipées de portes palières, posées à partir de 2009 dans le cadre de l'automatisation de la ligne. Les stations particulières, d'ouest en est, sont les suivantes,, :
- La Défense possède deux quais centraux d'une longueur de 105 m situés chacun dans une demi-station. Ces demi-stations sont situées de part et d'autre de la salle d'échange de la gare du RER A, le quai d'arrivée étant situé légèrement plus haut que le quai de départ. Cette configuration est due à un manque d'espace dans les sous-sols de la dalle de La Défense.
- Esplanade de la Défense possède un unique quai central pour la même raison. En effet, le métro a dû être inséré dans un espace contraint initialement réservé pour l'autoroute A14.
- Les stations comprises entre Pont de Neuilly et Porte Maillot, Hôtel de Ville, ainsi que les stations comprises entre Reuilly - Diderot et Château de Vincennes ont des quais d'une longueur de 105 m. Parmi ces stations, celles ouvertes en 1900 ont été allongées à cette dimension dans les années 1930 afin d'accueillir d'hypothétiques trains de sept voitures. Celles ouvertes à partir de 1934 ont été immédiatement construites à cette longueur.
- Porte Maillot est composée de deux stations parallèles à configuration classique. Les voies intérieures étaient initialement prévues pour que la station puisse servir de terminus intermédiaire mais elles servent actuellement au garage et au remisage des rames.
- Argentine, George V, Tuileries, Palais-Royal - Musée du Louvre, Louvre - Rivoli et Saint-Paul possèdent à l'une des extrémités de leurs quais une crypte, partie de la station dont le plafond, plus bas, est soutenu par des colonnes. Ces cryptes furent construites dans les années 1960 lorsqu'il fallut allonger à 90 m certaines stations afin d'accueillir des rames de six voitures, la fréquentation plus faible de ces stations autorisant la présence de colonnes sur les quais et permettant de ne pas réaliser une extension complète des quais.
- Les stations comprises entre Champs-Élysées - Clemenceau et Louvre - Rivoli, ainsi que Hôtel de Ville et Gare de Lyon possèdent un plafond à tablier métallique car elles sont construites à fleur de sol, ce plafond étant soutenu par des colonnes métalliques, pour la dernière station citée, en raison de sa largeur. Pour les stations où l'extension a été réalisée sans crypte, l'extrémité du plafond est formé de poutres en béton armé.
- Bastille est partiellement aérienne, franchissant par un pont le port de l'Arsenal, et partiellement souterraine avec un plafond métallique. Elle est également en pente et en courbe et contre-courbe très serrées. Ses quais ont une longueur de 125 m.
- Gare de Lyon, en plus de son tablier métallique, possède trois voies : deux centrales pour le service normal et une latérale côté sud constituant un raccordement avec la ligne 5, séparée du quai par une vitre. Le quai côté nord est particulièrement large car il recouvre l'emplacement d'une quatrième voie, initialement prévue pour accueillir une ligne circulaire. Les quais ont une longueur de 123 m et sont séparés par un piédroit à l'est de la station .
- Porte de Vincennes est constituée de deux demi-stations divergentes en raison de son ancienne configuration en raquette. Les quais sont particulièrement larges car ils recouvrent chacun l'emplacement d'une ancienne voie de garage. À l'emplacement de l'extension réalisée dans les années 1930 pour accueillir des trains de 105 m, le plafond n'est pas voûté mais soutenu par des poutres en béton armé.
- Château de Vincennes est constituée de deux demi-stations parallèles séparées par un piédroit, possédant chacune deux voies encadrant un quai central.

Galerie de photographies
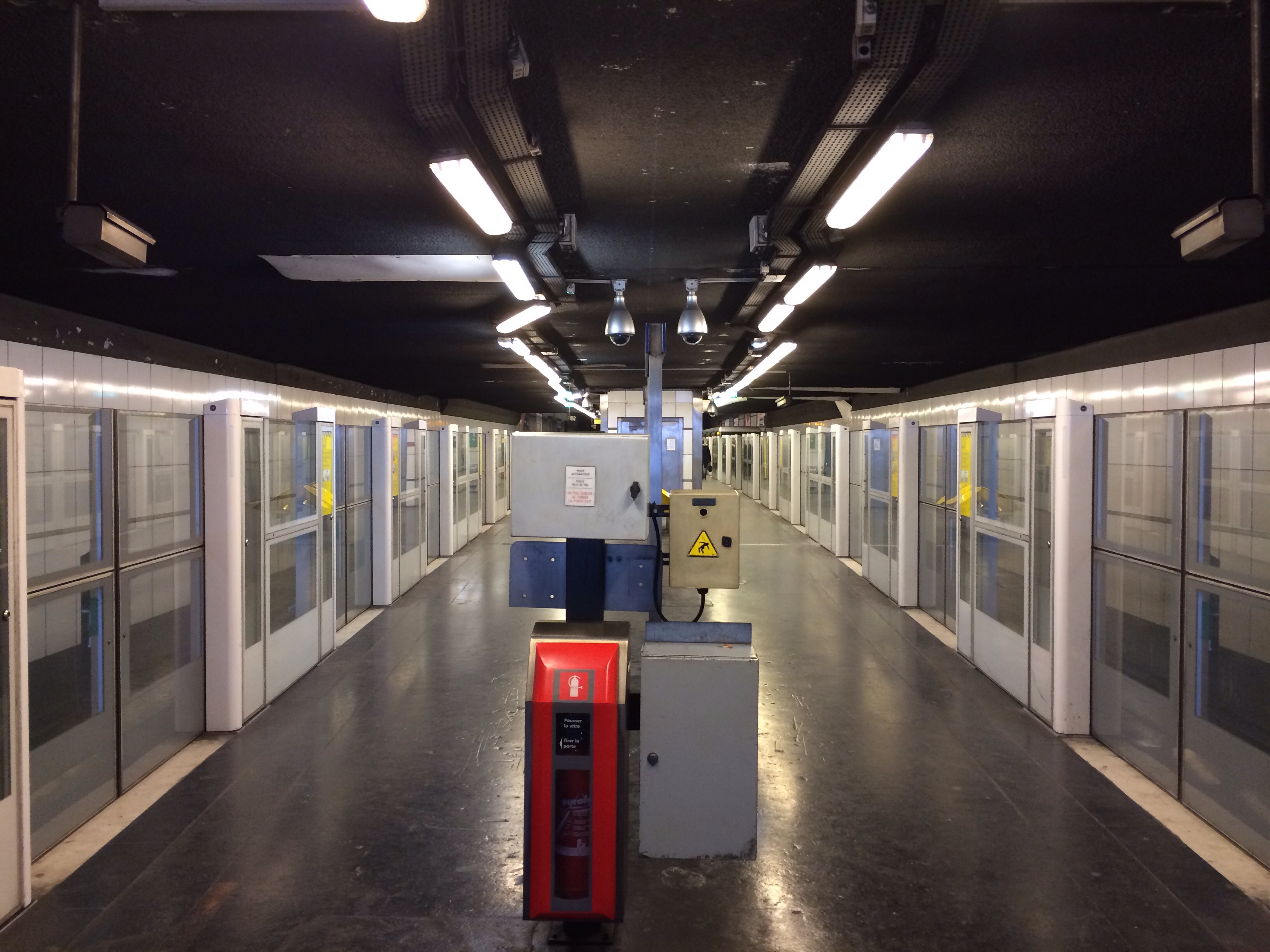
Le quai central d'Esplanade de la Défense.
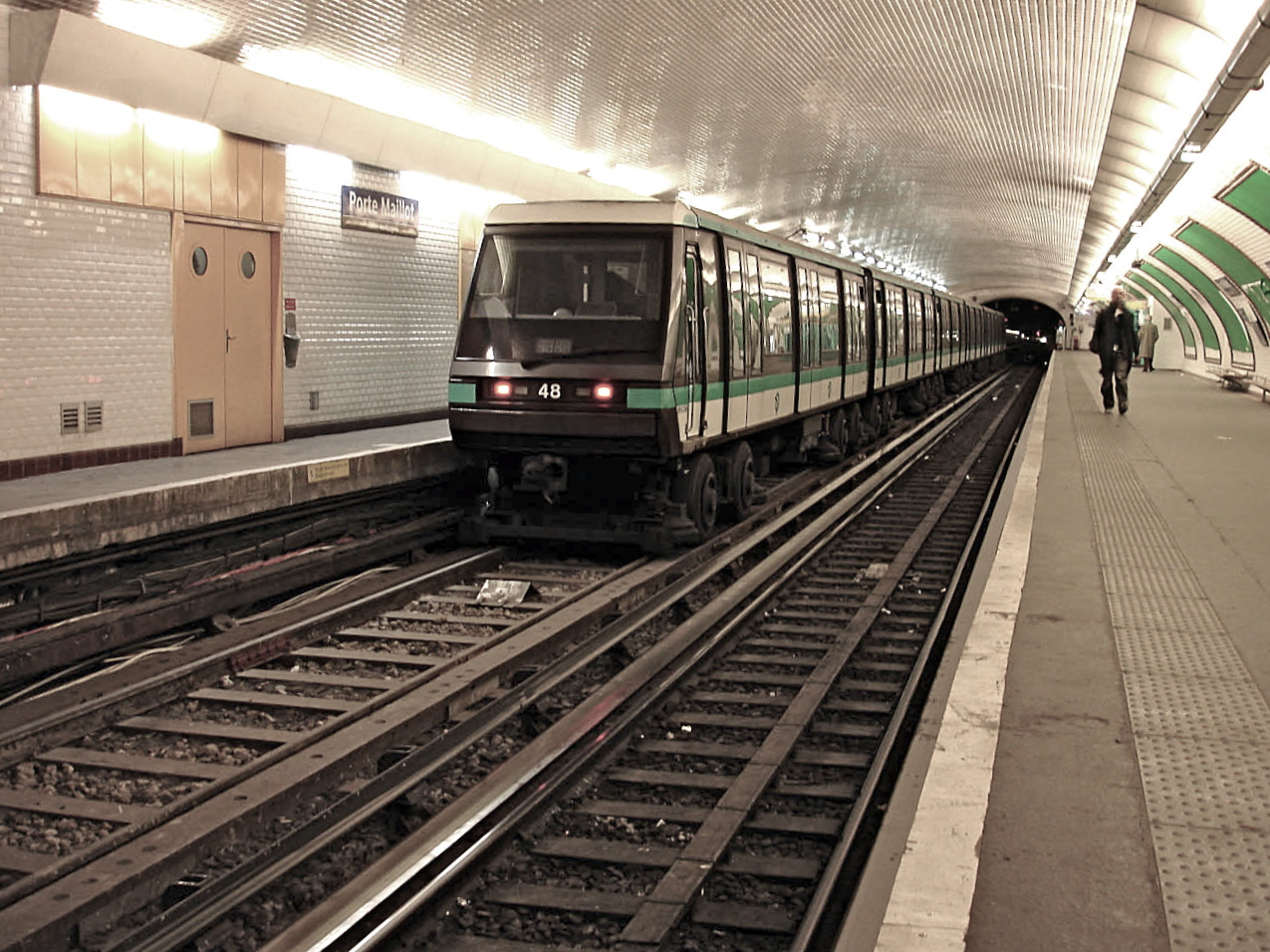
À gauche, l'un des quais inutilisés de Porte Maillot.
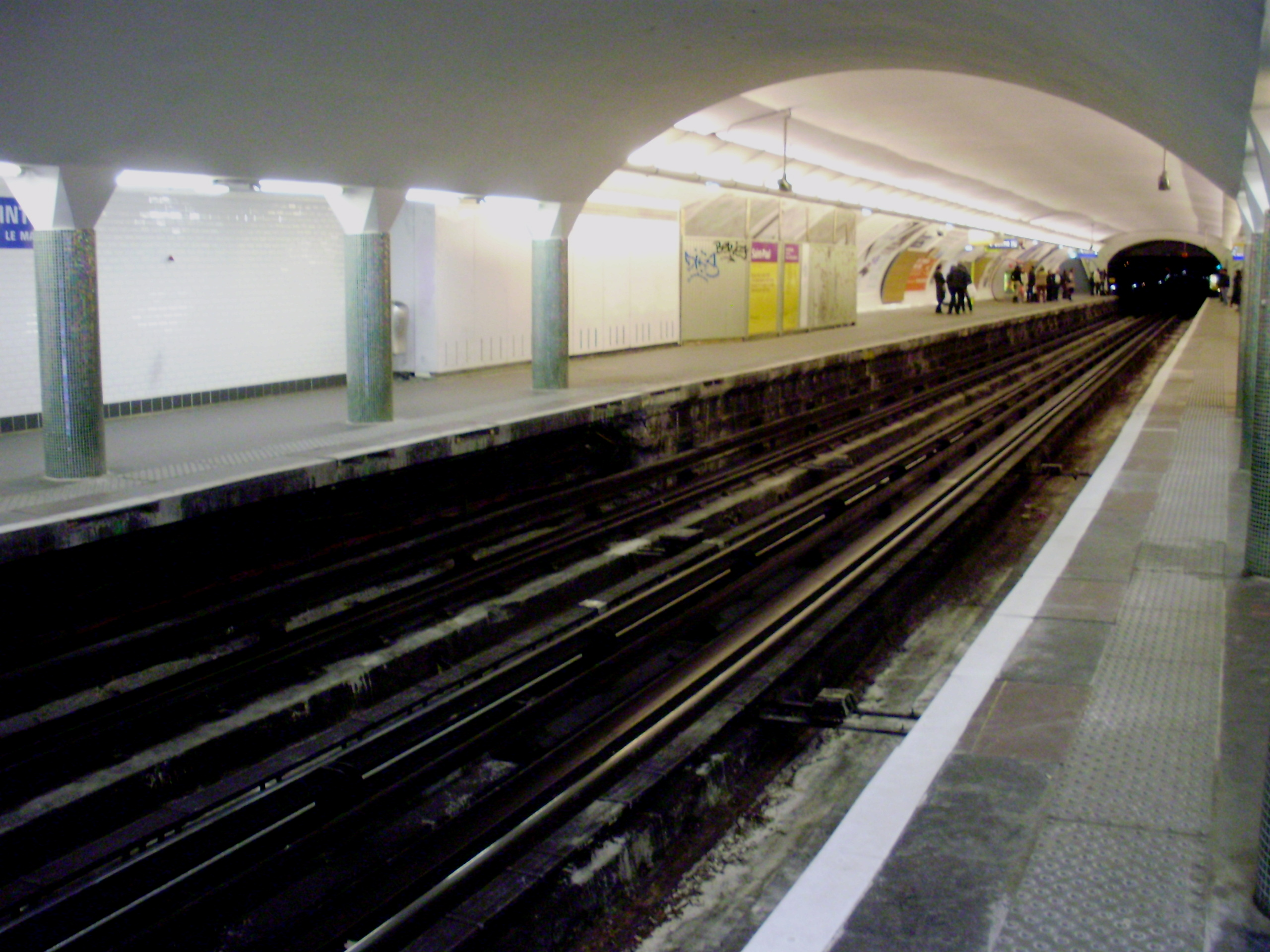
Exemple de crypte à la station Saint-Paul.
- Les quais aériens et exceptionnellement courbés de Bastille.
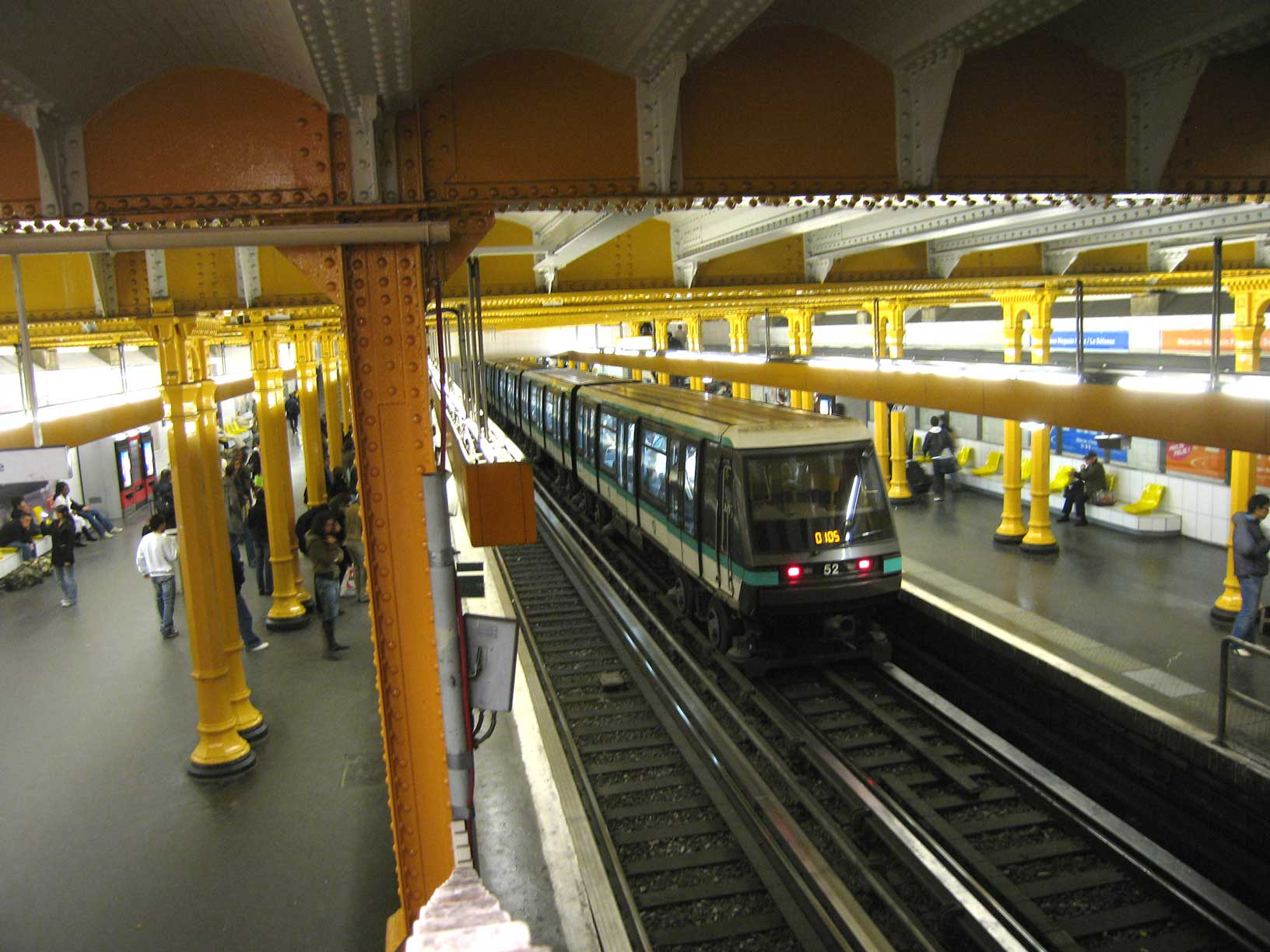
Gare de Lyon et son tablier métallique particulièrement large. Au fond à droite, derrière la cloison vitrée, le raccordement avec la ligne 5.

### Ligne 2
La longueur des stations de la ligne 2 est sans exception de 75 m. Les stations particulières, d'ouest en est, sont les suivantes,, :
- Porte Dauphine est constituée de deux demi-stations divergentes formant une raquette de retournement. La station arrivée possède une voie donnant accès à un quai latéral et une voie de garage en impasse ne donnant accès à aucun quai. La station départ possède deux voies autour d'un quai en îlot, dont l'une est en impasse.
- Rome et Nation possèdent un tablier métallique. Dans le premier cas, la configuration du tablier est différente de celle habituellement appliquée : les poutres sont plus espacées car la station est située sous le terre-plein du boulevard des Batignolles et n'a donc pas à supporter le poids des véhicules.
- Les stations comprises entre Barbès - Rochechouart et Jaurès sont en viaduc.
- Nation est située sur une boucle et est constituée de deux voies encadrant un quai central en courbe, ainsi que d'un quai de service côté sud communiquant avec les quais de la ligne 1.

Galerie de photographies
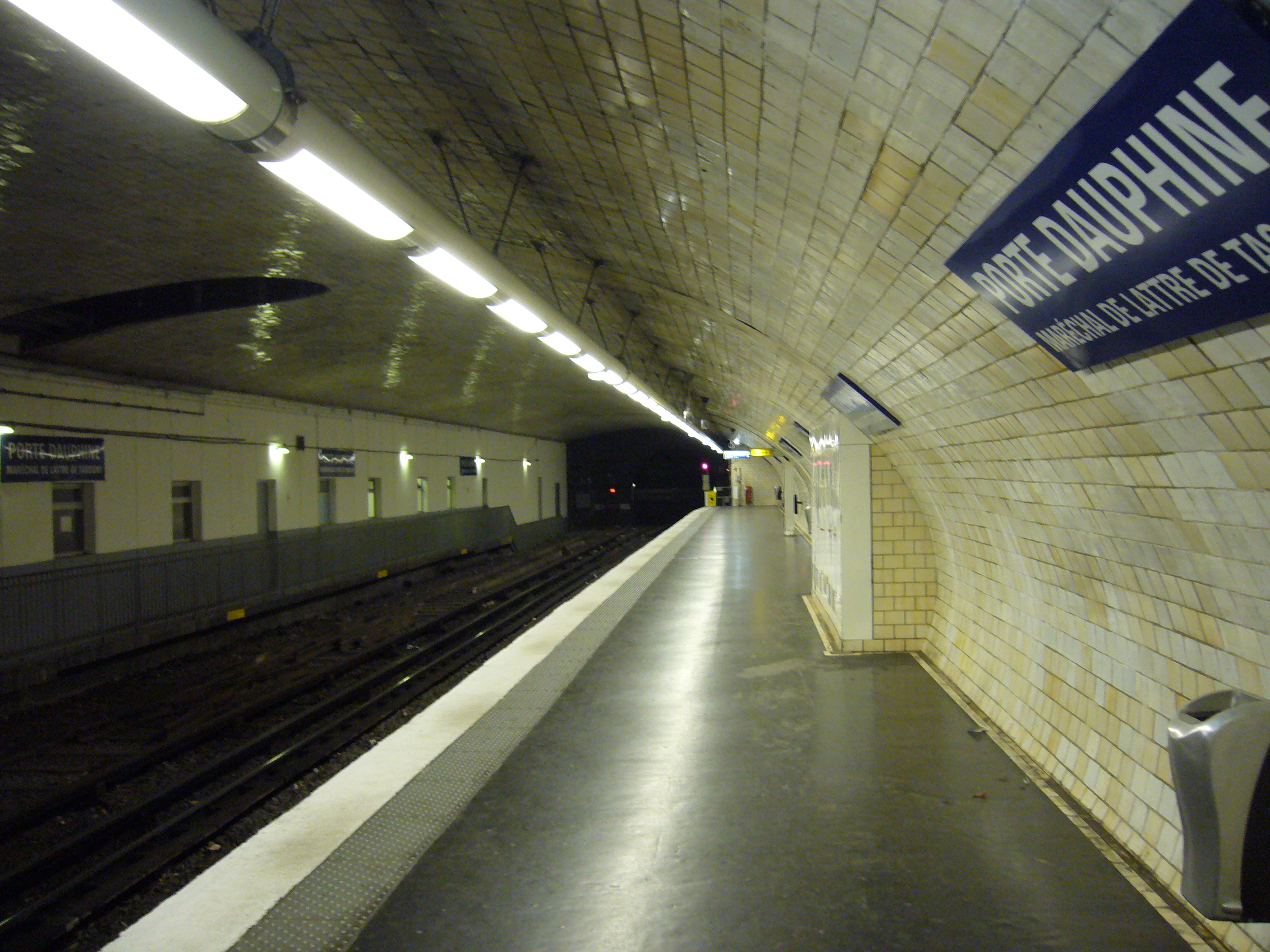
Quai arrivée de la station Porte Dauphine, avec sa seconde voie de garage en impasse.
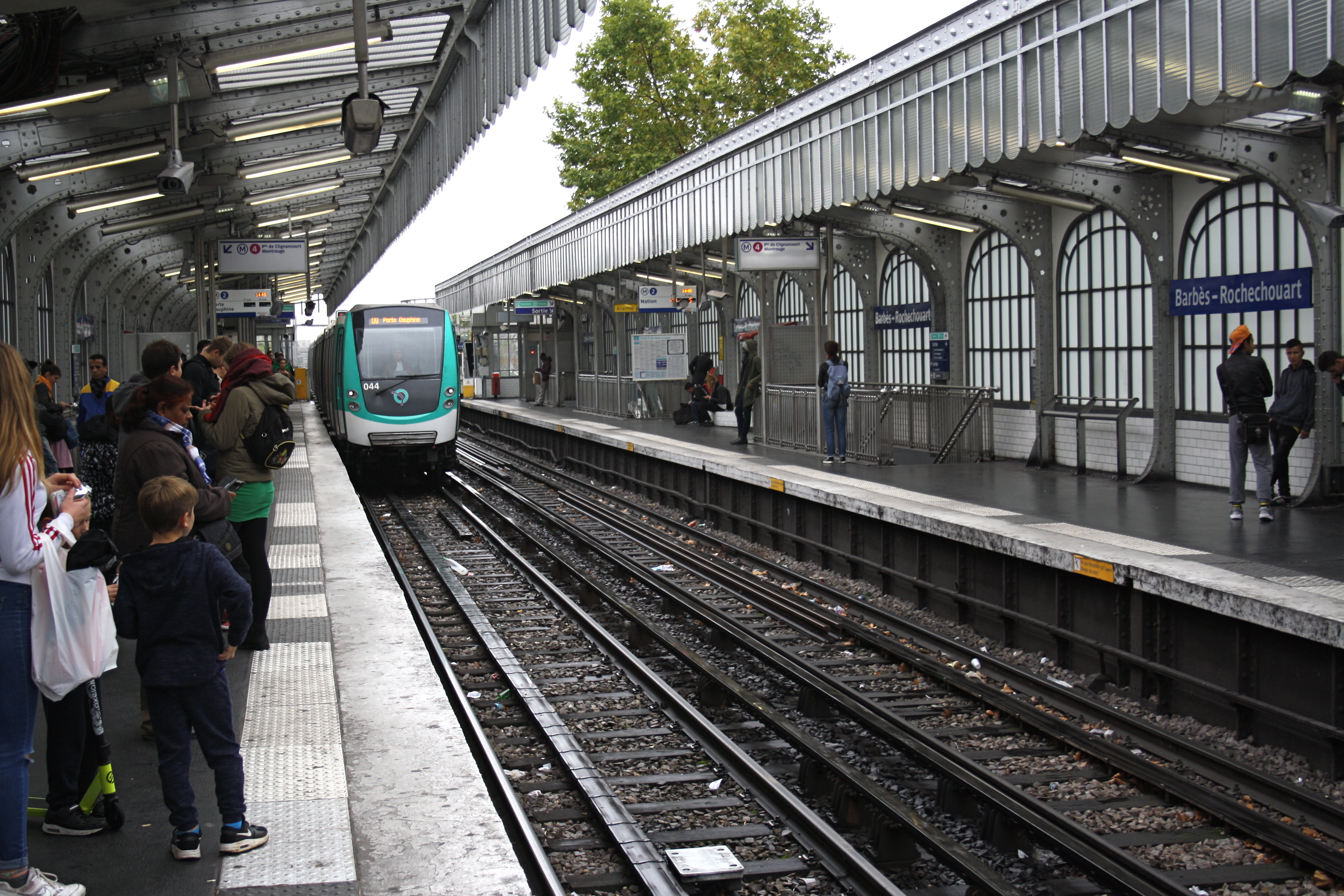
Station aérienne à Barbès - Rochechouart.
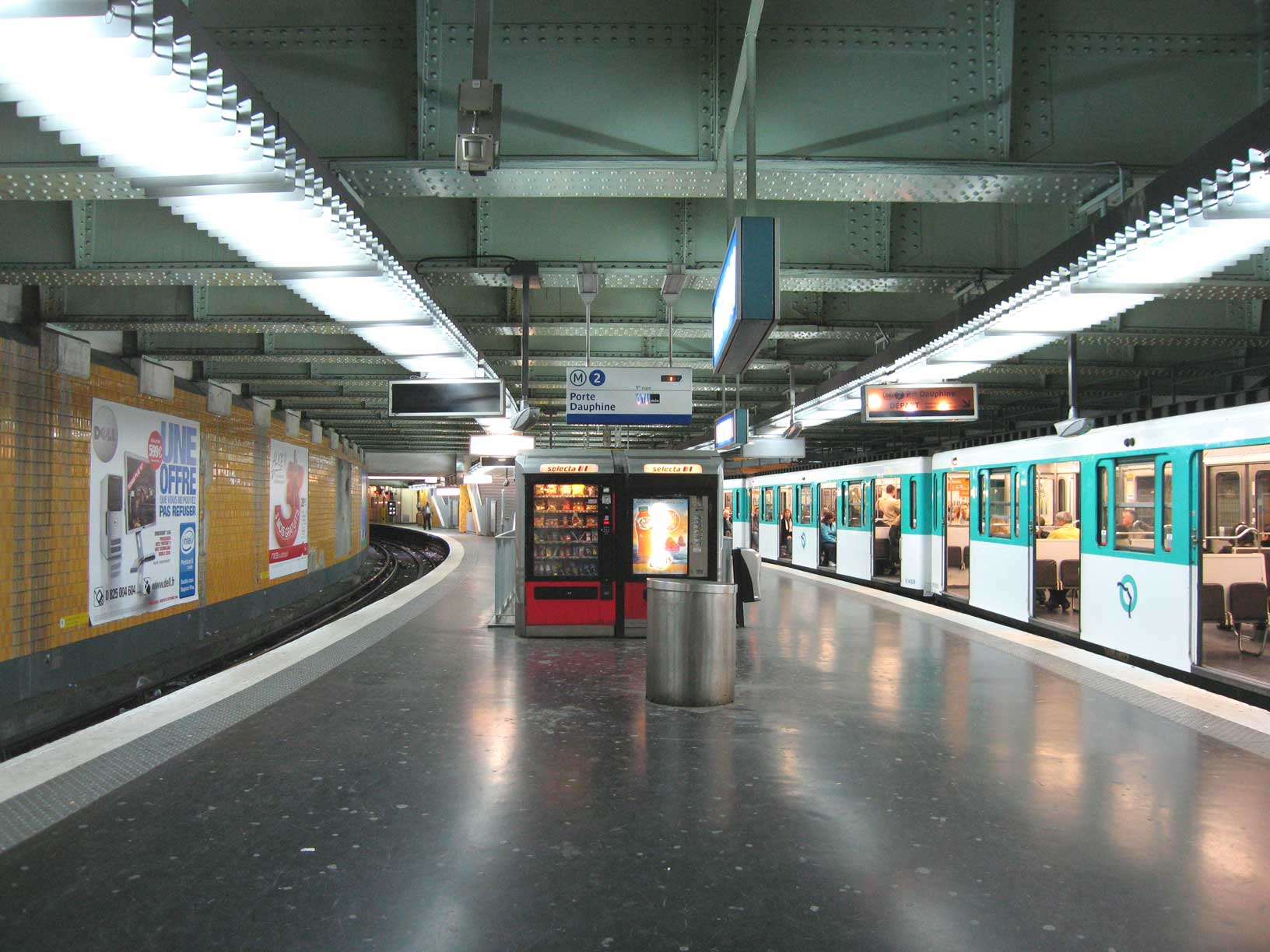
Quai en courbe du terminus de Nation, avec son plafond métallique.

### Ligne 3
La longueur standard des stations de la ligne 3 est de 75 m. Les stations particulières, d'ouest en est, sont les suivantes,, : 
- Les stations comprises entre Pont de Levallois - Bécon et Louise Michel ainsi que Porte de Bagnolet et Gallieni ont des quais d'une longueur de 105 m. Ces dimensions étaient prévues pour accueillir de trains de sept voitures, projet qui finalement ne se concrétisa pas.
- Pont de Levallois - Bécon possède trois voies à quai avec un quai latéral côté est et un quai central côté ouest.
- Anatole France possède des quais partiellement décalés car la rue sous laquelle elle passe n'était pas suffisamment large pour y insérer deux quais face-à-face.
- Louise Michel possède des quais d'une largeur de 3 m, contre 4 m normalement, pour la même raison.
- Porte de Champerret, du fait de son ancien rôle de terminus, est constituée de deux demi-stations parallèles séparées par un piédroit, possédant chacune deux voies encadrant un quai central.
- Villiers possède une voûte particulièrement haute : les quais ont été abaissés lors du prolongement de la ligne en 1910 afin d'amorcer la pente nécessaire pour passer sous la ligne 2, à laquelle elle est accolée, mais dorénavant avec un dénivelé entre les deux lignes.
- Les stations comprises entre Saint-Lazare et Opéra ainsi que Père Lachaise possèdent un tablier métallique.
- Gambetta a des quais d'une longueur hors-norme de 196 m car elle a absorbé en 1969 l'ancienne station Martin Nadaud, très proche, lors du remaniement de la station consécutif à la déviation de la ligne vers Gallieni. Les anciens quais, protégés par des grilles, constituent aujourd'hui son extrémité ouest. On peut d'ailleurs remarquer la différence de hauteur de la voûte entre les deux parties de la station.
- Gallieni possède quatre voies à quai, deux quais centraux de 8 m de large encadrés chacun par deux voies. Le plafond est soutenu par des colonnes en béton.

Galerie de photographies
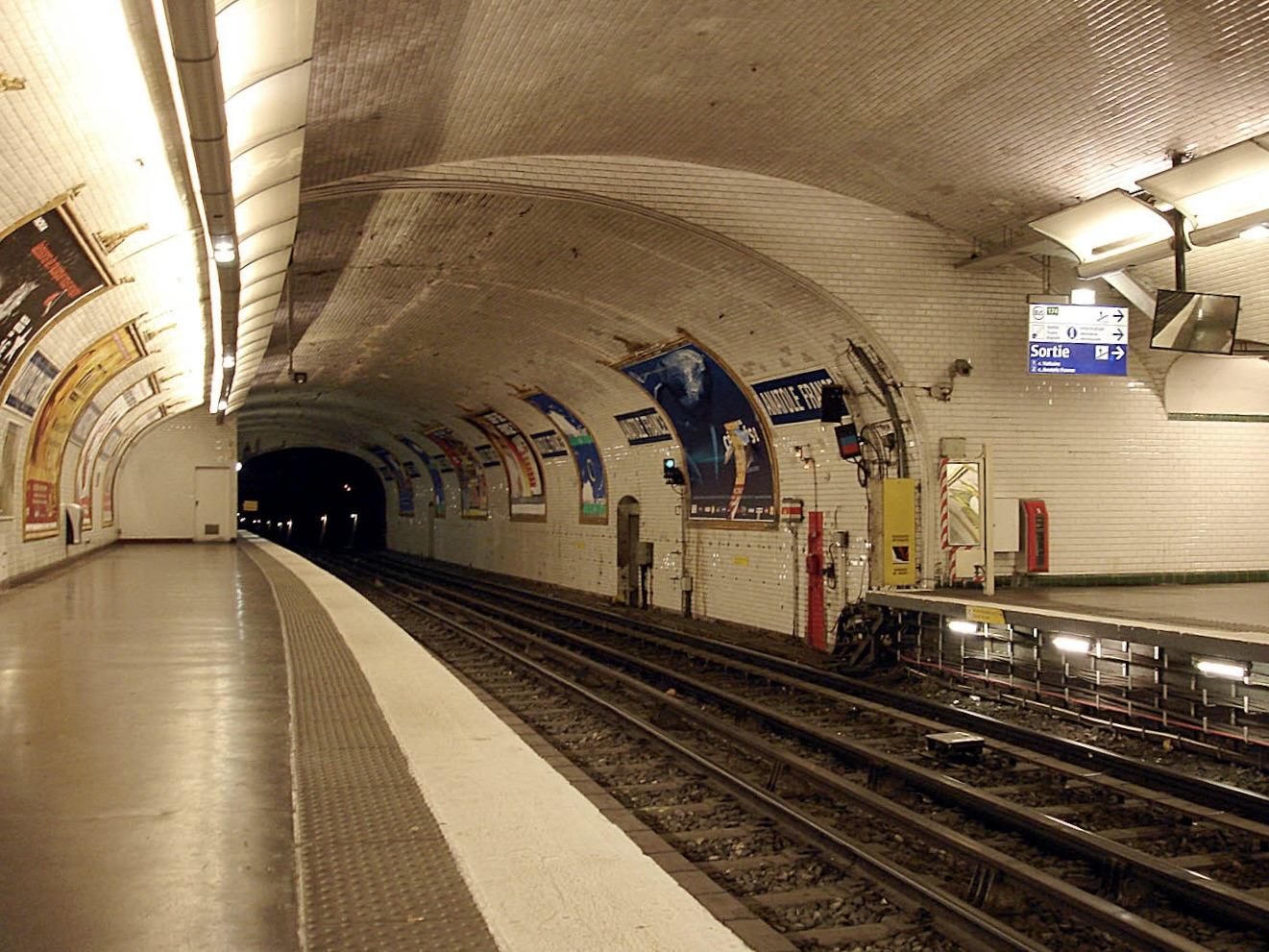
Quais partiellement décalés à Anatole France.
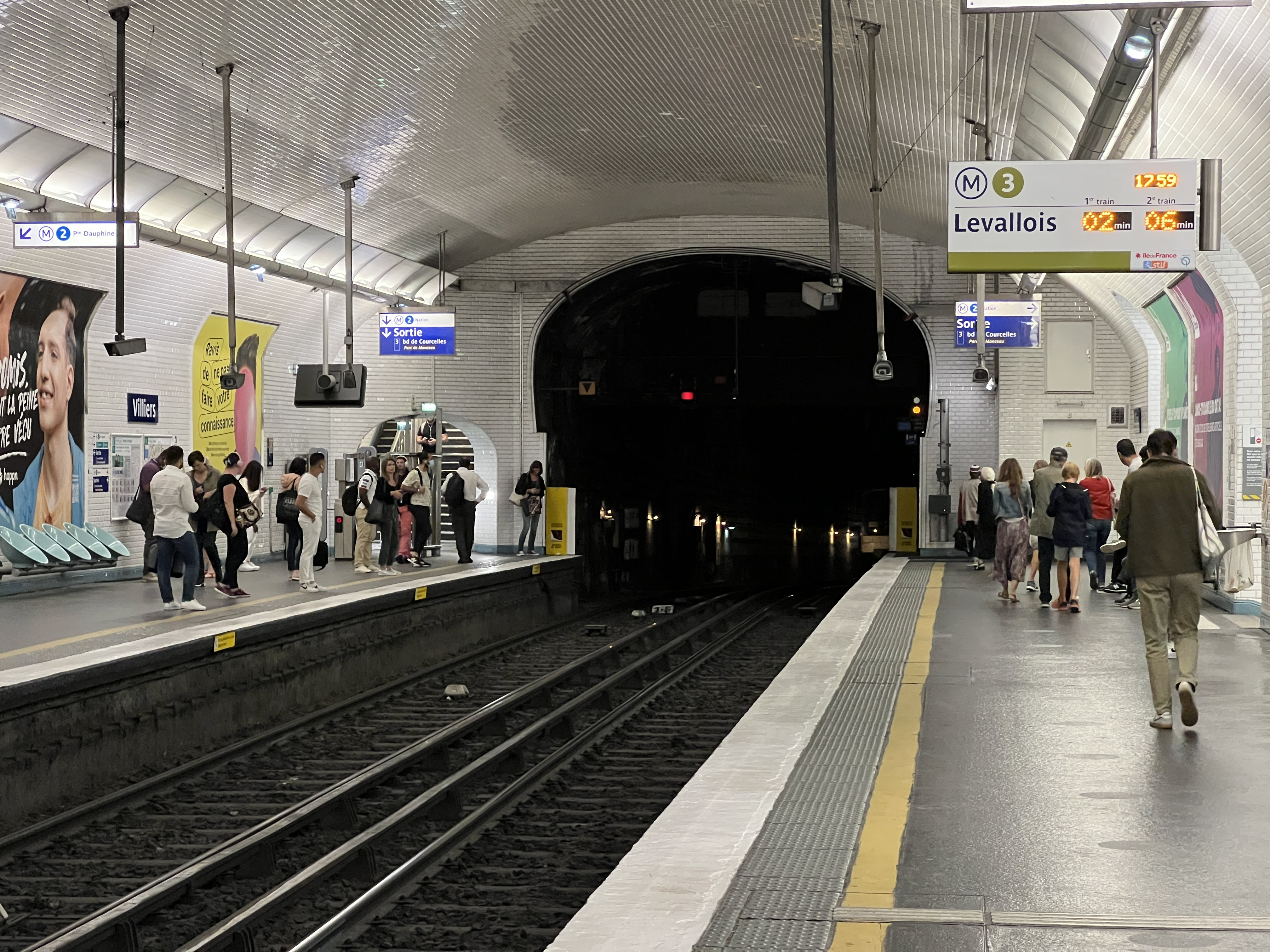
La voûte anormalement élevée de Villiers.
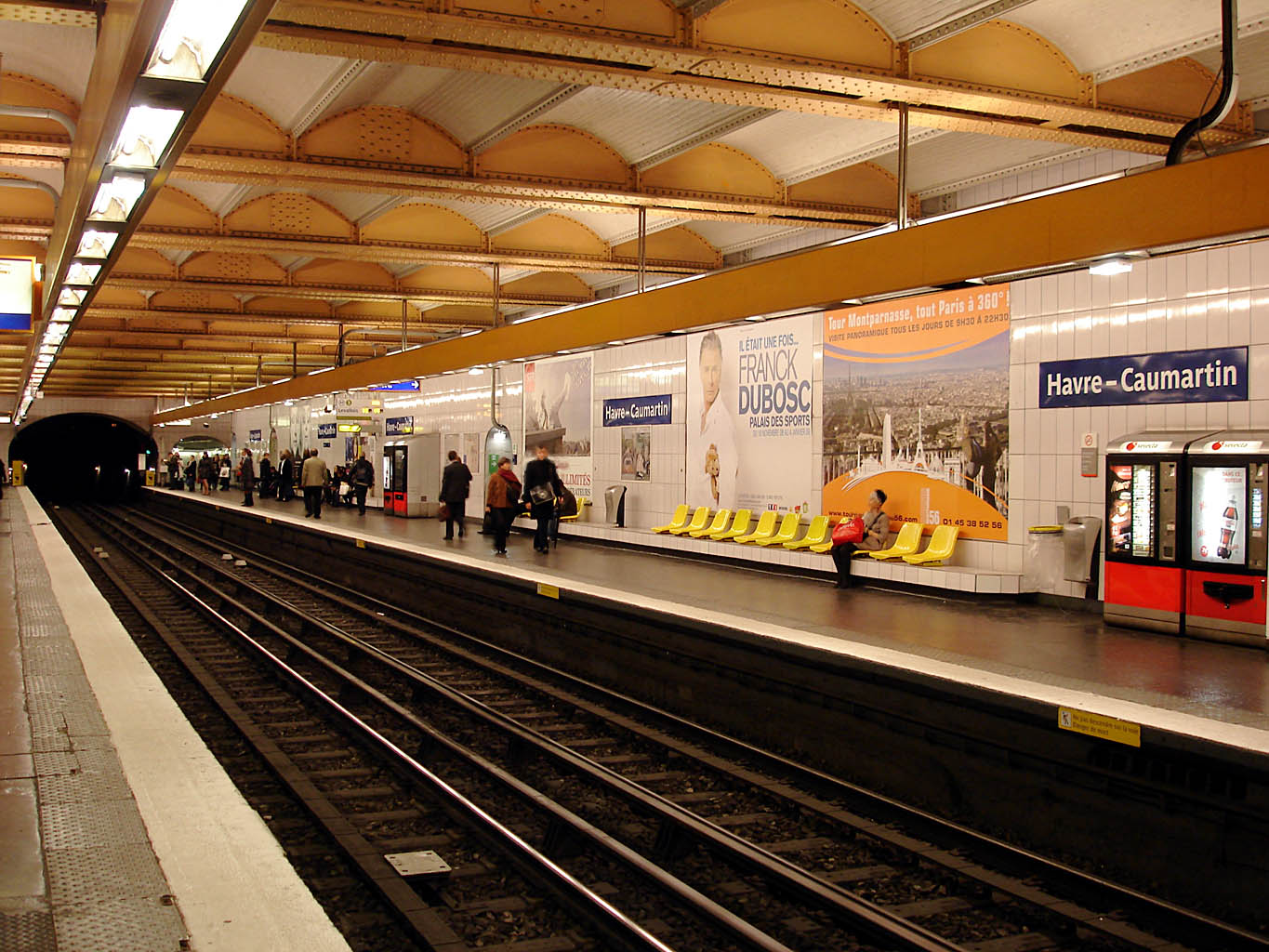
Havre - Caumartin et sa couverture métallique.
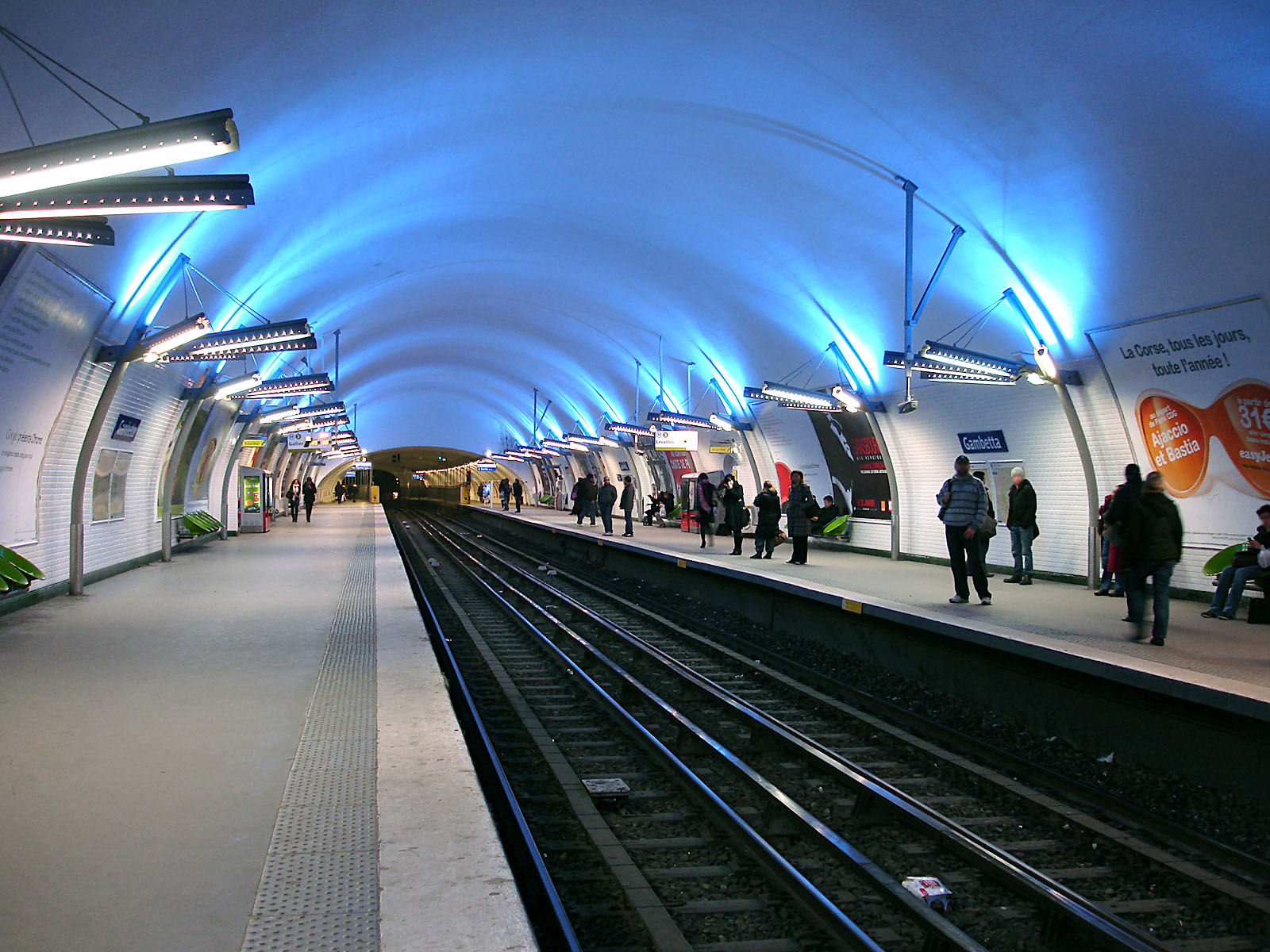
La longueur exceptionnelle des quais de Gambetta. Au fond, l'ancienne station Martin Nadaud.
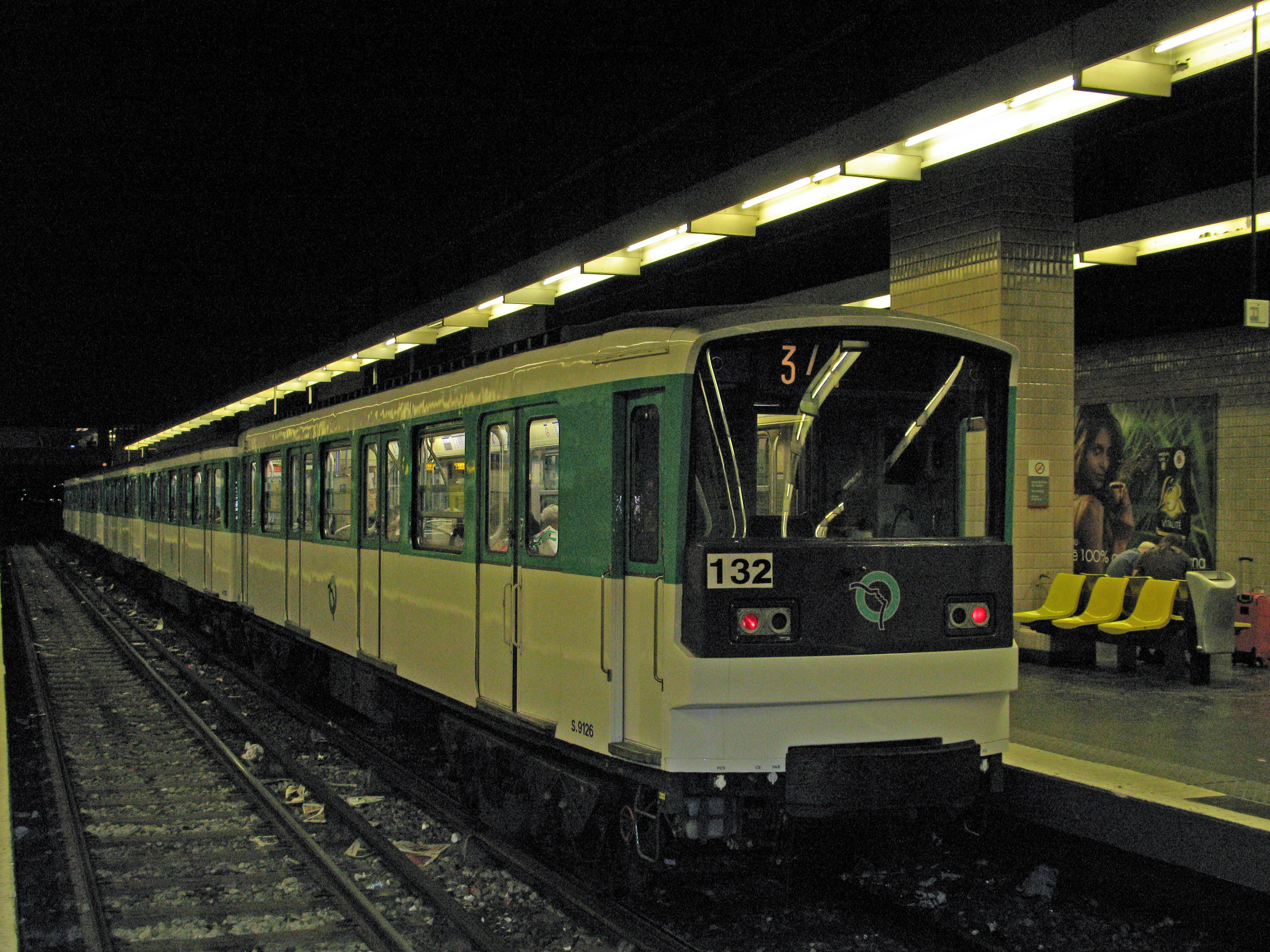
Un MF 67 stationné sur l'une des voies centrales de Gallieni.

### Ligne 3 bis
La longueur des stations de la ligne 3 bis est sans exception de 75 m. La seule station particulière est Gambetta qui est constituée d'un quai central encadré par deux voies. Ceci est dû au fait qu'avant 1969, la station était desservie par la ligne 3, depuis, déviée à destination de Gallieni,,.

### Ligne 4
La longueur standard des stations de la ligne 4 est de 90 m, depuis l'allongement des rames à six voitures dans les années 1960. Dans le cadre de son automatisation, des portes palières ont été installées dans toutes les stations.
Les stations particulières, du nord au sud, sont les suivantes,, :
- Gare de l'Est possède un plafond métallique en son milieu car elle est située sous l'ouvrage commun des lignes 5 et 7.
- Les stations comprises entre Château d'Eau et Réaumur - Sébastopol ainsi que Porte d'Orléans possèdent un plafond à tablier métallique, celui de la dernière étant en plus soutenu par des colonnes métalliques en raison de sa largeur. À leur extrémité, une extension a été réalisée dans les années 1960, ce qui explique que le plafond soit formé de poutres en béton armé et non métalliques.
- Les Halles a été reconstruite en 1977 au plus près de la gare de Châtelet - Les Halles et ses quais ont une longueur de 110 m. Les voies sont séparées par un piédroit central. Il ne subsiste rien de l'ancienne station.
- Cité et Saint-Michel ont une longueur de 118 m et ont été construites en surface dans des caissons métalliques qui furent ensuite enfoncés dans le sol à grande profondeur pour passer sous la Seine, ce qui se traduit par une voûte particulièrement haute et des quais légèrement moins larges que la moyenne. Elles sont accessibles par de grands puits métalliques situés à chaque extrémité et équipés d'ascenseurs.
- Saint-Germain-des-Prés possède des quais très légèrement décalés depuis son allongement dans les années 1960, consécutif à l'arrivée des rames sur pneu. La partie allongée possède un plafond formé de poutres en béton armé.
- Porte d'Orléans possède des quais partiellement décalés. De plus, le quai en direction de Porte de Clignancourt est particulièrement large car il recouvre l'emplacement d'une ancienne troisième voie (dont la voie de raccordement avec la boucle de retournement existe toujours et est visible derrière une grille). Cette voie, qui permettait aux trains de repartir après avoir effectué un tour de boucle lorsque la station était un terminus, a été déposée dans le cadre de l'extension à Mairie de Montrouge afin de laisser la place nécessaire à l'installation d'un ascenseur.

Vue de quelques stations
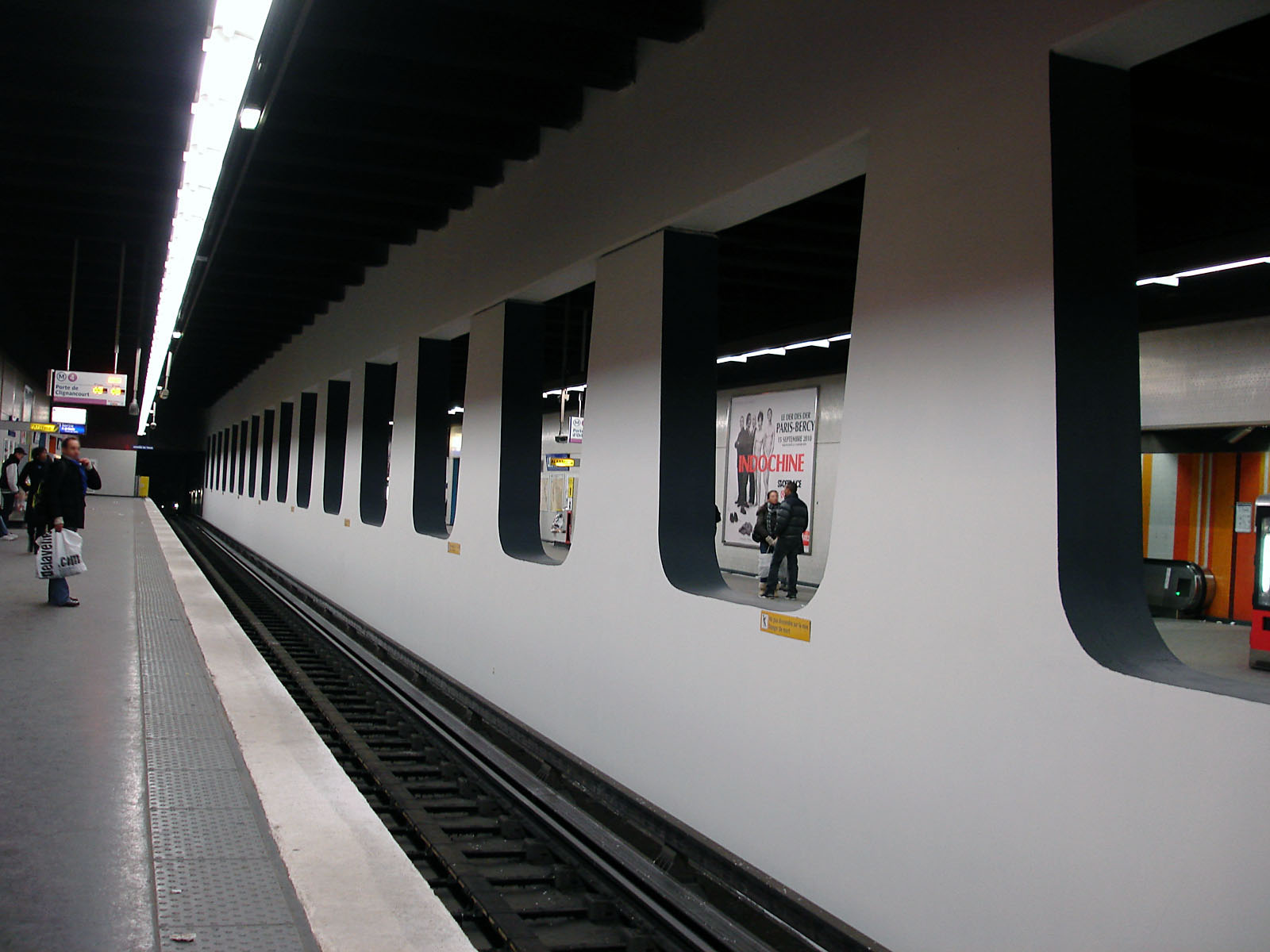
Piédroit central et décoration moderne à Les Halles.
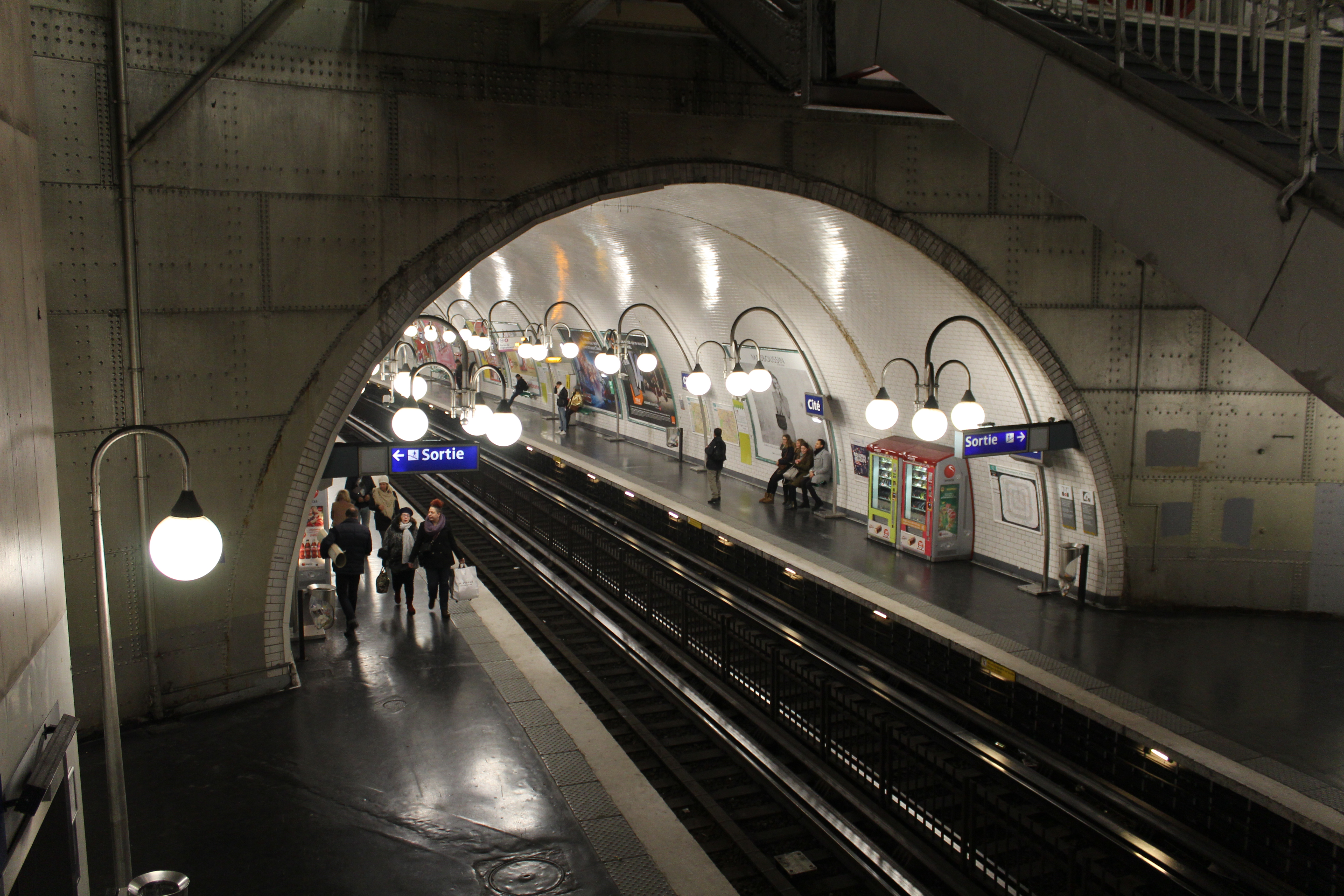
La station Cité, construite dans un caisson métallique.
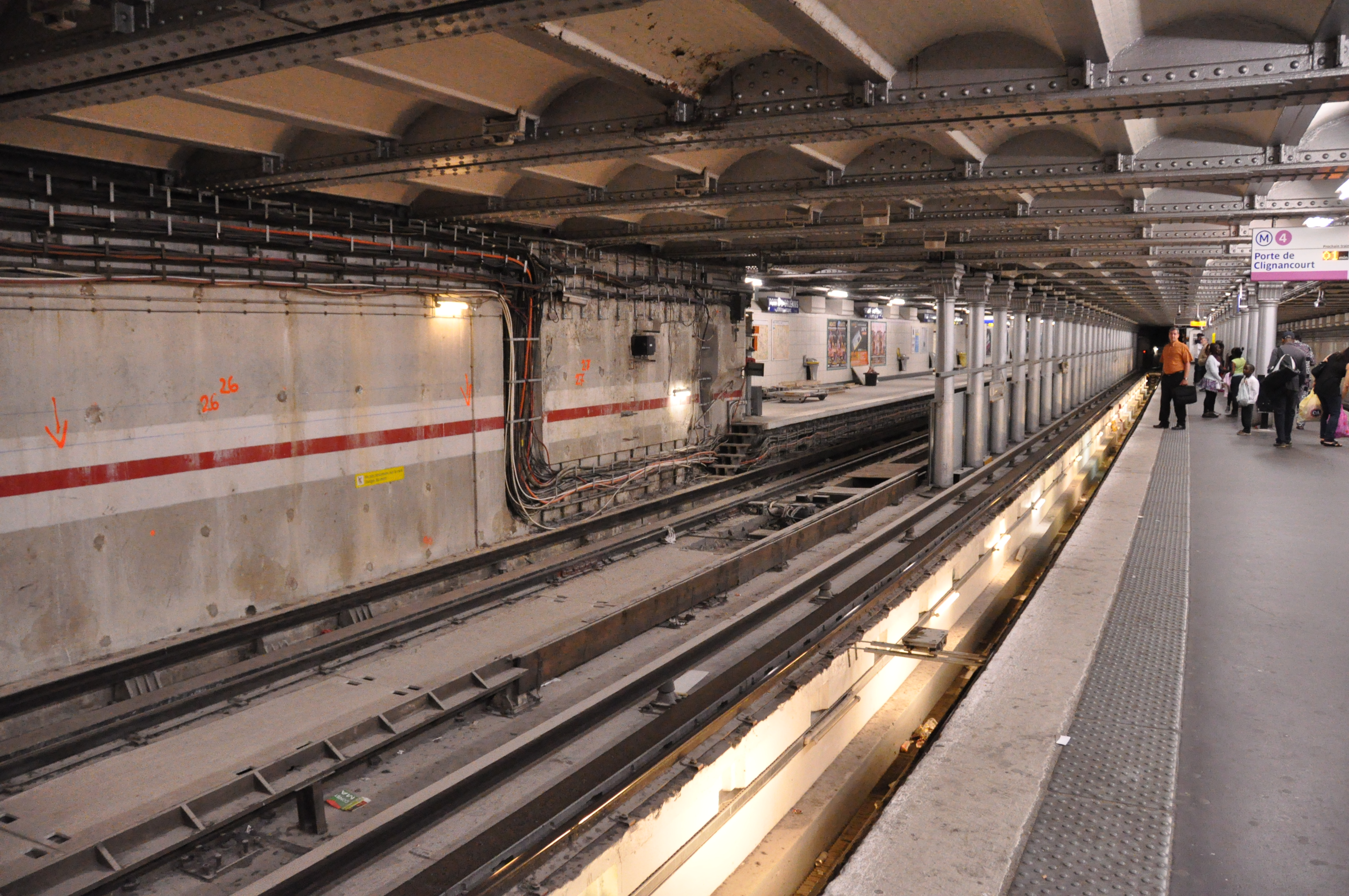
Les quais décalés et le plafond métallique de Porte d'Orléans.

### Ligne 5
La longueur standard des stations de la ligne 5 est de 75 m. Les stations particulières, du nord au sud, sont les suivantes,, :
- Bobigny - Pablo Picasso possède trois voies à quai avec un quai latéral côté est et un quai central encadré par deux voies côté ouest.
- Bobigny - Pantin - Raymond Queneau possède un unique quai en îlot encadré par les deux voies.
- Porte de Pantin possède trois voies à quai avec un quai latéral côté sud et un quai central encadré par deux voies côté nord. Contrairement à ce que pourrait laisser penser cette configuration, elle n'a jamais été un terminus commercial mais a été conçue pour accueillir le terminus de certaines missions. La voie centrale n'étant pas accessible pour les trains vers Paris, ceux-ci stationnent sur la voie nord et ouvrent donc leurs portes sur la gauche.
- Gare de l'Est est en courbe, partiellement située sous un tablier métallique dans une station partagée avec la ligne 7.
- Richard-Lenoir et Bréguet - Sabin possèdent un tablier métallique.
- Quai de la Rapée est située au niveau du sol, entre le port de l'Arsenal et la Seine.
- Gare d'Austerlitz a des quais d'une longueur de 90 m qui traversent en viaduc la verrière de la gare de Paris-Austerlitz, perpendiculairement aux voies de chemin de fer.
- Place d'Italie est située sur une boucle. Elle possède un quai central en courbe entouré par deux voies.

Galerie de photographies
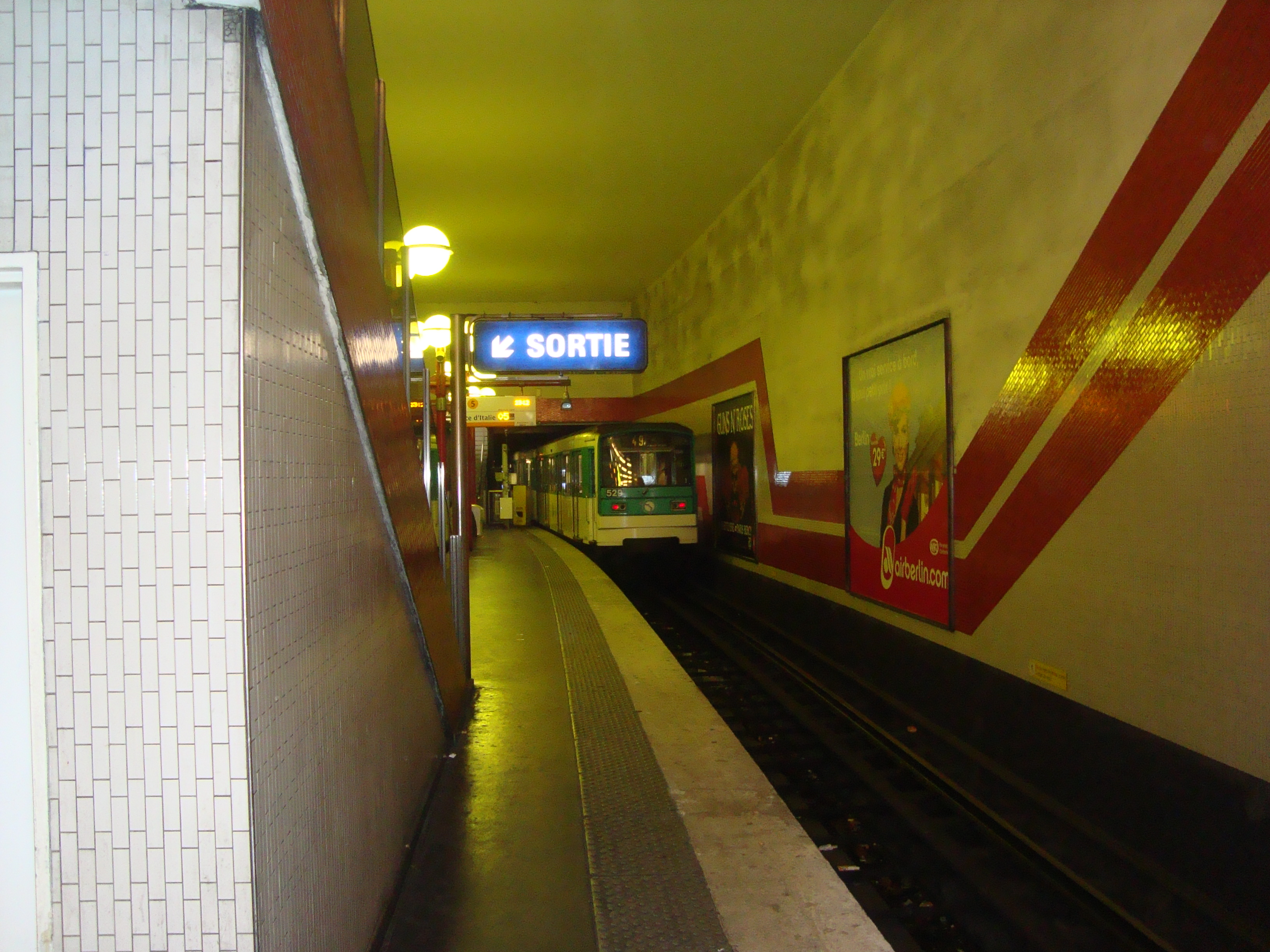
Le quai central de Bobigny - Pantin - Raymond Queneau.
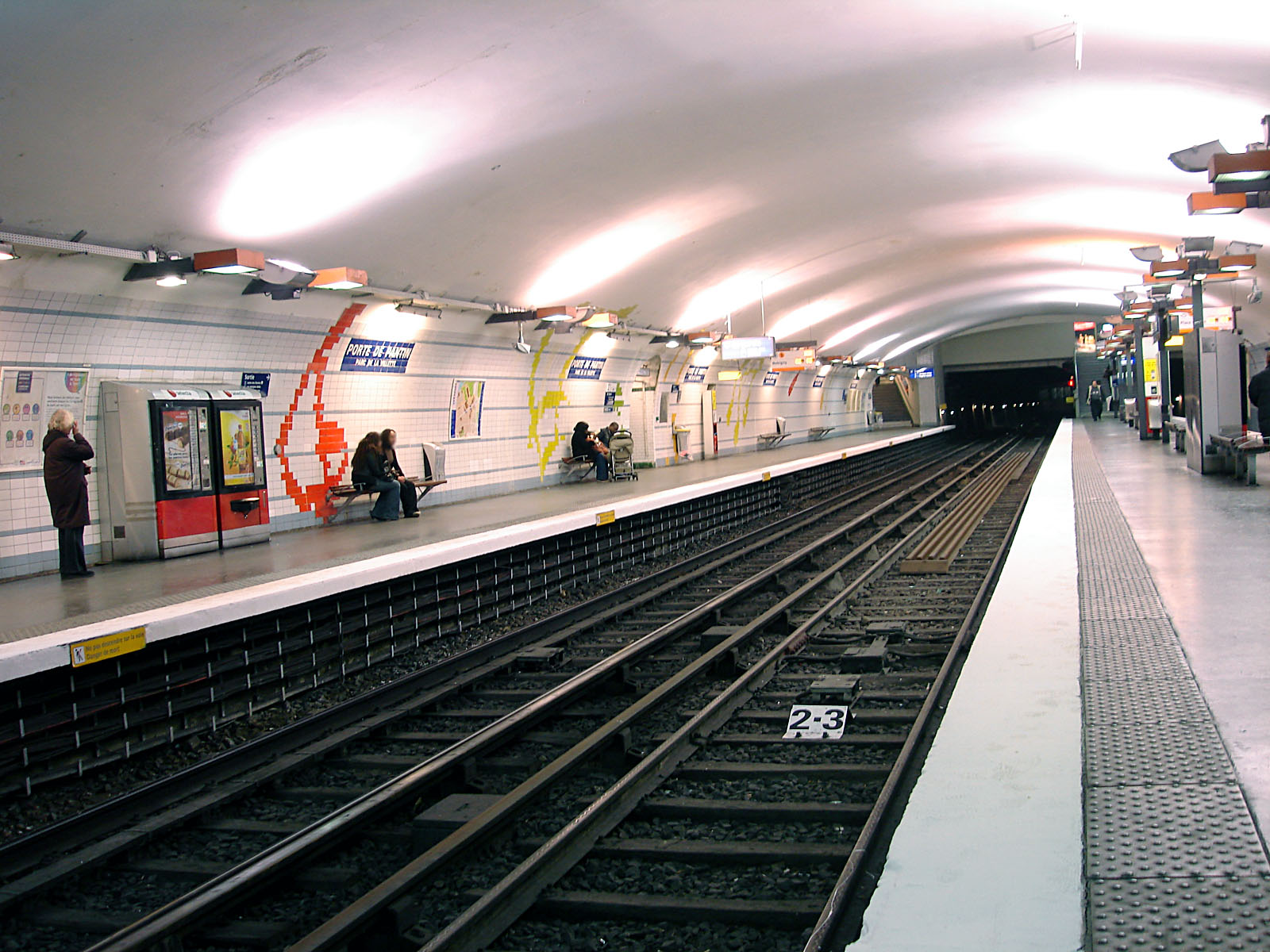
Station à trois voies à Porte de Pantin.
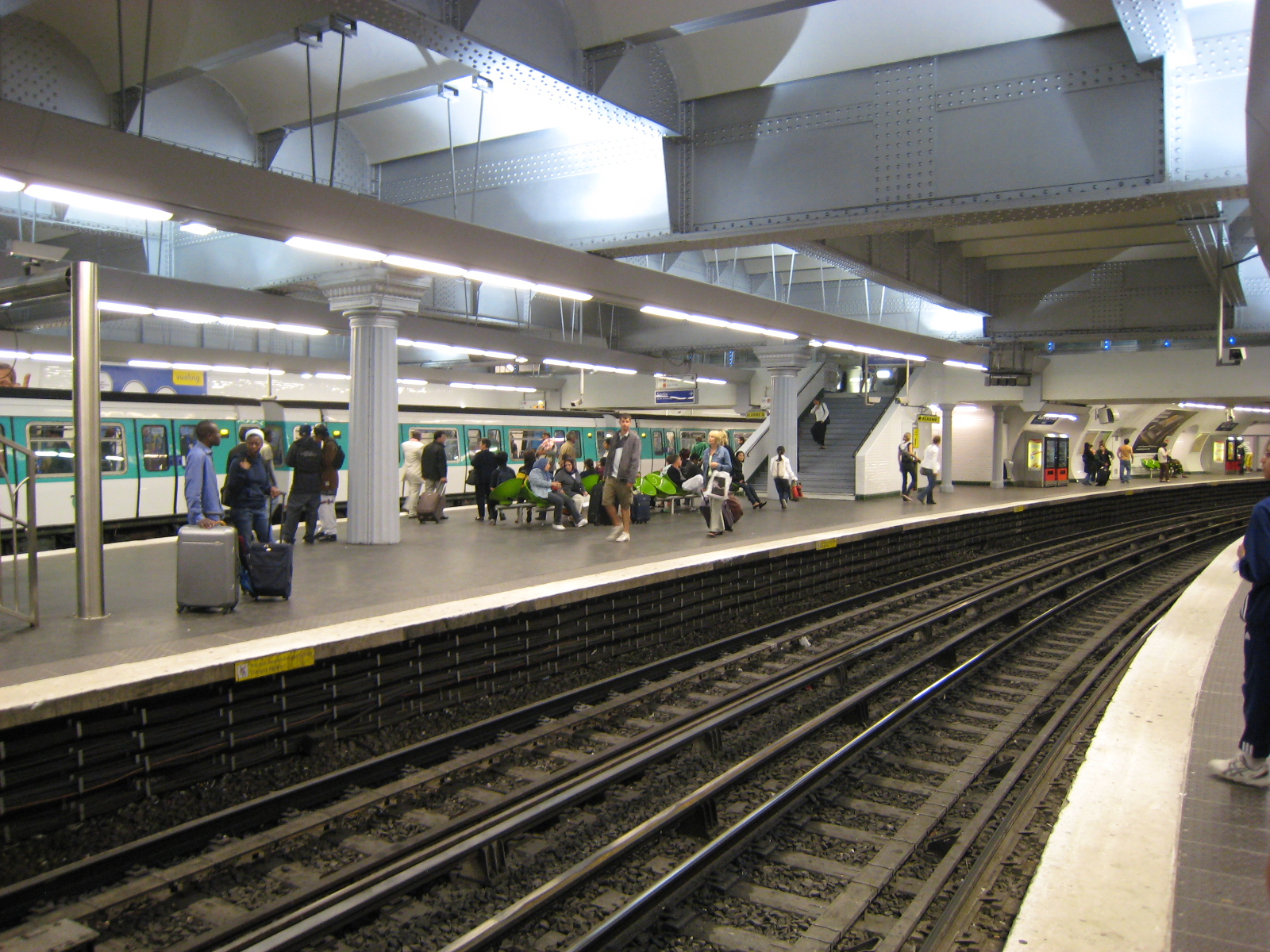
Les stations accolées des lignes 5 et 7 à Gare de l'Est.
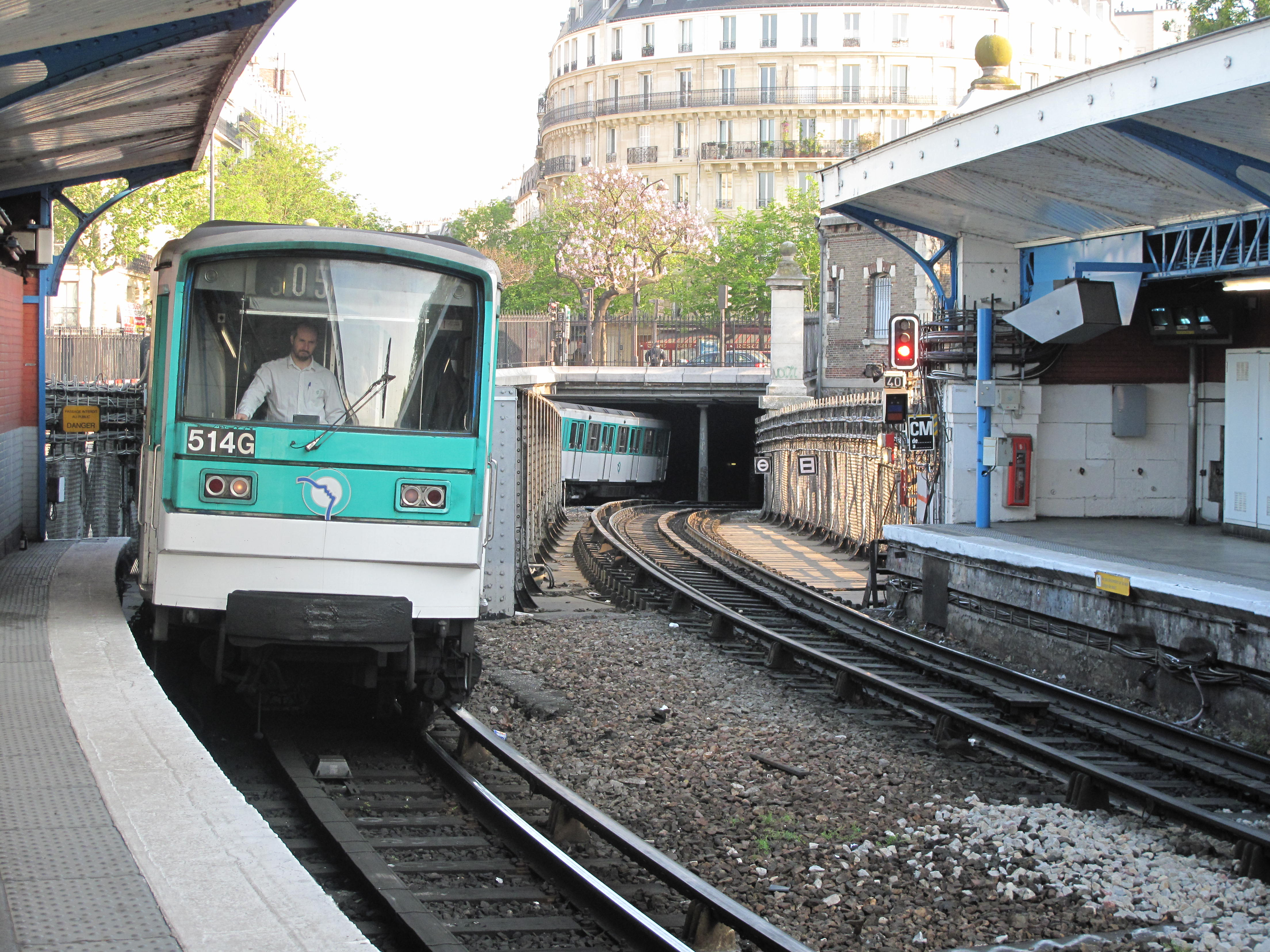
Une rame émerge du tunnel, franchit le port de l'Arsenal et arrive à Quai de la Rapée.
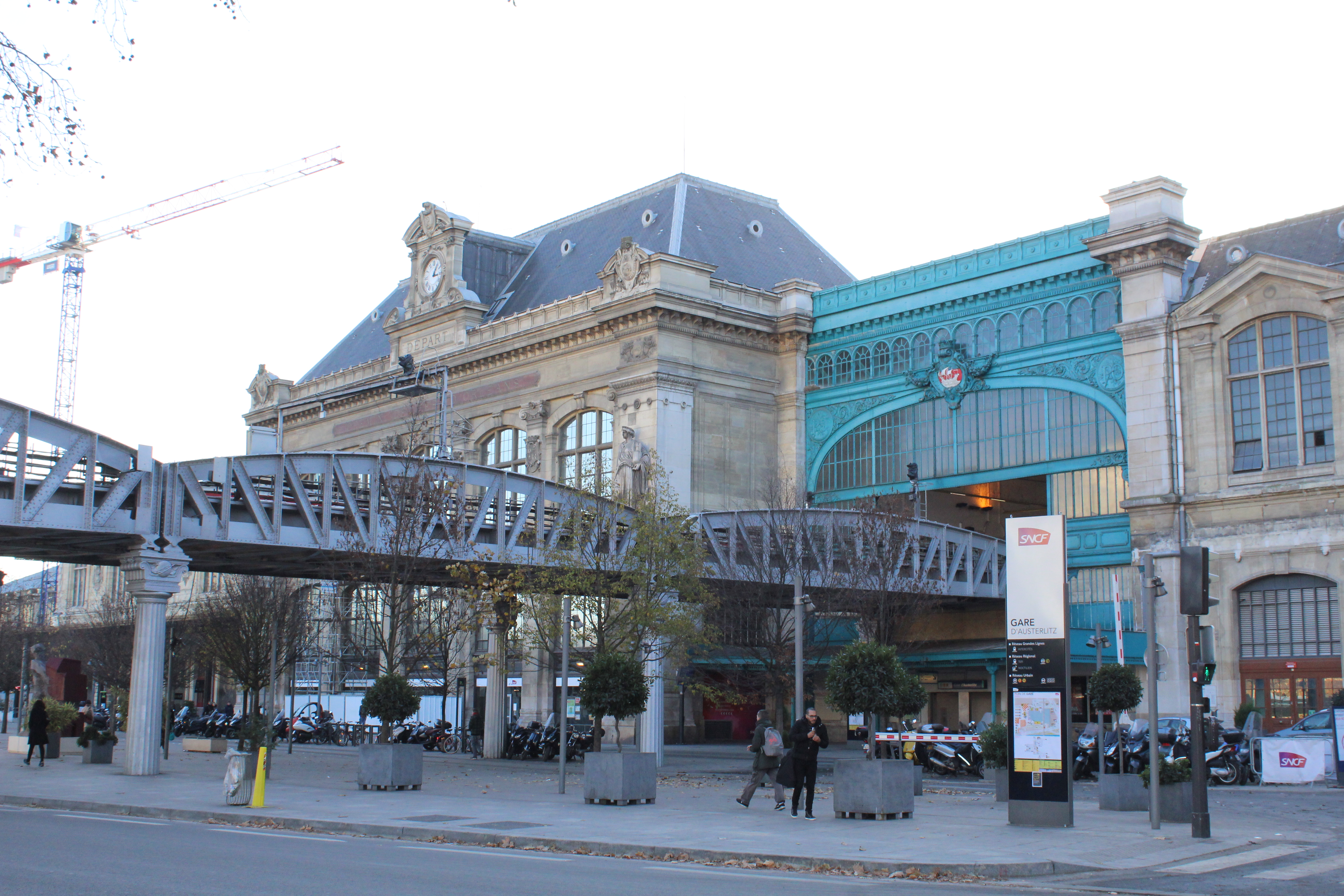
À Gare d'Austerlitz, la ligne 5 circule à travers la verrière de la gare.

### Ligne 6
La longueur des stations de la ligne 6 est sans exception de 75 m. Les stations particulières, d'ouest en est, sont les suivantes,, :
- Charles de Gaulle - Étoile est située sur une boucle. Elle ne possède qu'une seule voie entourée par deux quais dédiés respectivement à la montée et à la descente. Cette disposition, dite solution espagnole, permet de mieux séparer les flux des stations fréquentées. Le quai côté sud a été créé ultérieurement à l'emplacement d'une voie de garage.
- Kléber est composée d'une station centrale à deux voies encadrées par deux quais, ainsi que de deux demi-stations situées de part et d'autre composées chacune d'un quai et d'une voie. Ces deux demi-stations furent ajoutées lors de la pneumatisation de la ligne dans les années 1970, afin que la station puisse jouer le rôle de terminus technique à la place de Charles de Gaulle - Étoile, trop contrainte du fait de sa voie unique qui empêche de laisser stationner les trains pendant une longue durée.
- Passy est partiellement souterraine avec un tablier métallique, et partiellement en viaduc en raison du fort dénivelé à cet endroit ; en venant de Nation, le métro traverse la Seine en viaduc avant de s'enfoncer dans la colline de Chaillot.
- Les stations comprises entre Bir-Hakeim et Sèvres - Lecourbe, puis Glacière et Corvisart ainsi que les stations comprises entre Nationale et Quai de la Gare sont situées en viaduc.
- Saint-Jacques est située en tranchée, au milieu du boulevard Saint-Jacques.
- Bel-Air est située au niveau du sol afin de franchir une partie abandonnée de la ligne de Vincennes (aujourd'hui devenue la coulée verte René-Dumont), en tranchée à cet endroit.
- Nation est située sur une boucle. Elle est constituée d'un quai en îlot encadré par deux voies.

Galerie de photographies
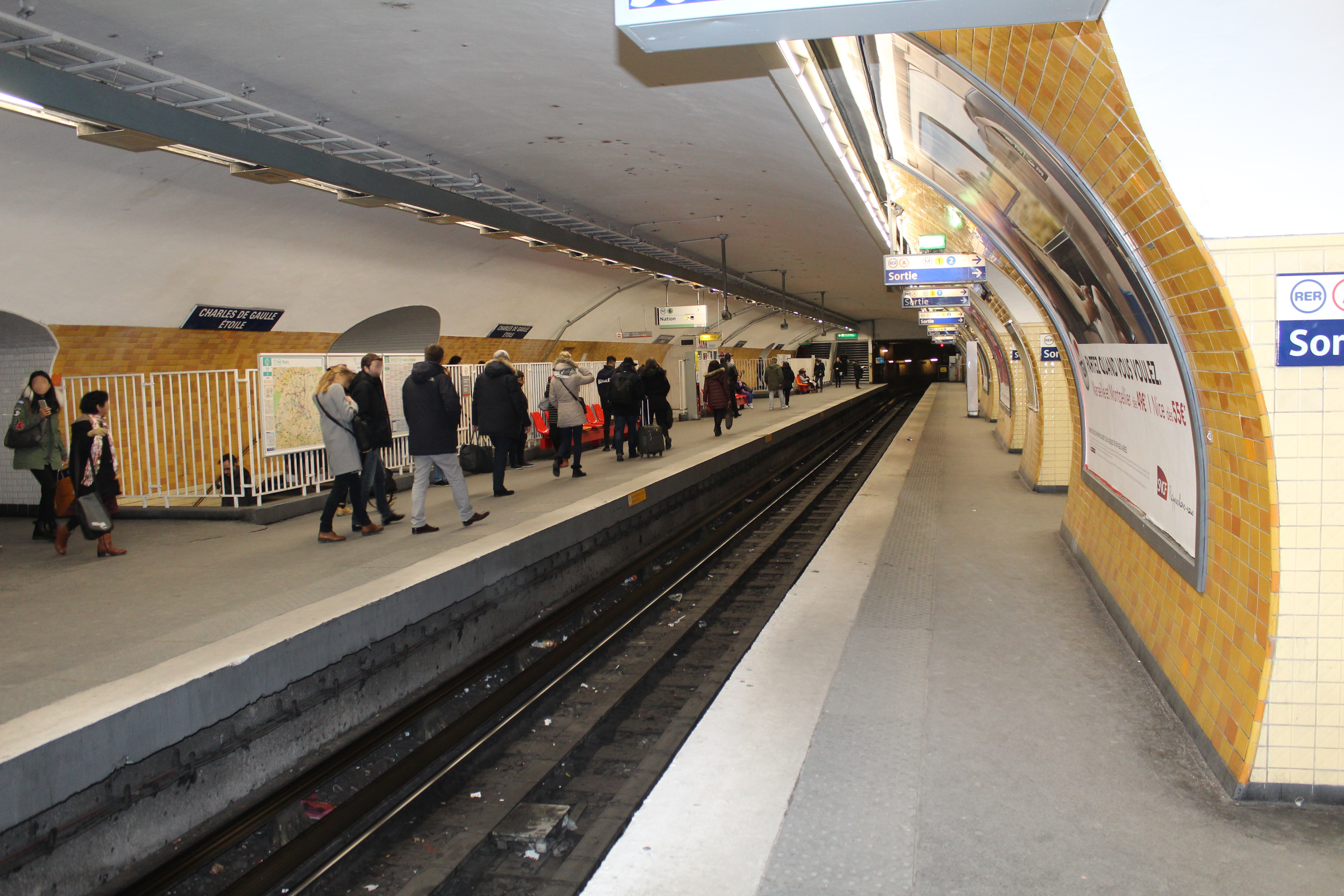
Solution espagnole à Charles de Gaulle - Etoile : un deuxième quai y a été créé dans les années 1970 pour fluidifier les échanges.
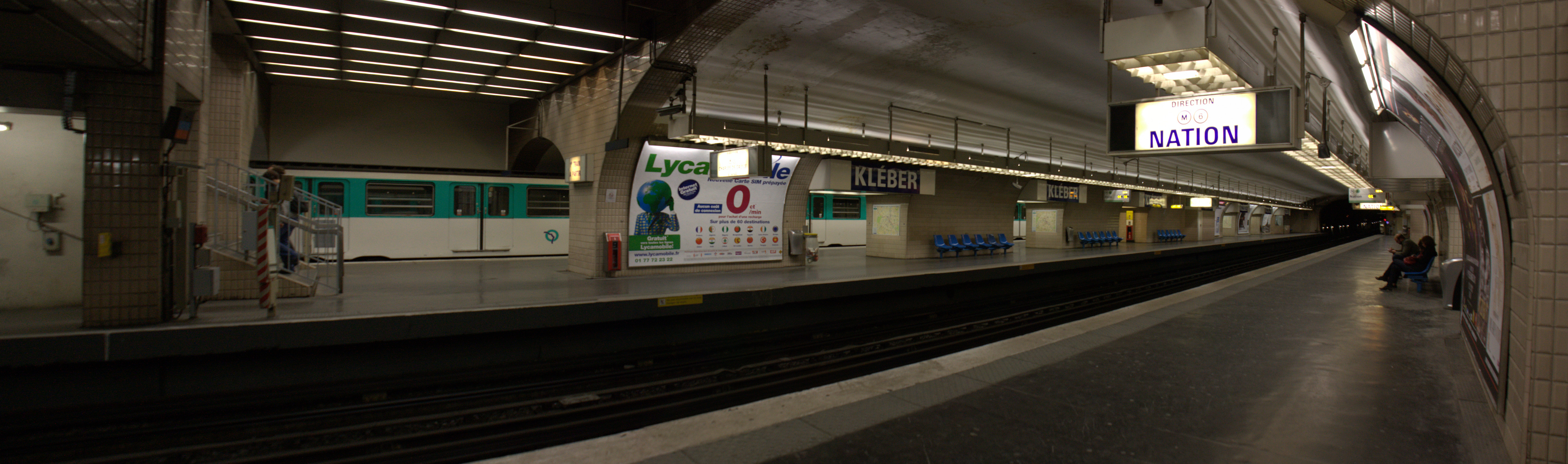
Kléber, généreusement redimensionnée dans la même période, joue le rôle de véritable terminus de la ligne.

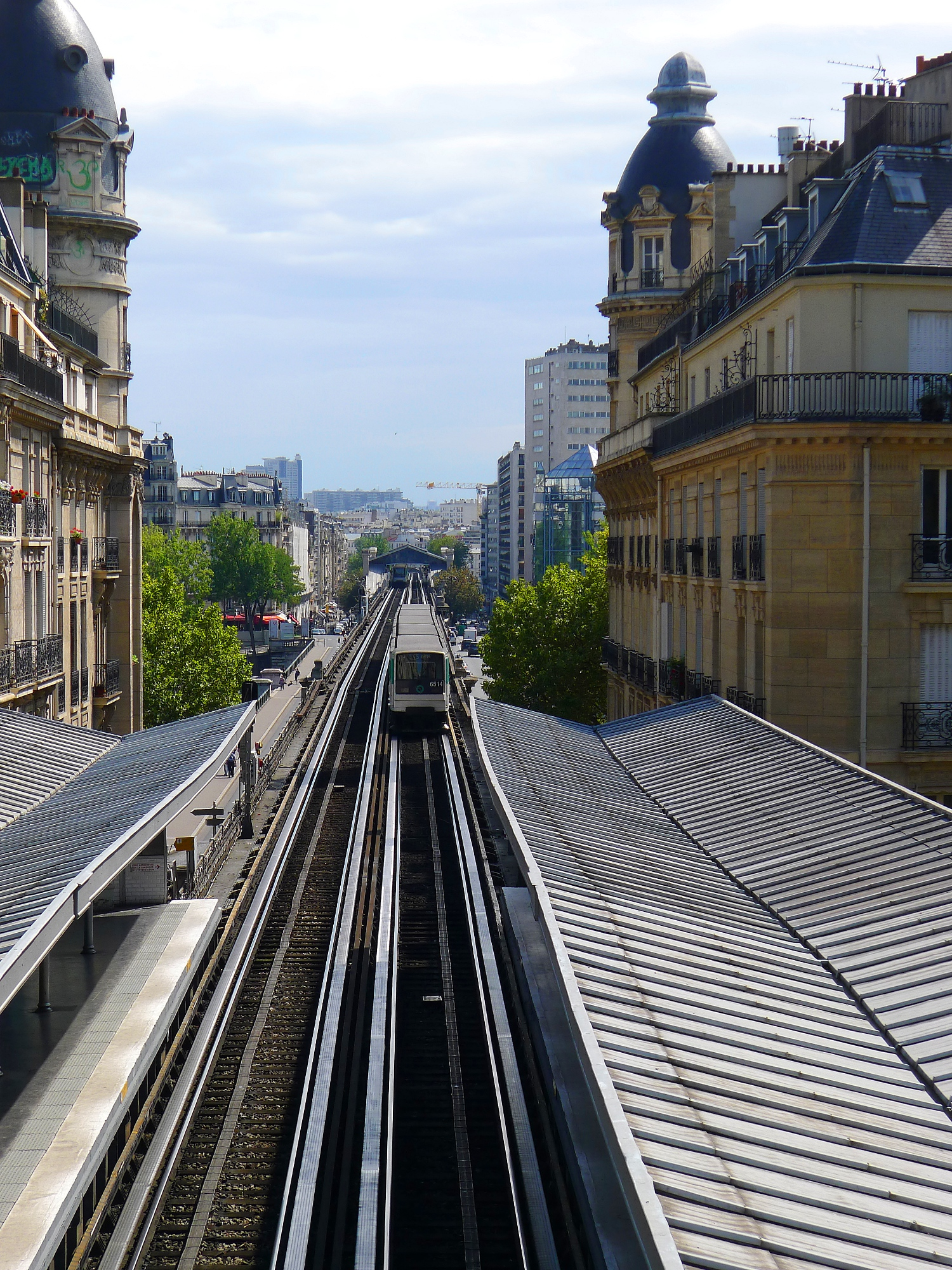
Passy, à flanc de colline, est une des stations les plus originales du réseau.
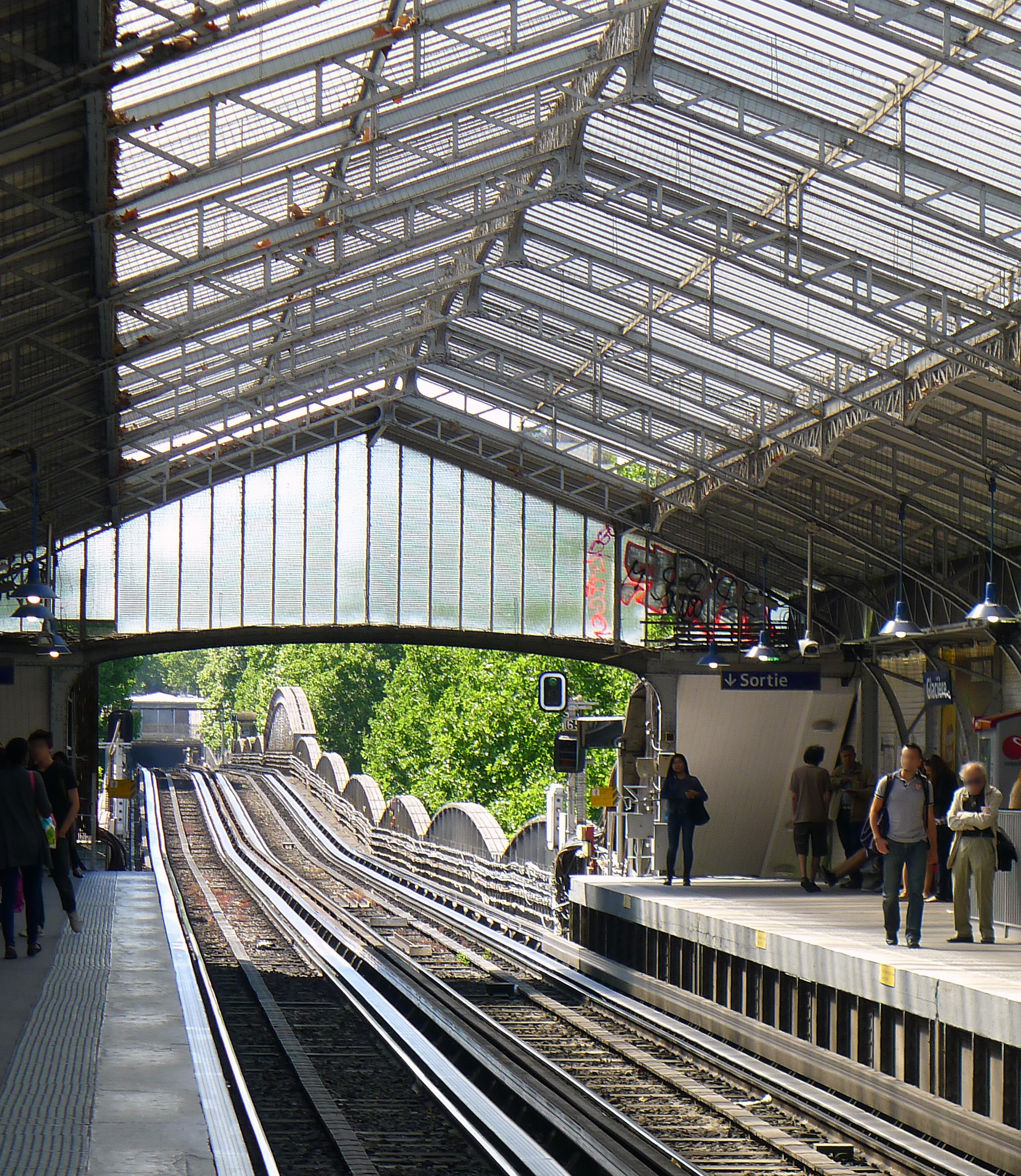
Exemple de station aérienne de la ligne : Glacière.
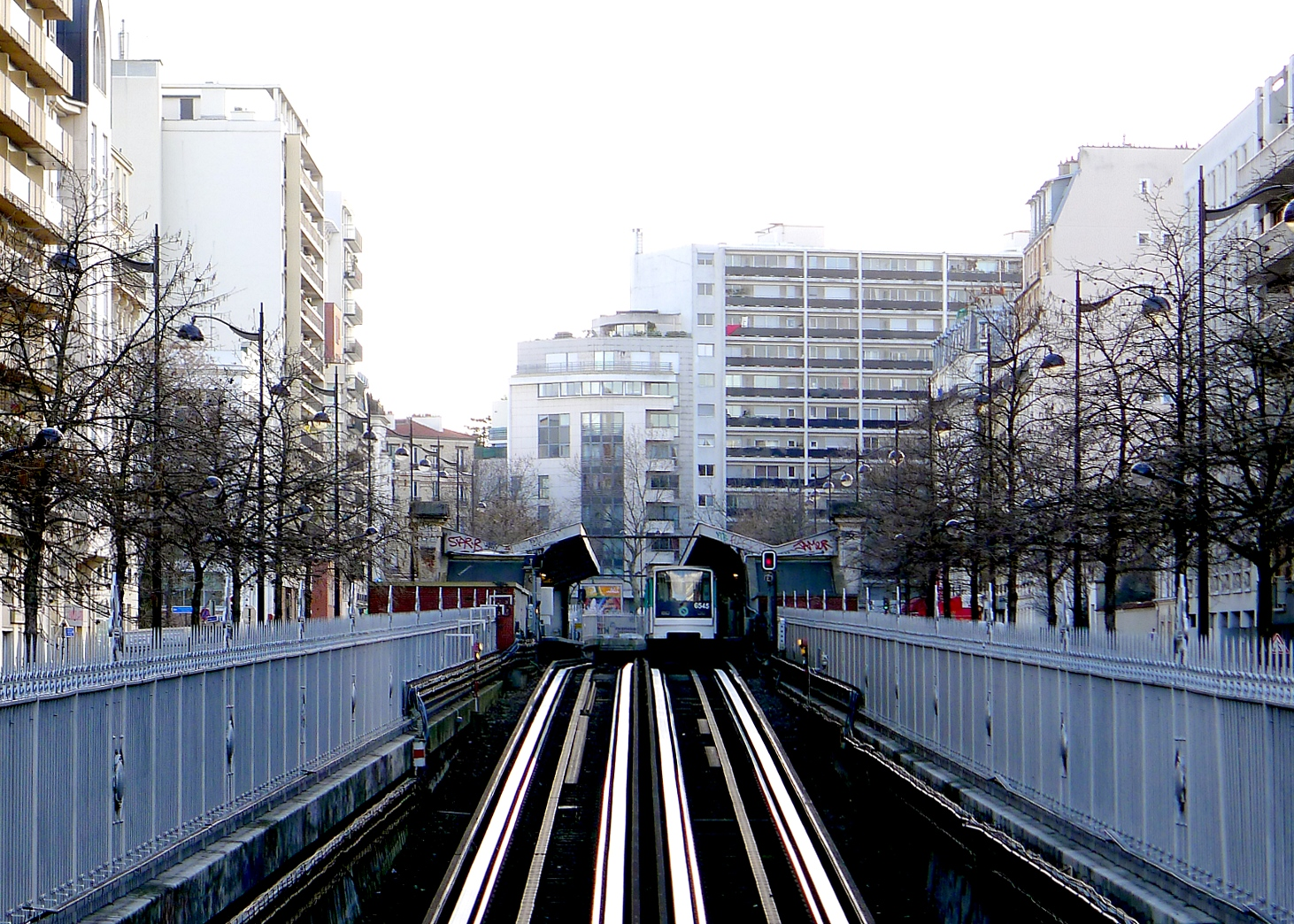
À Bel-Air, le métro ressort furtivement pour franchir la tranchée de l'ancienne ligne de Vincennes.

### Ligne 7
La longueur standard des stations de la ligne 7 est de 75 m. Les stations particulières, du nord au sud, sont les suivantes,, :
- La Courneuve - 8 Mai 1945 possède trois voies et deux quais : deux voies latérales longeant un quai et une voie centrale encadrée par les deux quais.
- Porte de la Villette est constituée de deux demi-stations parallèles séparées par un piédroit, possédant chacune deux voies encadrant un quai central.
- Louis Blanc est constituée de deux demi-stations à deux voies encadrant un quai central plus un quai inutilisé dans chaque sens, jouxtant côté sud la voie en direction de la ligne 7 bis et côté nord la voie en provenance de la ligne 7. Elles sont situées à des niveaux différents afin de permettre la séparation entre la branche de La Courneuve et celle du Pré-Saint-Gervais (devenue autonome sous le nom ligne 7 bis en 1967).
- Château-Landon a ses voies séparées par un piédroit.
- Gare de l'Est est en courbe, partiellement située sous un tablier métallique dans une station partagée avec la ligne 5.
- Palais-Royal - Musée du Louvre possède des quais légèrement décalés : la station est située dans un espace contraint du fait de la faible largeur de la voirie en surface et de la présence de bâtiments dont le Palais-Royal.
- Les stations comprises entre Sully - Morland et Mairie d'Ivry ont des quais d'une longueur de 105 m. Ces dimensions étaient prévues pour accueillir des trains de sept voitures, projet qui finalement ne se concrétisa pas.
- Porte d'Ivry et Mairie d'Ivry possèdent trois voies à quai : un quai latéral et une voie côté ouest et un quai en îlot encadré par deux voies côté est.

Galerie de photographies
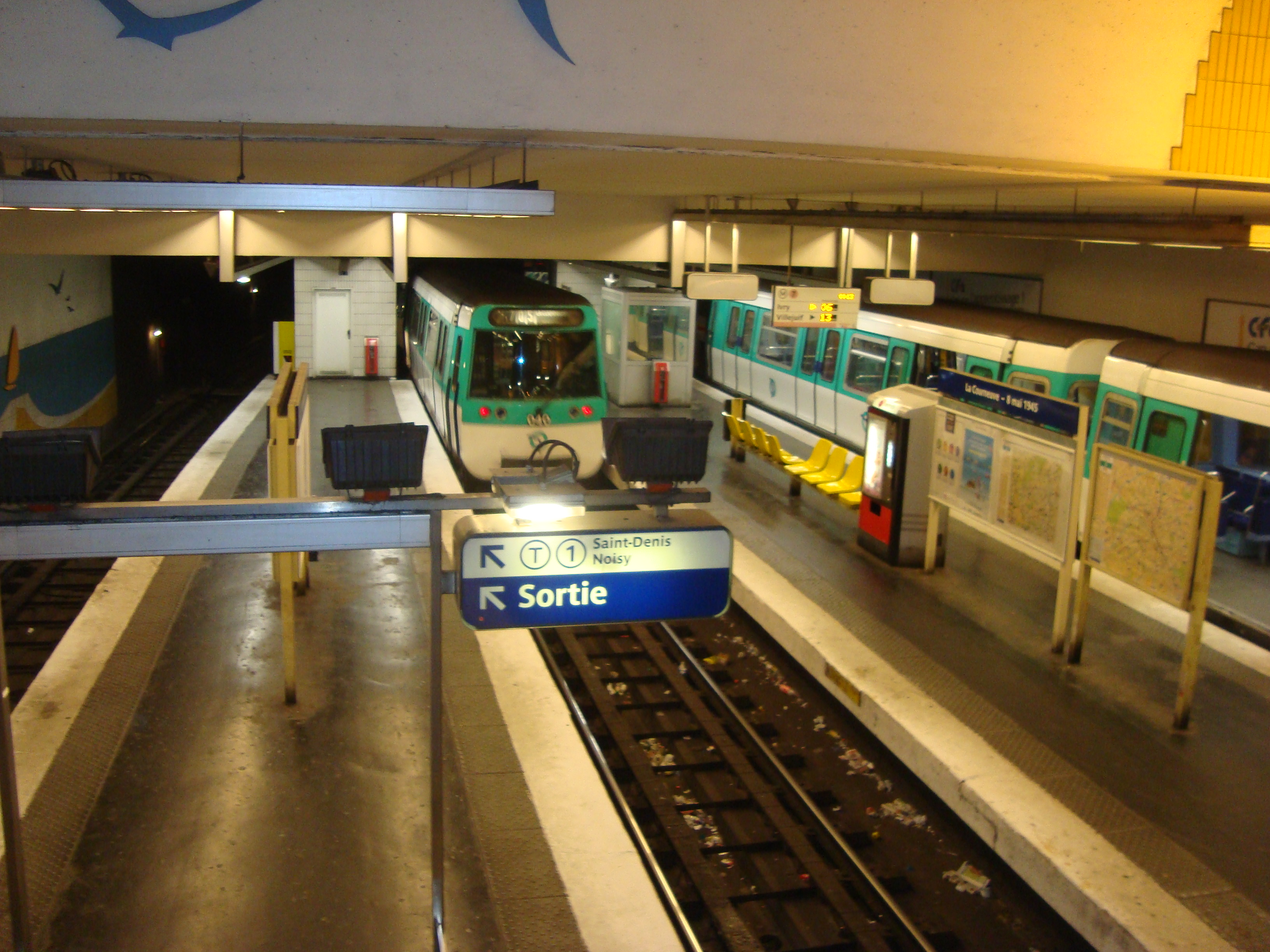
La Courneuve - 8 Mai 1945 possède une troisième voie centrale permettant à la fois les arrivées et les départs des rames.
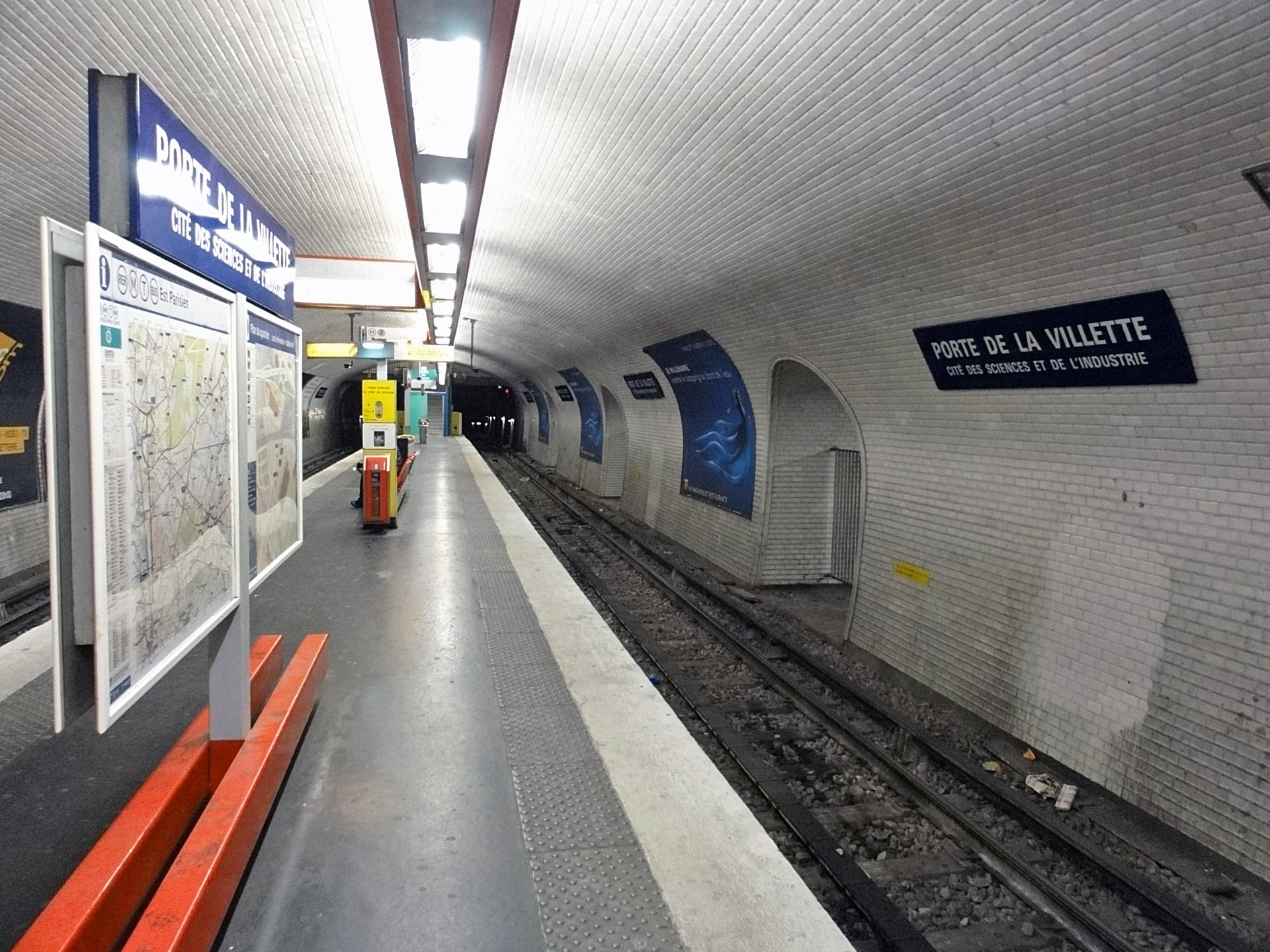
L'une des demi-stations de Porte de la Villette.
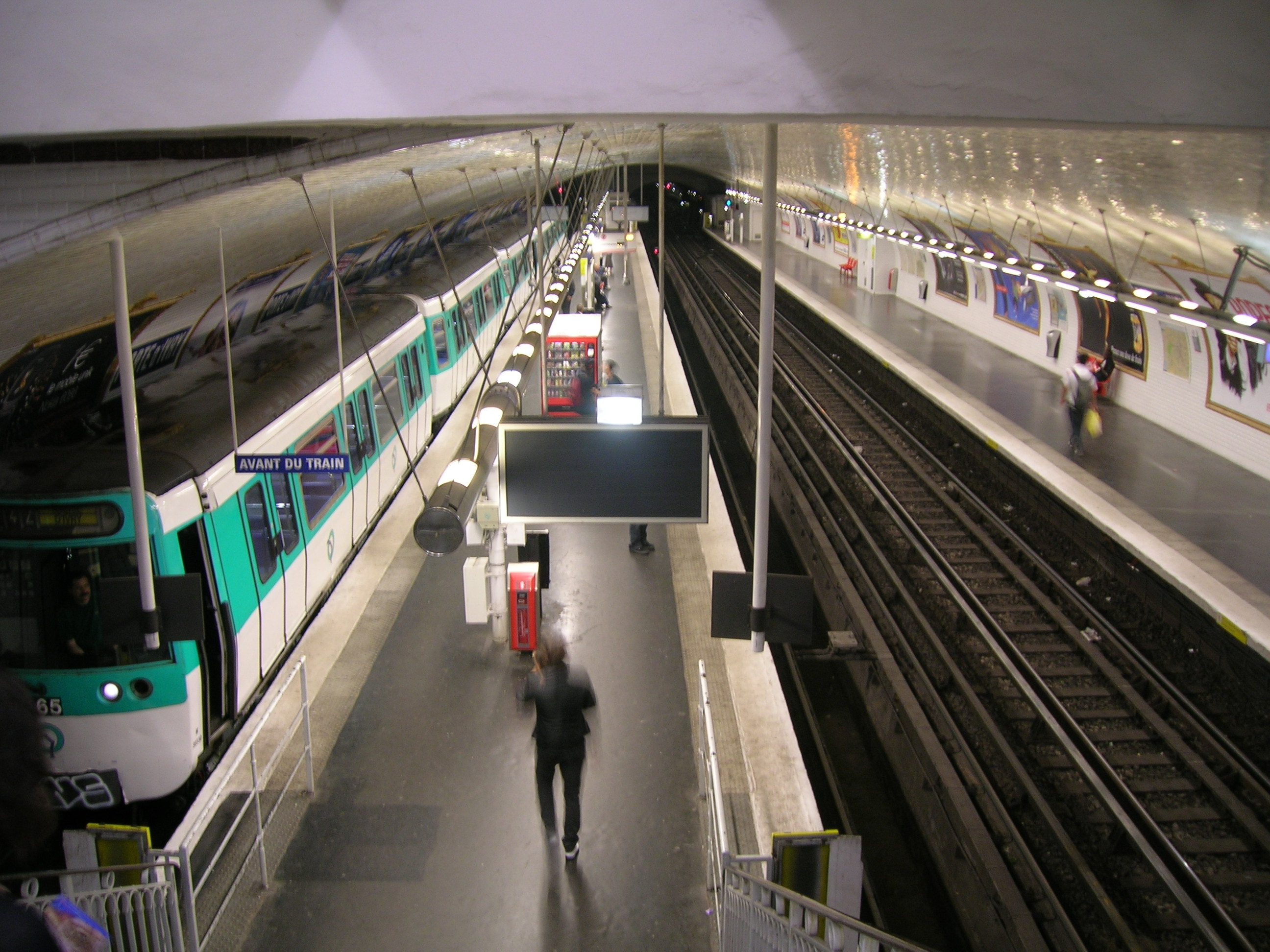
Porte d'Ivry et ses trois voies caractéristiques des terminus et anciens terminus.

### Ligne 7 bis
La longueur des stations de la ligne 7 bis est sans exception de 75 m. Les MF 88 n'ayant cependant que trois voitures, il arrive dans certaines stations que la partie inutilisée des quais soit inaccessible. Les stations particulières, d'ouest en est, sont les suivantes,, :
- Louis Blanc est constituée de deux demi-stations à deux voies encadrant un quai central plus un quai inutilisé dans chaque sens, jouxtant côté sud la voie en direction de la ligne 7 bis et côté nord la voie en provenance de la ligne 7. Elles sont situées à des niveaux différents afin de permettre la séparation entre la branche de La Courneuve et la ligne 7 bis qui était originellement une branche de la ligne 7. Les trains de la ligne 7 bis n'utilisent actuellement que la demi-station nord car les MF 88 ne sont pas capables de le faire (jusqu'en 2004, ils desservaient successivement les deux stations en rebroussant en avant-gare).
- Buttes Chaumont et Botzaris ont leurs voies séparées par un piédroit en raison de l'instabilité des sols dans le secteur.
- Place des Fêtes et Pré-Saint-Gervais, bien qu'étant à sens unique car située sur une boucle, possèdent deux voies encadrant un quai central. Dans le premier cas, il est en courbe ; dans le second cas, le quai est partiellement divisé par un piédroit qui fut créé lors de l'aménagement d'un atelier de révision sur la voie nord.
- Danube, également située sur la boucle, est constituée de deux demi-stations à quai central séparées par un piédroit. De plus, elle est construite sur un viaduc souterrain située dans une ancienne carrière de gypse. Ses piliers reposent sur le sol ferme à 30 m en dessous de la station.

Galerie de photographies
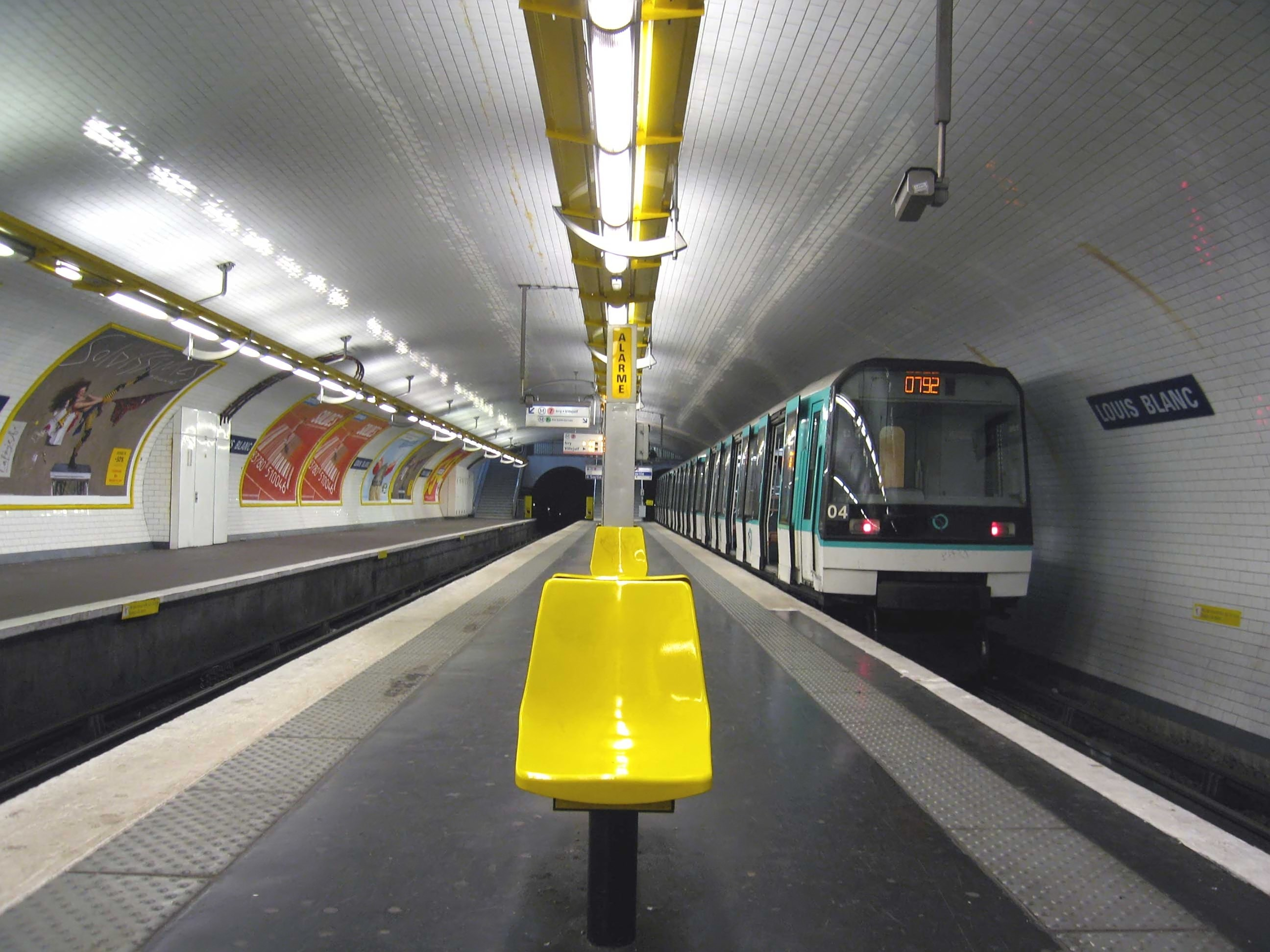
Quai commun aux lignes 7 et 7 bis à Louis Blanc avec, à gauche, le quai inutilisé.
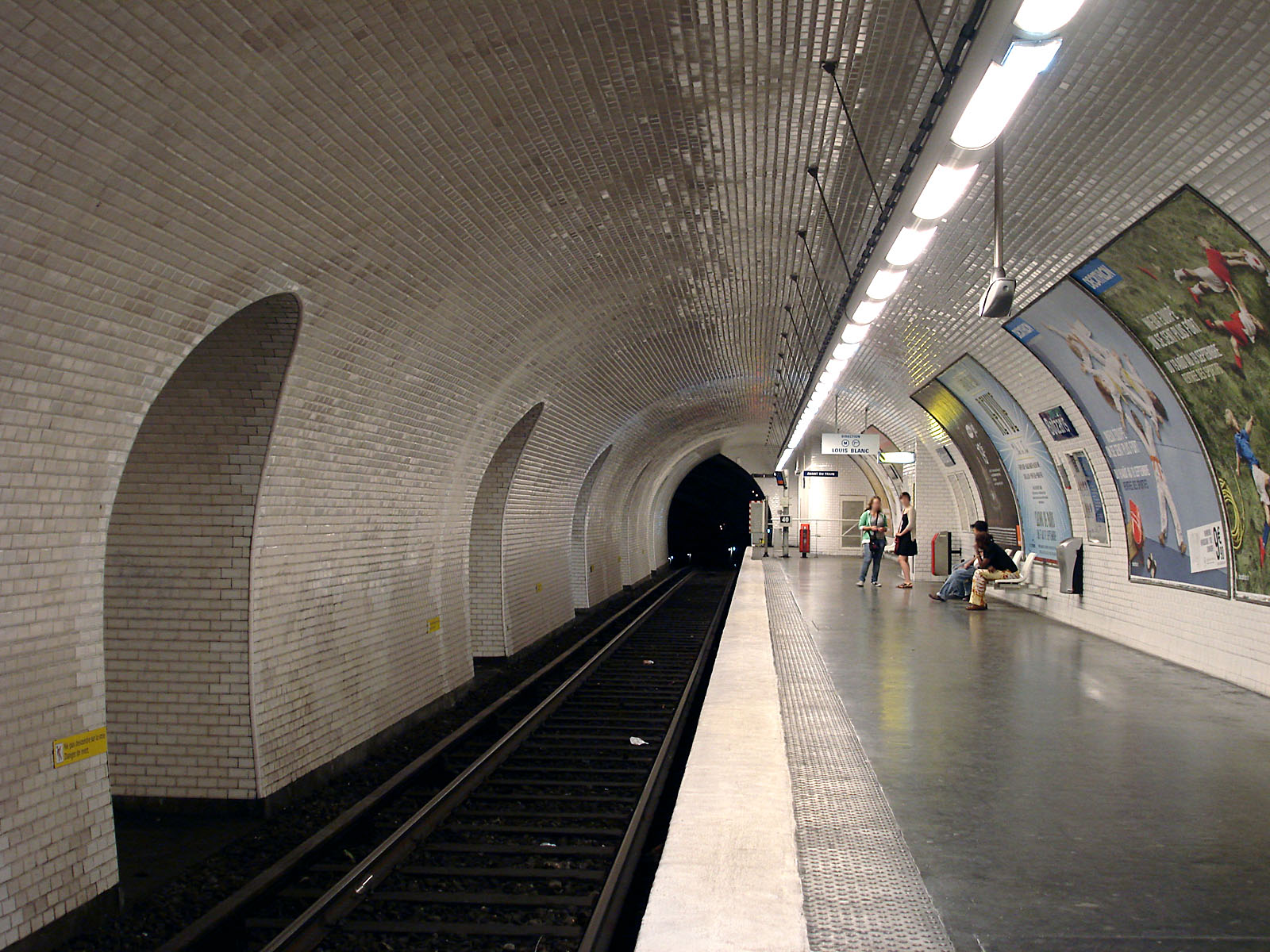
Piédroit central à Botzaris.
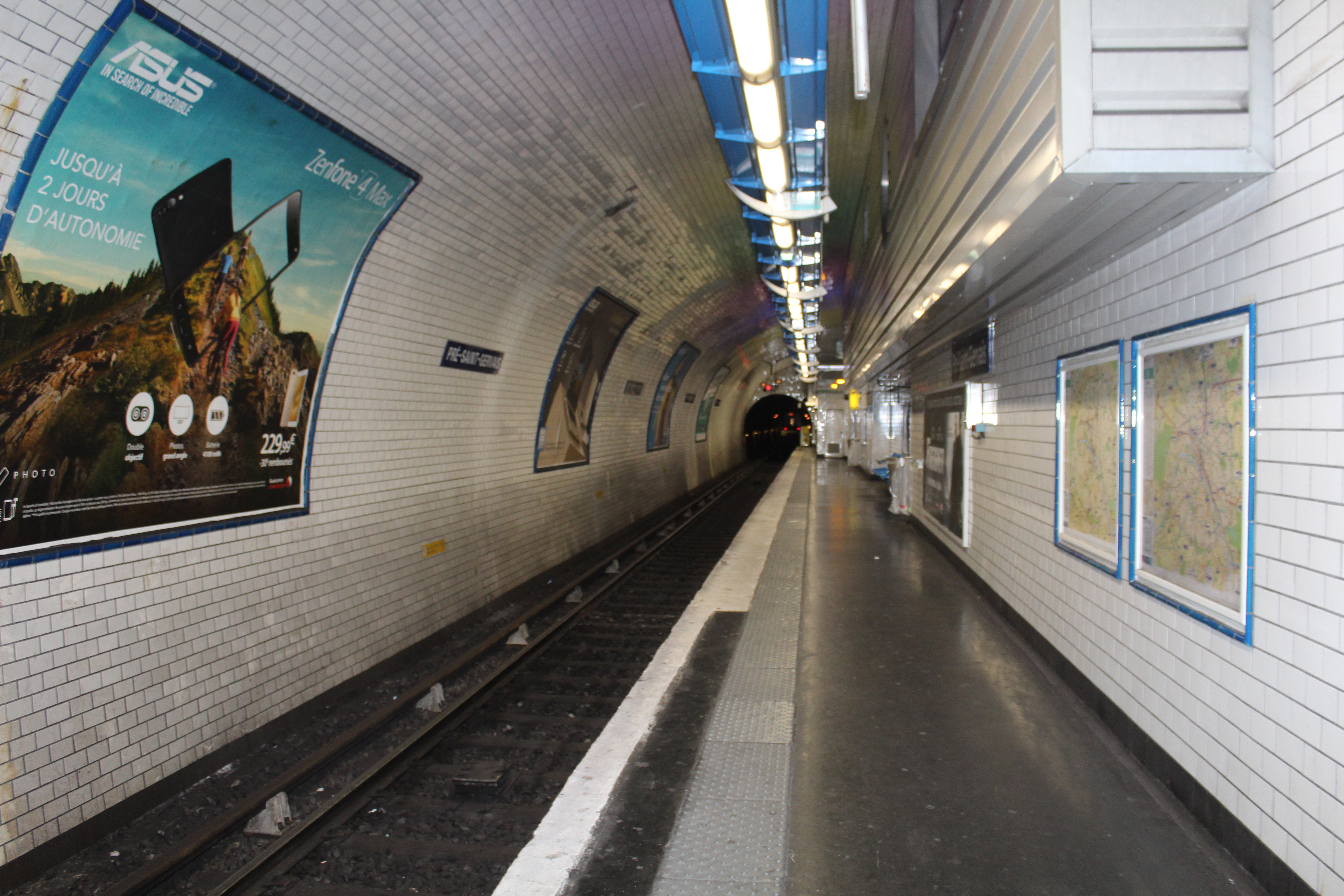
L'une des voies de Pré-Saint-Gervais. Derrière la cloison, à gauche, se trouve un atelier de petite révision.
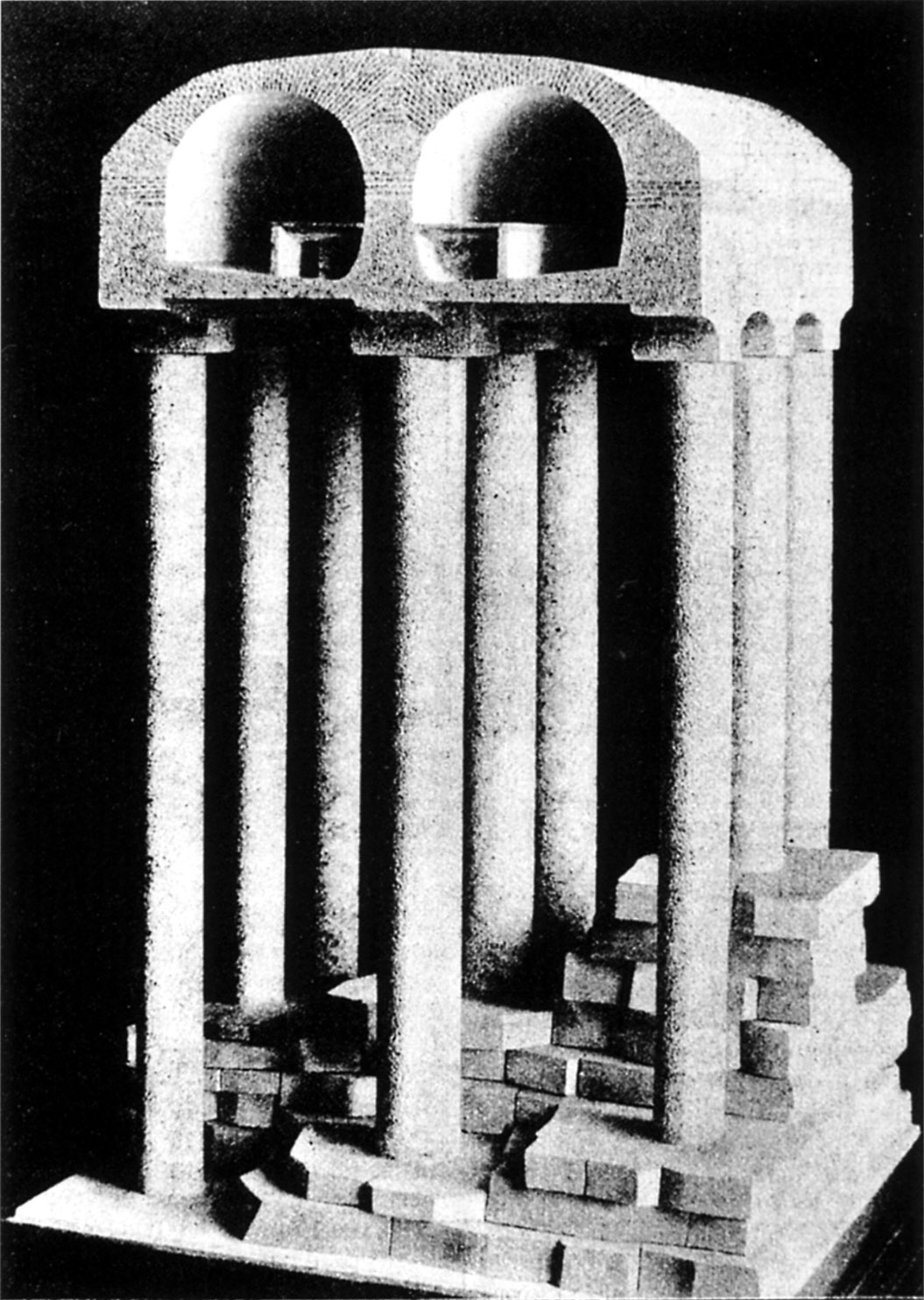
Maquette de la station Danube.

### Ligne 8
La longueur standard des stations de la ligne 8 est de 75 m. Les stations particulières, d'ouest en est, sont les suivantes,, :
- Les stations comprises entre Balard et La Motte-Picquet - Grenelle ainsi qu'entre Opéra et Maisons-Alfort - Les Juilliottes ont des quais d'une longueur de 105 m. De plus, les stations comprises entre Créteil - L'Échat et Créteil - Préfecture disposent de réserves permettant d'allonger les quais à cette longueur. La Motte Picquet - Grenelle (quai en direction de Créteil) et Opéra ont été allongées dans les années 1930. Ces dimensions étaient prévues pour accueillir des trains de sept voitures, projet qui finalement ne vit pas le jour.
- Balard possède trois voies à quai : un quai latéral et une voie côté ouest ainsi qu'un quai central encadrée par deux voies côté est.
- Lourmel possède la même configuration, si ce n'est que la voie côté est est en impasse en direction du sud et a pour rôle de permettre le rebroussement des rames venant de l'atelier de Javel.
- Commerce possède des quais décalés, les trains s'arrêtant dans la seconde demi-station rencontrée. Cette configuration est dû au manque de largeur dans la rue du Commerce sous laquelle circule le métro.
- La Motte-Picquet - Grenelle est construite sur deux niveaux : au niveau supérieur les trains en direction du nord s'arrêtent dans une station à quai central partagée avec les trains de la ligne 10 en direction de l'est (le quai est plus long côté ligne 8) tandis qu'au niveau inférieur les trains en direction du sud s'arrêtent dans une demi-station possédant un quai et une voie. Cette disposition est due à l'histoire des deux lignes dont le tracé fut remanié en 1937. Il était prévu à l'origine que la station soit le point de bifurcation entre une branche desservant Auteuil et une branche desservant la Porte de Sèvres, ce qui fit qu'elle fut construite avec un quai central. Le second quai à voie unique devant séparer les flux devait être construit ultérieurement. Les trains de la ligne 8 s'arrêtaient donc dans les deux sens dans la station à quai central. Finalement, il fut décidé que la ligne 8 desservirait exclusivement la Porte de Sèvres, la branche d'Auteuil étant transférée à la ligne 10. Le plan des voies fut réorganisé de façon que le quai central accueille une ligne de chaque côté, tandis que dans l'autre sens les deux lignes desserviraient chacune un quai à un niveau différent (la faible largeur restante sous la rue n'ayant pas permis de les accoler). La hauteur du tunnel au niveau où la ligne 8 rejoint le quai central en direction de Créteil trahit son trajet initial, la voie ayant été abaissée pour que la ligne 8 vienne rejoindre son nouveau tracé en passant sous la ligne 10[4].
- École Militaire et Concorde possèdent un tablier métallique.
- Invalides possède une demi-station abandonnée sur son flanc est, vestige d'un complexe de raccordement devant permettre aux trains d'une ligne circulaire intérieure d'emprunter les voies de la ligne 8 entre Invalides et Bastille. Finalement, ces raccordements ne servirent jamais et la demi-station accueille maintenant une rame Sprague-Thomson conservée par la RATP. Par ailleurs, le quai en direction de Balard est prolongé par un quai de service côté sud.
- Concorde possédait autrefois une troisième voie sur son flanc est, en impasse en direction du sud. Elle a été déposée en 1997 et remplacée par des locaux techniques (la mezzanine, caractéristique des stations à trois voies, trahit encore cette configuration initiale).
- Grands Boulevards, Bonne-Nouvelle, Strasbourg - Saint-Denis et la station fermée Saint-Martin ont leurs voies séparées par un piédroit. Cela est dû à la fragilité des sols sous les Grands Boulevards qui suivent le tracé d'un ancien bras de la Seine. Sur cette section, les lignes 8 et 9 sont superposées, la ligne 8 circulant au niveau supérieur.
- République a ses voies séparées par un piédroit. La station de la ligne 8 est encadrée par les deux demi-stations de la ligne 9, situées au même niveau.
- Porte de Charenton possède quatre voies à quai, deux quais centraux encadrés chacun par deux voies sous une seule et même voûte avec une ouverture exceptionnellement large.
- Maisons-Alfort - Les Juilliottes possède trois voies et deux quais : deux voies latérales longeant un quai et une voie centrale encadrée par les deux quais. Il était en effet prévu à l'origine que certaines missions aient cette station pour terminus.
- Les stations comprises entre Créteil - L'Échat et Pointe du Lac sont situées au niveau du sol.
- Créteil - L'Échat possède un quai central encadré par deux voies. De plus, une troisième voie initialement conçue pour des missions express dans le sens de la pointe la longe sur son flanc ouest sans jouxter aucun quai. Un deuxième quai est actuellement en construction sur l'espace restant entre la station et la voie de service, afin de mieux accueillir les voyageurs en provenance de la future ligne 15 qui desservira également cette station en 2025. Dans le cadre de ces travaux, la troisième voie a été déposée.
- Créteil - Université possède un quai central encadré par deux voies, ainsi qu'un espace supplémentaire pour une voie express (non posée à cet endroit).
- Créteil - Préfecture possède trois voies et deux quais : deux voies latérales longeant un quai et une voie centrale encadrée par les deux quais.
- Pointe du Lac possède trois voies à quai : un quai latéral et une voie côté ouest ainsi qu'un quai central encadré par deux voies côté est.

Galerie de photographies
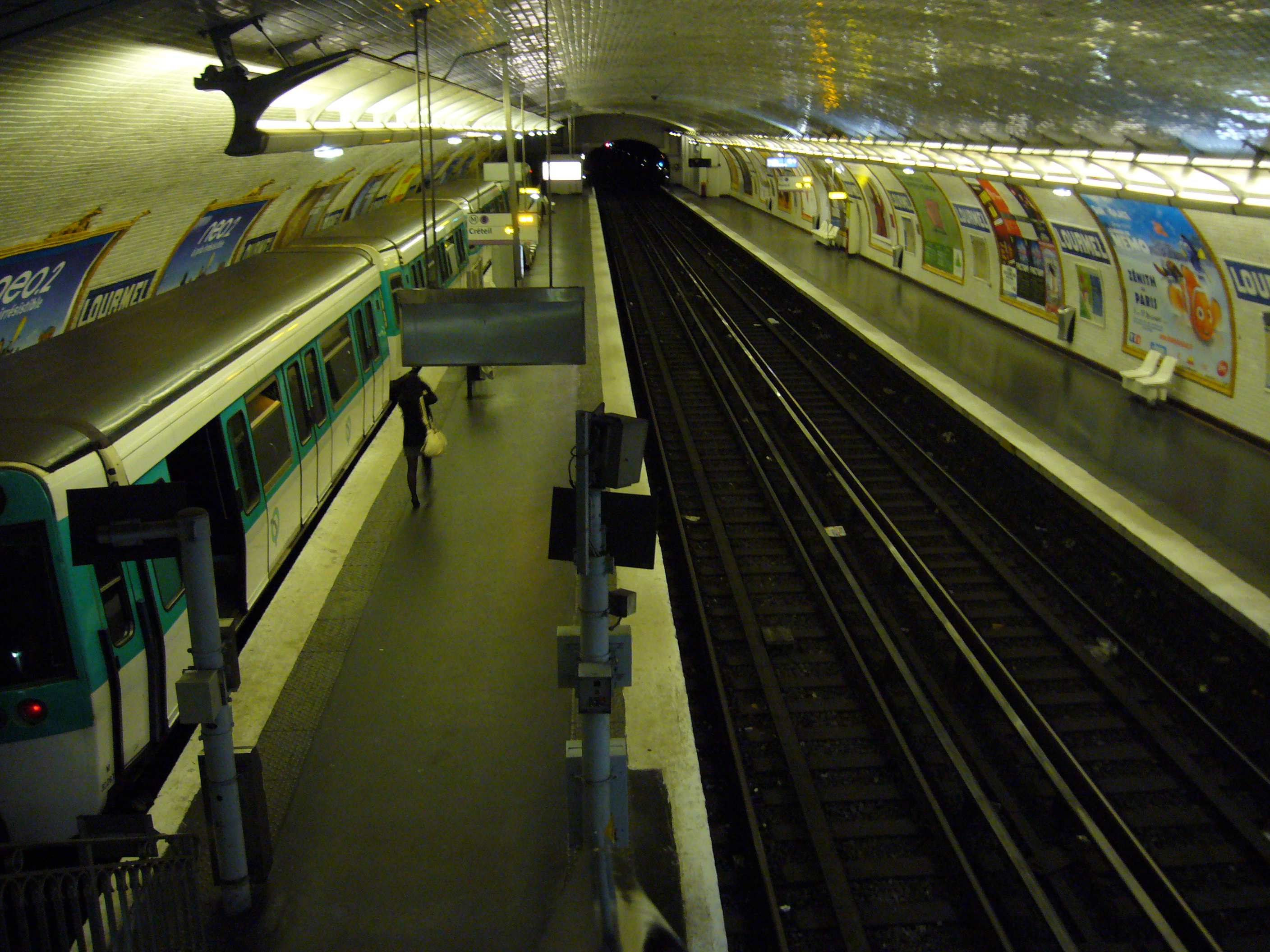
Une rame garée sur la troisième voie de Lourmel.
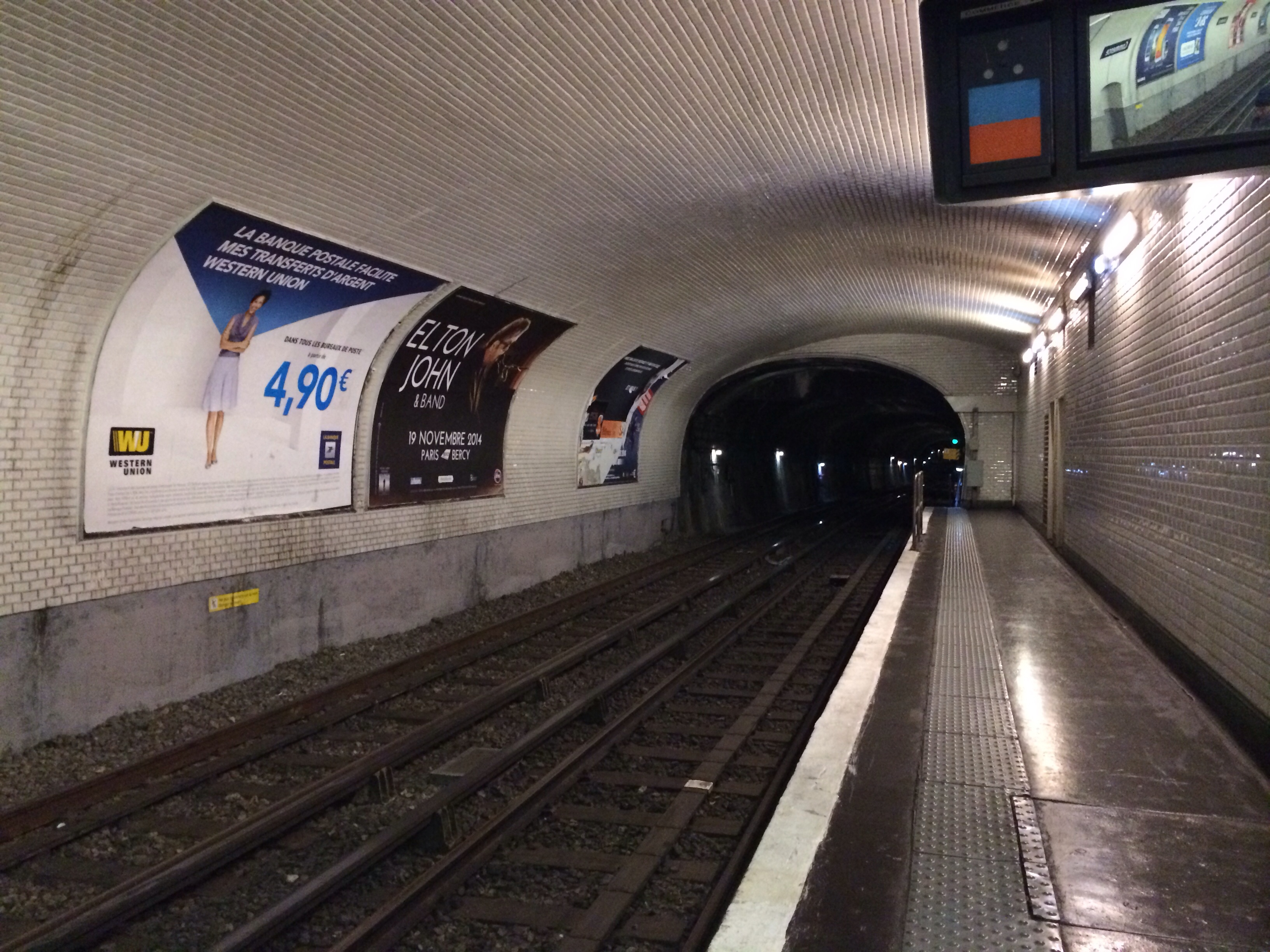
L'une des demi-stations de Commerce et ses quais décalés. La partie du quai visible sur la photo est inutilisée, il s'agit de l'espace prévu pour les trains de sept voitures.
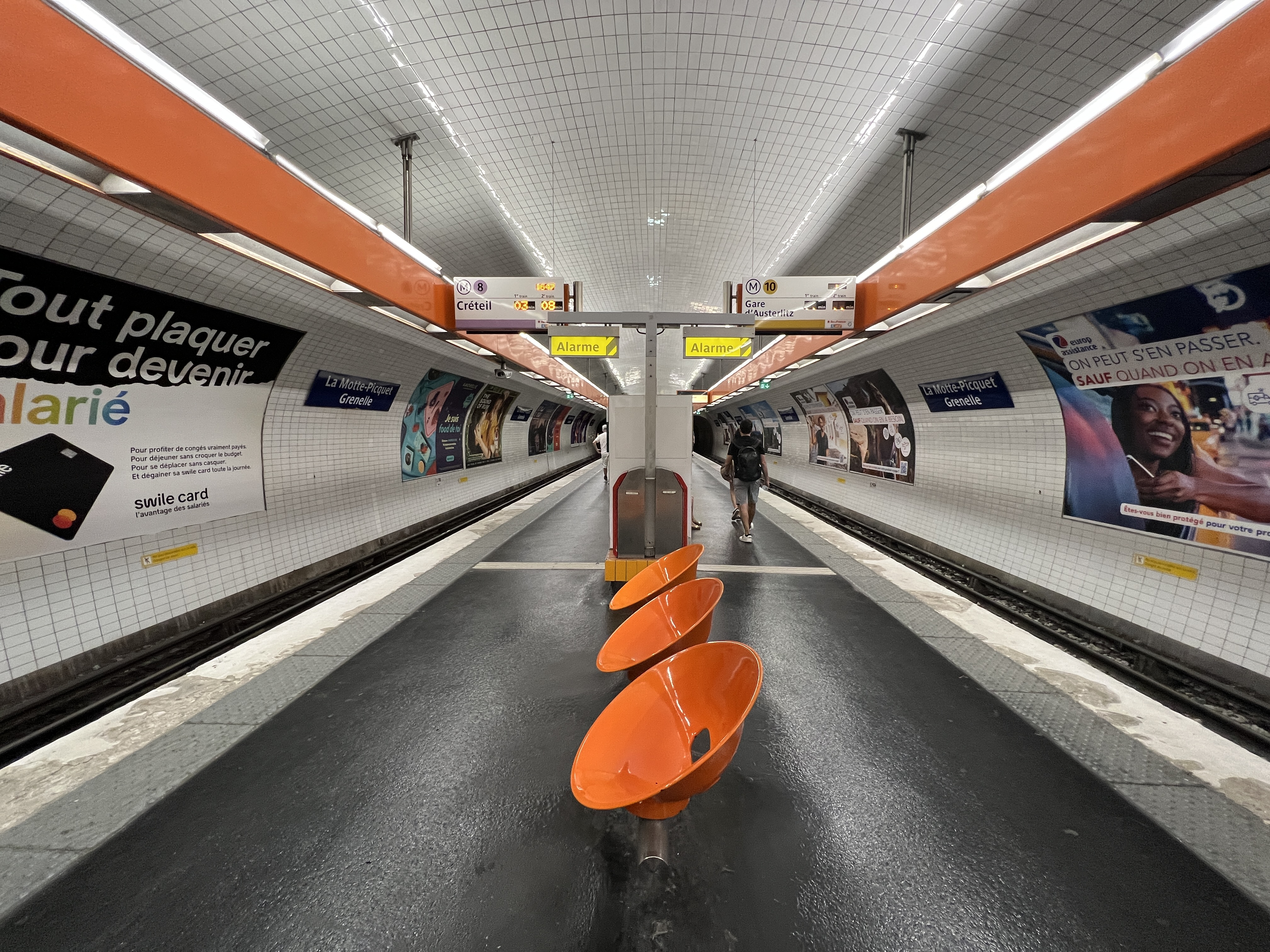
Le quai central de La Motte-Picquet - Grenelle partagé avec la ligne 10...
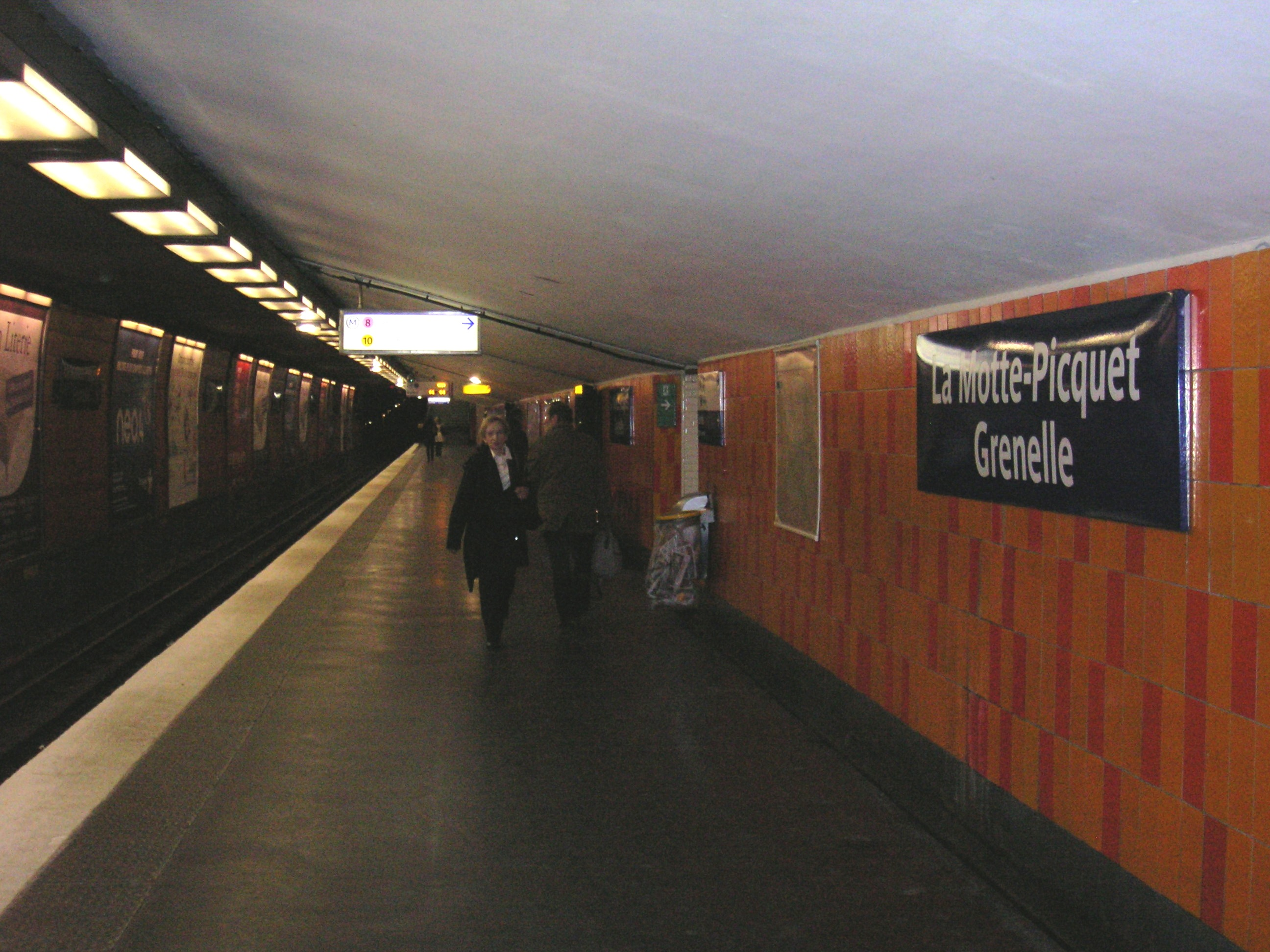
...et le quai inférieur, propre à la ligne 8.
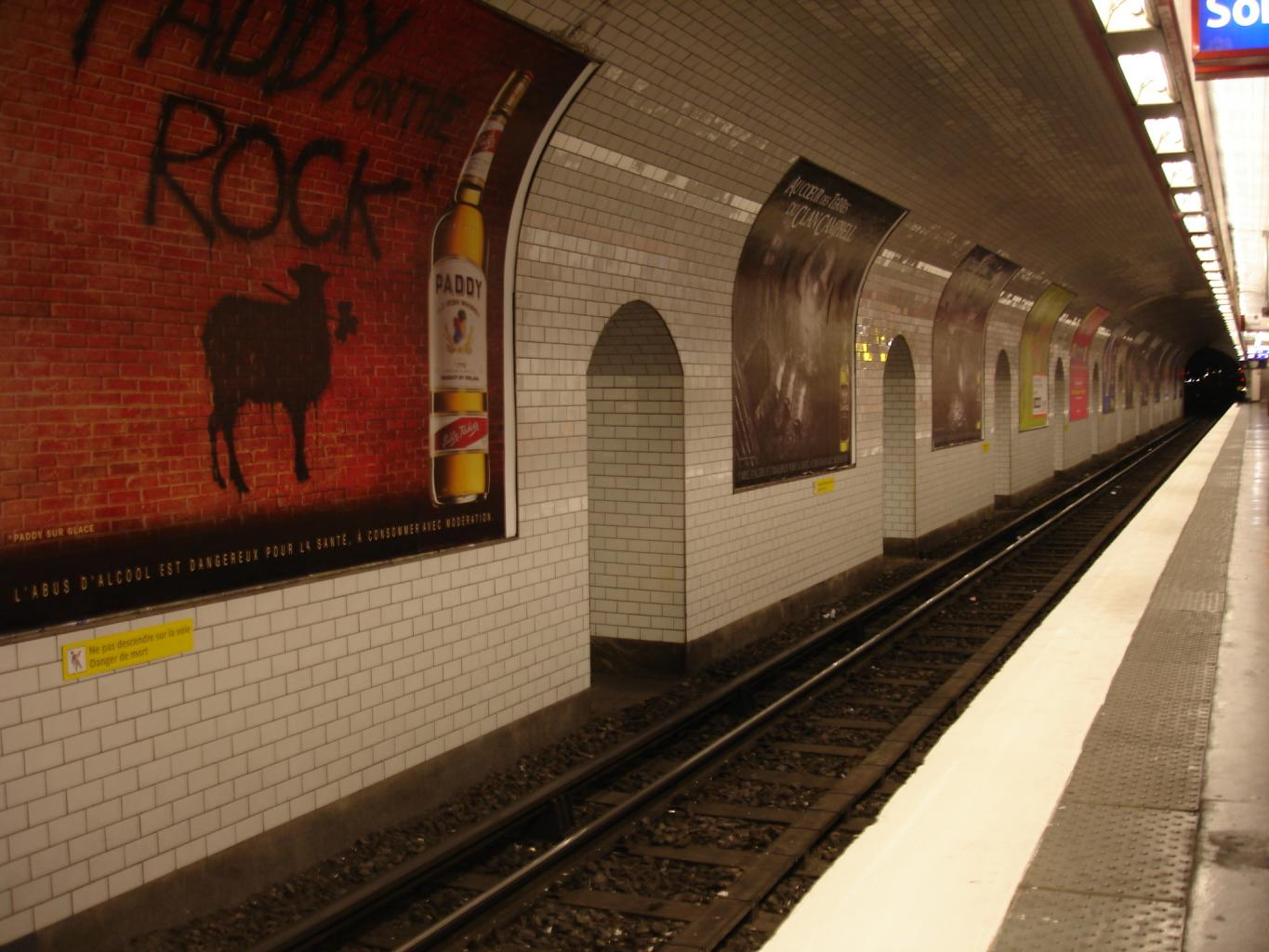
Piédroit central à Grands Boulevards.
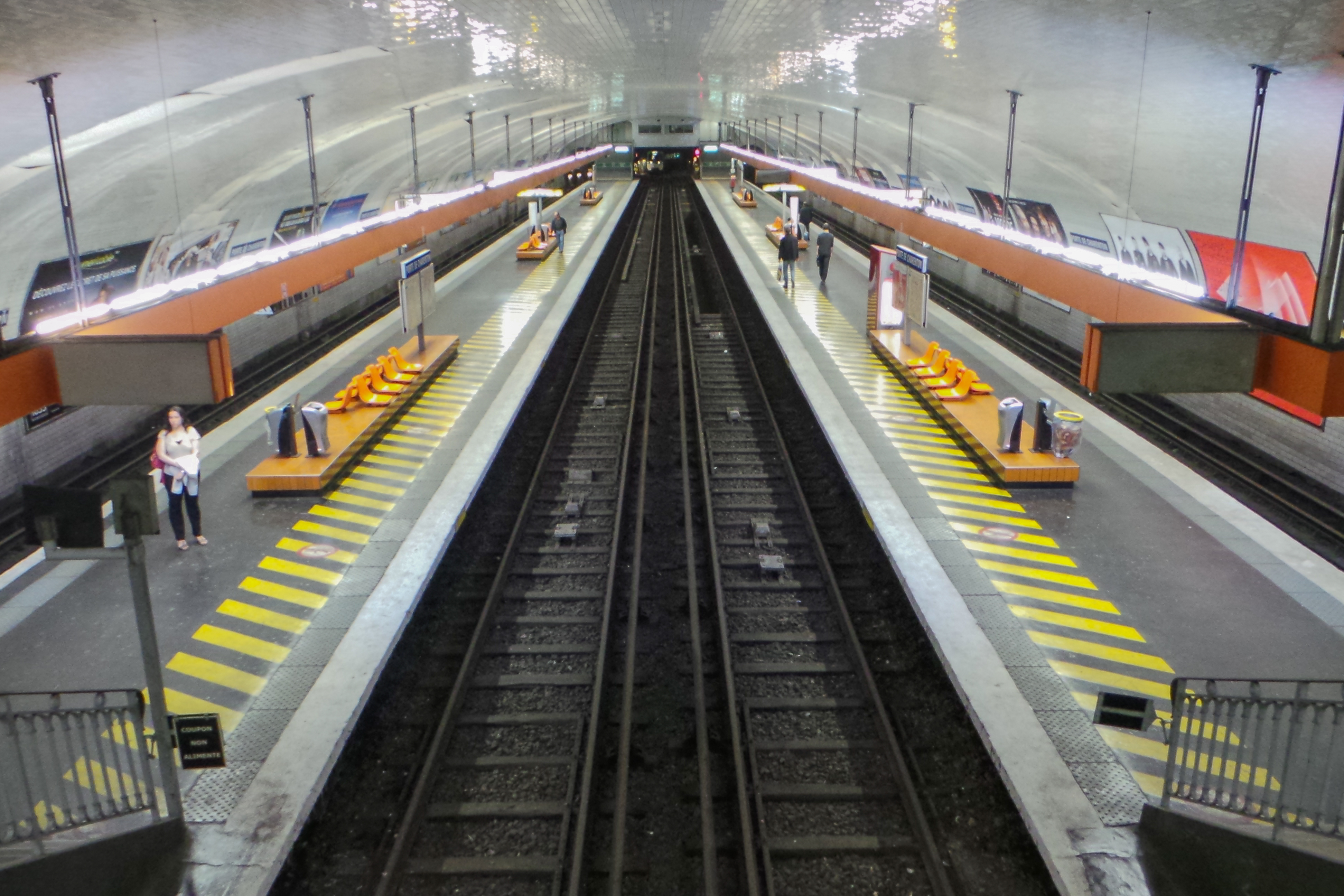
L'ouverture très large de la voûte à Porte de Charenton.
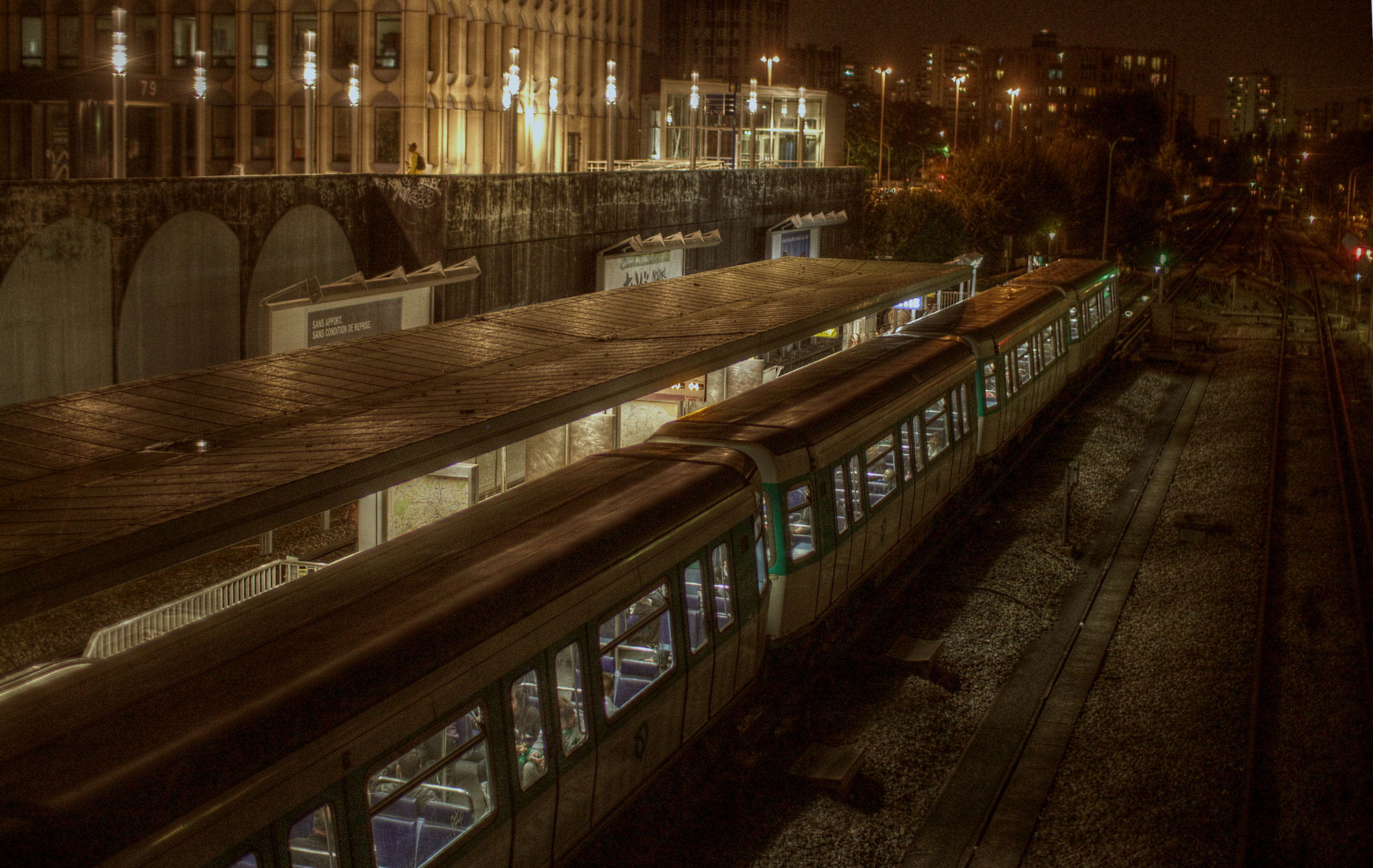
Créteil - L'Echat vue de nuit ; à droite l'espace réservé pour un second quai.
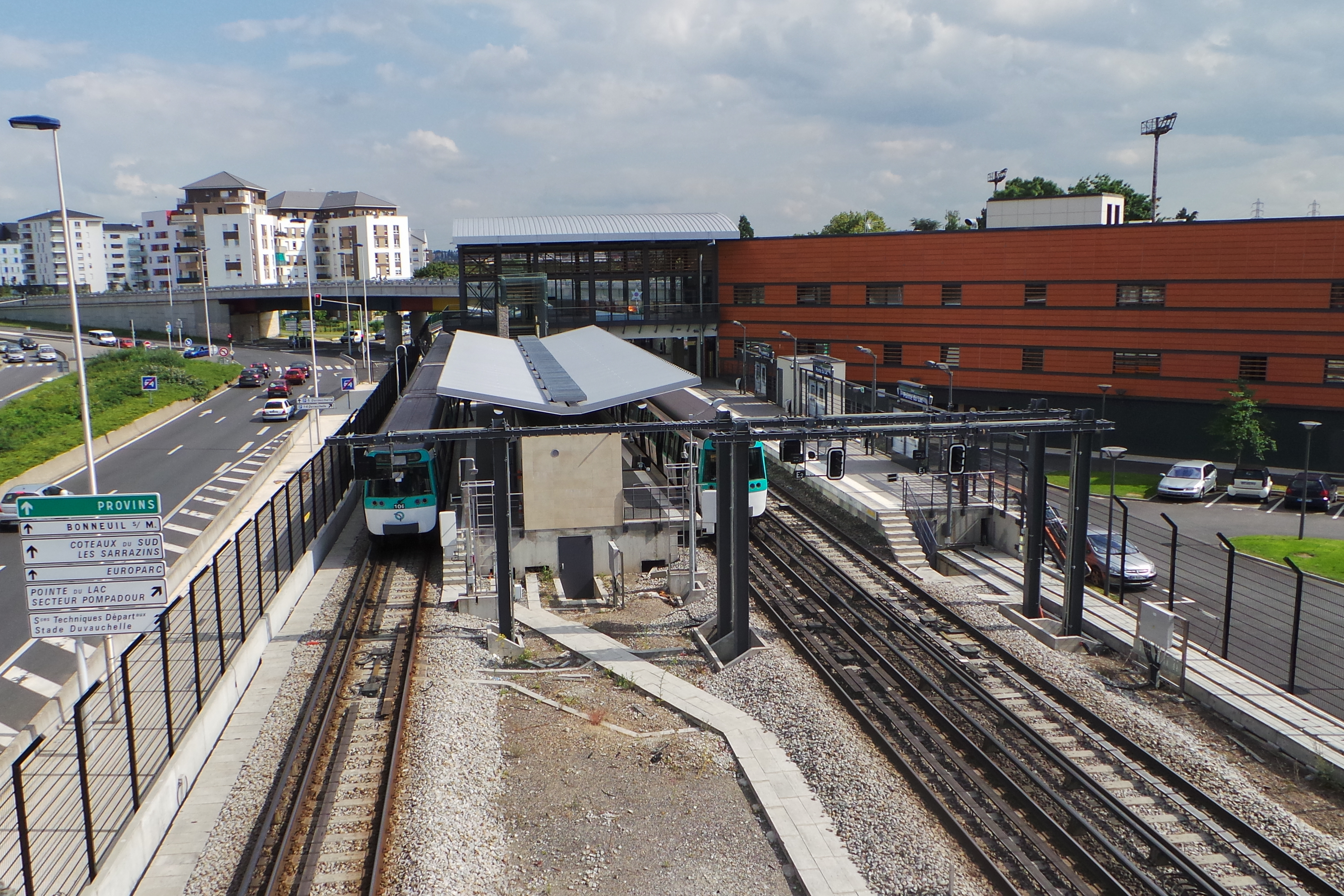
Terminus aérien à Pointe du Lac.

### Ligne 9
La longueur standard des stations de la ligne 9 est de 75 m. Les stations particulières, d'ouest en est, sont les suivantes,, :
- Les stations comprises entre Pont de Sèvres et Marcel Sembat, Miromesnil ainsi que les stations comprises entre Grands Boulevards et Mairie de Montreuil ont des quais d'une longueur de 105 m. Ces dimensions étaient prévues pour accueillir des trains de sept voitures, projet qui finalement ne se concrétisa pas.
- Pont de Sèvres possède trois voies à quai : un quai latéral et une voie côté nord ainsi qu'un quai central encadré par deux voies côté sud.
- Porte de Saint-Cloud possède une couverture en béton armé, soutenue par des colonnes. Elle dispose de trois quais et quatre voies : un quai latéral et une voie sur son flanc nord et deux voies latérales longeant chacune un quai ainsi qu'une voie centrale encadrée par ces deux quais, sur son flanc sud. Une cinquième voie existait autrefois sur une partie du quai le plus au sud qui est par conséquent plus large. Cette configuration exceptionnelle est liée au rôle initial de la station qui devait à la fois servir de terminus de la ligne et accueillir des trains venant de la station Porte Molitor les soirs de match au Parc des Princes, projet qui ne fut finalement pas mis en œuvre bien que les infrastructures aient été construites.
- La Muette possède un tablier métallique.
- Miromesnil possède à l'ouest de ses quais une crypte, extension dont le plafond est soutenu par des colonnes et qui fut réalisée lors de la création de la correspondance avec la ligne 13 en 1973.
- Saint-Augustin possède un quai particulièrement large côté sud car il recouvre l'emplacement d'une troisième voie, amorce d'un saut-de-mouton qui devait permettre la création d'une branche vers la Porte des Ternes, finalement jamais réalisée.
- Grands Boulevards, Bonne-Nouvelle, Strasbourg - Saint-Denis ainsi que la station fermée Saint-Martin ont leurs voies séparées par un piédroit et possèdent, à l'exception de Bonne-Nouvelle, une couverture en béton armé. Cela est dû à la fragilité des sols sous les Grands Boulevards qui suivent le tracé d'un ancien bras de la Seine. Sur cette section, les lignes 8 et 9 sont superposées, la 9 circulant au niveau inférieur.
- République est composée de deux demi-stations encadrant la station de la ligne 8 située au même niveau.
- Porte de Montreuil possède quatre voies à quai, deux quais centraux encadrés chacun par deux voies sous une seule et même voûte avec une ouverture exceptionnellement large.

Galerie de photographies
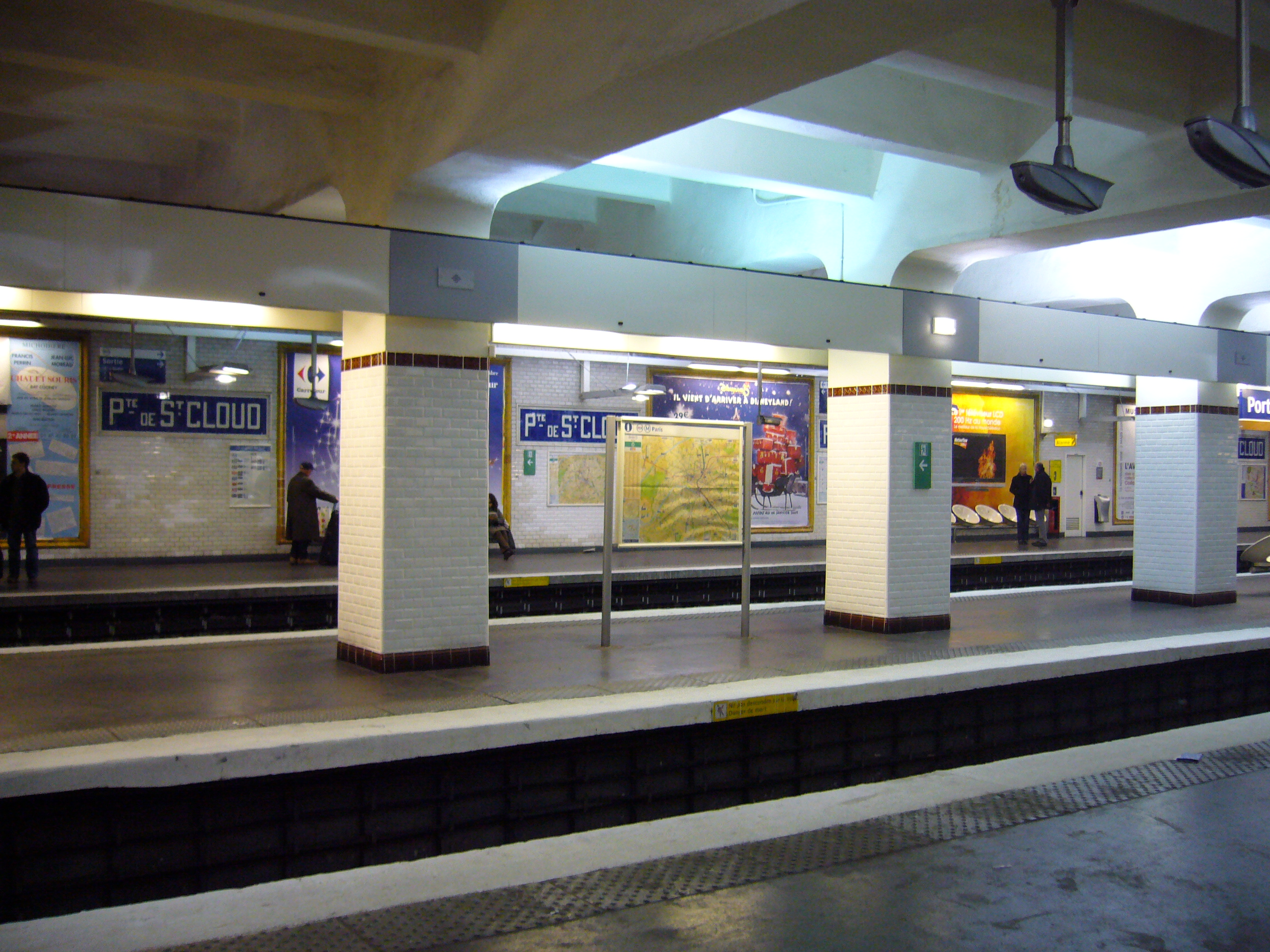
Les nombreuses voies et quais de Porte de Saint-Cloud.
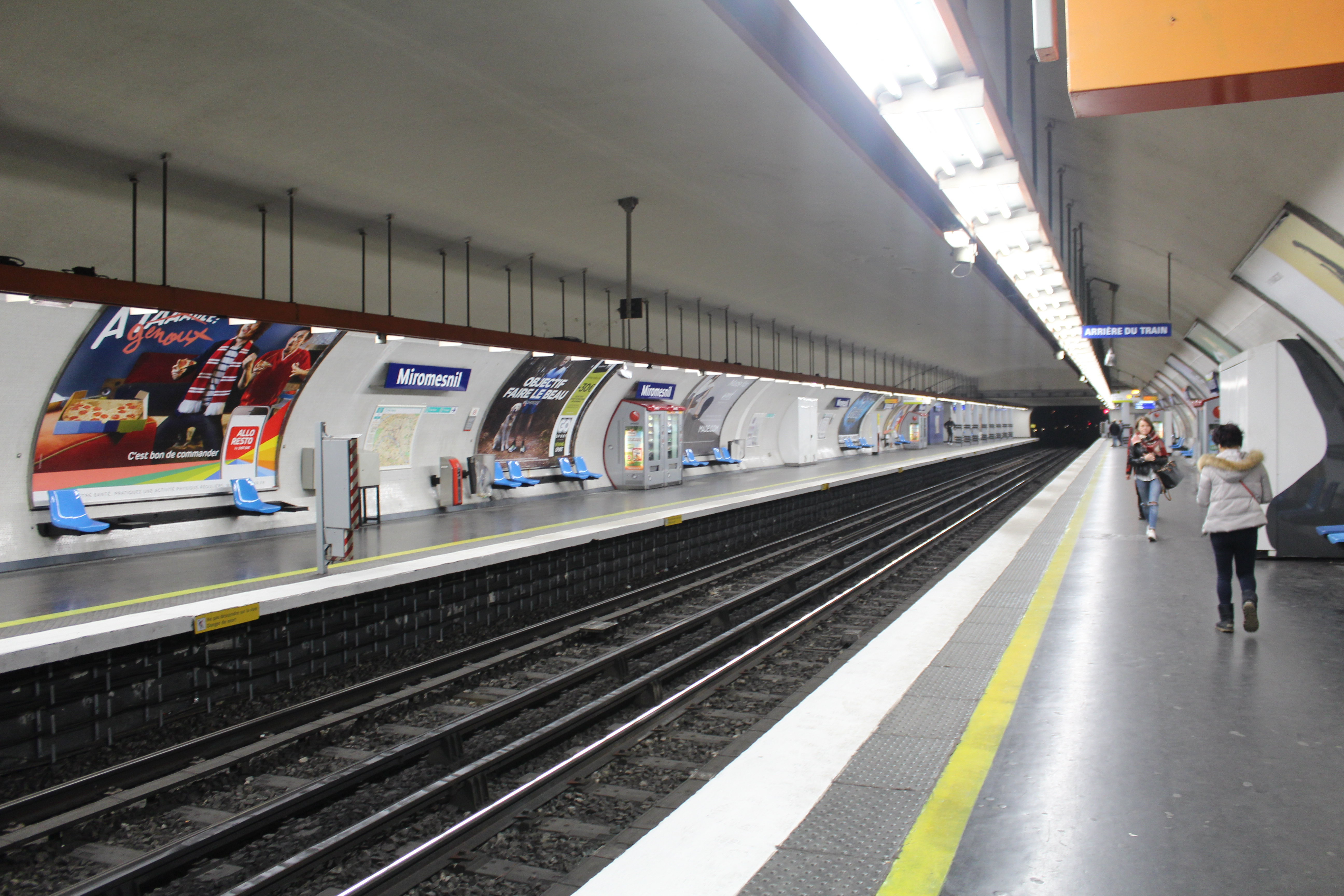
Miromesnil, rénovée et allongée en 1975.
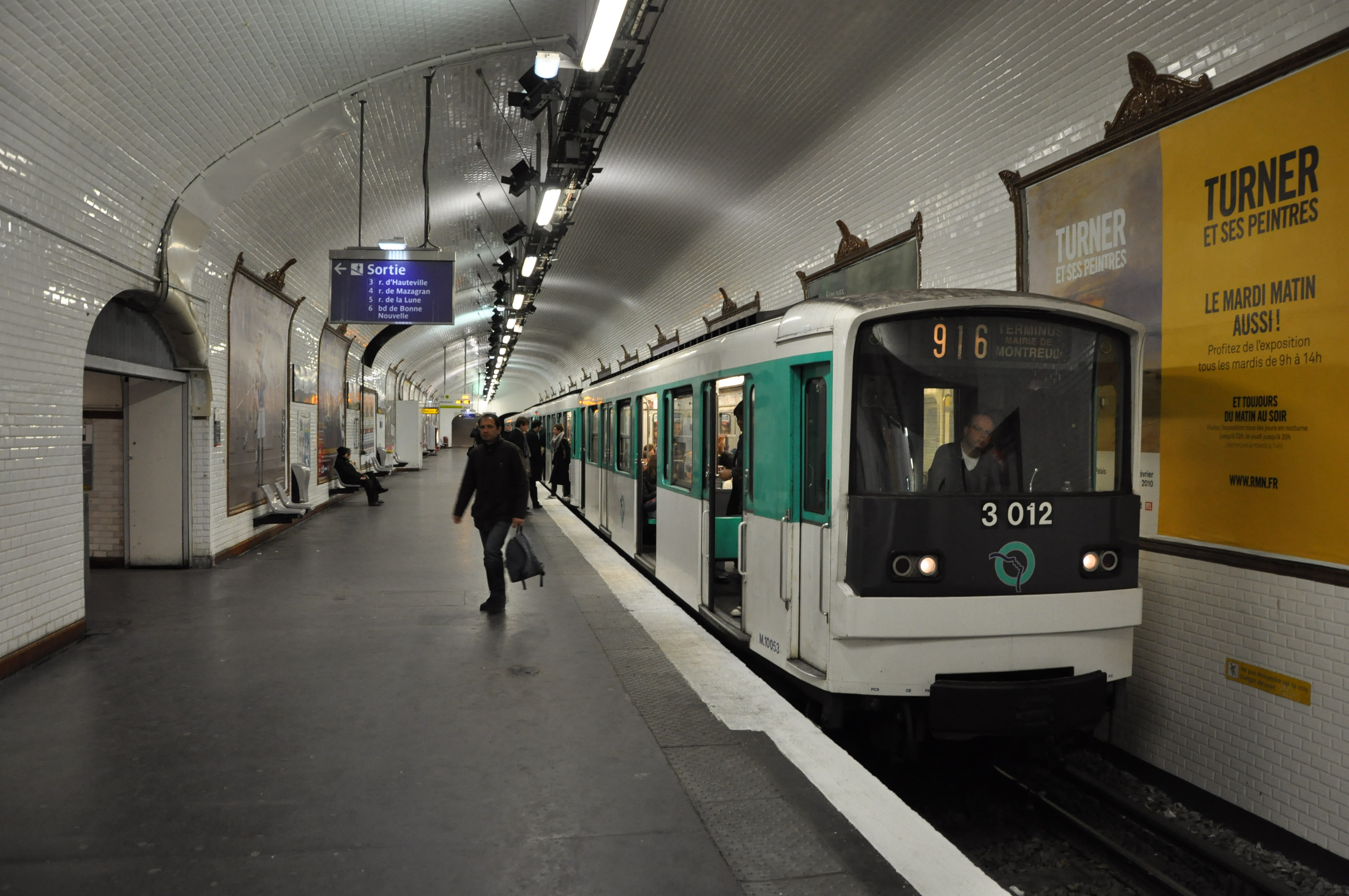
Piédroit central à Bonne-Nouvelle.
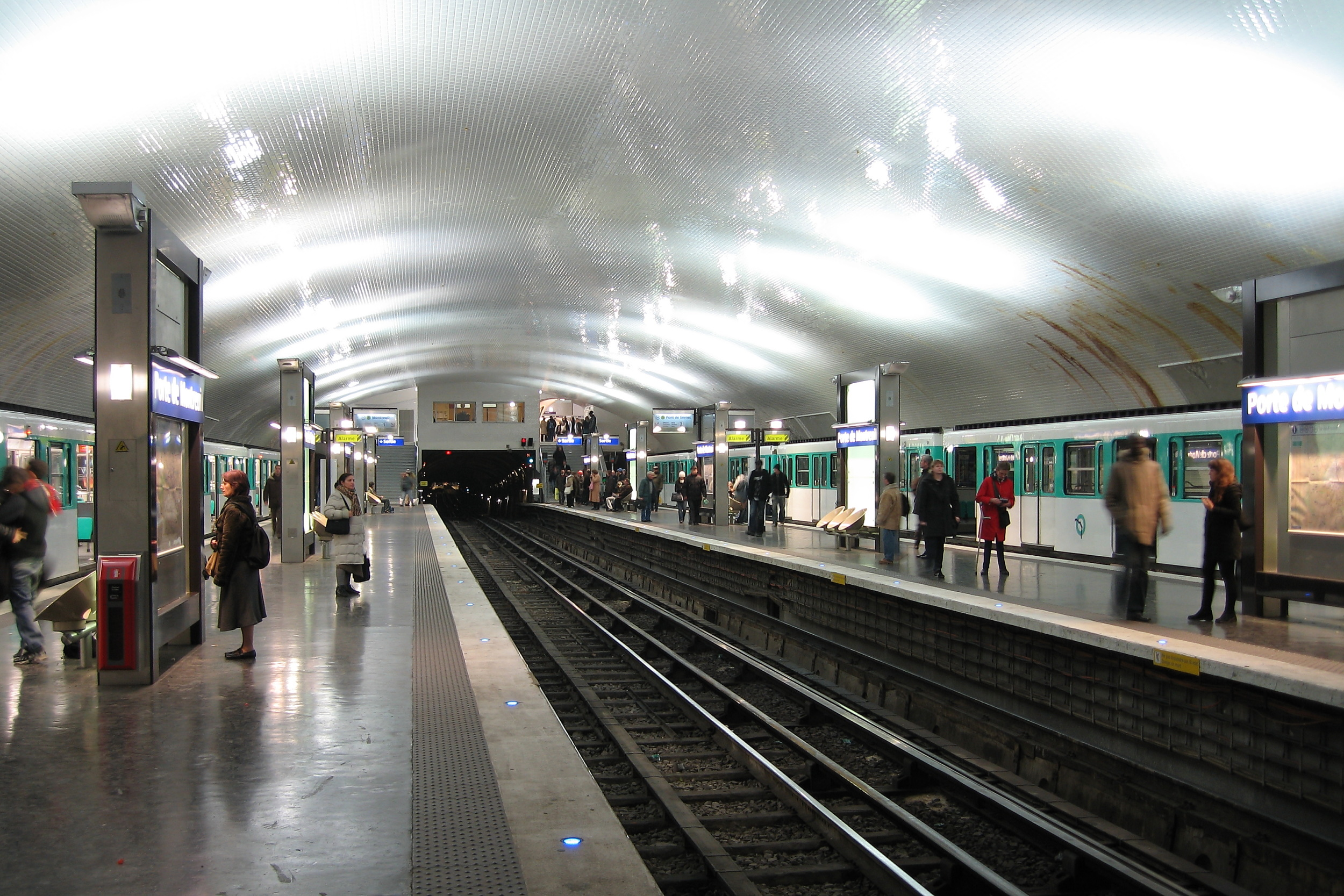
Les quatre voies de Porte de Montreuil.

### Ligne 10
La longueur standard des stations de la ligne 10 est de 75 m. Les stations particulières, d'ouest en est, sont les suivantes,, :
- Boulogne - Pont de Saint-Cloud et Boulogne - Jean Jaurès possèdent un unique quai central encadré par deux voies.
- Porte d'Auteuil, bien qu'étant à sens unique puisque située sur une boucle, possède trois voies et deux quais : deux voies latérales longeant un quai et une voie centrale encadrée par les deux quais. Cette configuration exceptionnelle est liée au rôle initial de la station qui devait à la fois servir de terminus de la ligne et accueillir des trains de la ligne 9 en direction de la station Porte Molitor les soirs de match au Parc des Princes, projet qui ne fut finalement pas mis en œuvre bien que les infrastructures aient été construites.
- Michel-Ange - Molitor et Michel-Ange - Auteuil, également situées sur la boucle, possèdent un unique quai central encadré par deux voies. Dans le premier cas, la seconde voie accueille les trains venant de Porte d'Auteuil et parcourant la boucle dans son intégralité. Dans le second cas, il s'agit d'un raccordement avec la ligne 9, prévu initialement pour la desserte de la station Porte Molitor.
- Chardon-Lagache et Église d'Auteuil, également situées sur la boucle, sont des demi-stations à sens unique possédant un quai et une voie.
- Mirabeau présente une configuration unique sur le réseau. Sur son flanc sud, elle possède un quai et une voie accueillant les trains en direction de l'est. Sur son flanc nord, la voie en direction de l'ouest, en forte pente et sans quai latéral, est empruntée par les rames en direction de l'ouest qui traversent donc la station sans s'y arrêter.
- Charles Michels et Avenue Émile-Zola possèdent un tablier métallique.
- La Motte-Picquet - Grenelle a ses voies séparées par un piédroit. Sur son flanc est, les trains en direction de l'est s'arrêtent le long d'un quai central encadré par deux voies partagées avec la ligne 8 en direction du nord. Sur son flanc ouest, les trains en direction de l'ouest s'arrêtent dans une demi-station avec une voie et un quai de 105 m de long. Cette disposition est due à l'histoire des deux lignes dont le tracé fut remanié en 1937.
- Cluny - La Sorbonne possède une disposition classique, si ce n'est qu'une troisième voie centrale, un raccordement avec la ligne 4, passe en son milieu sans jouxter aucun quai, ce qui constitue un cas unique sur le réseau.

Galerie de photographies
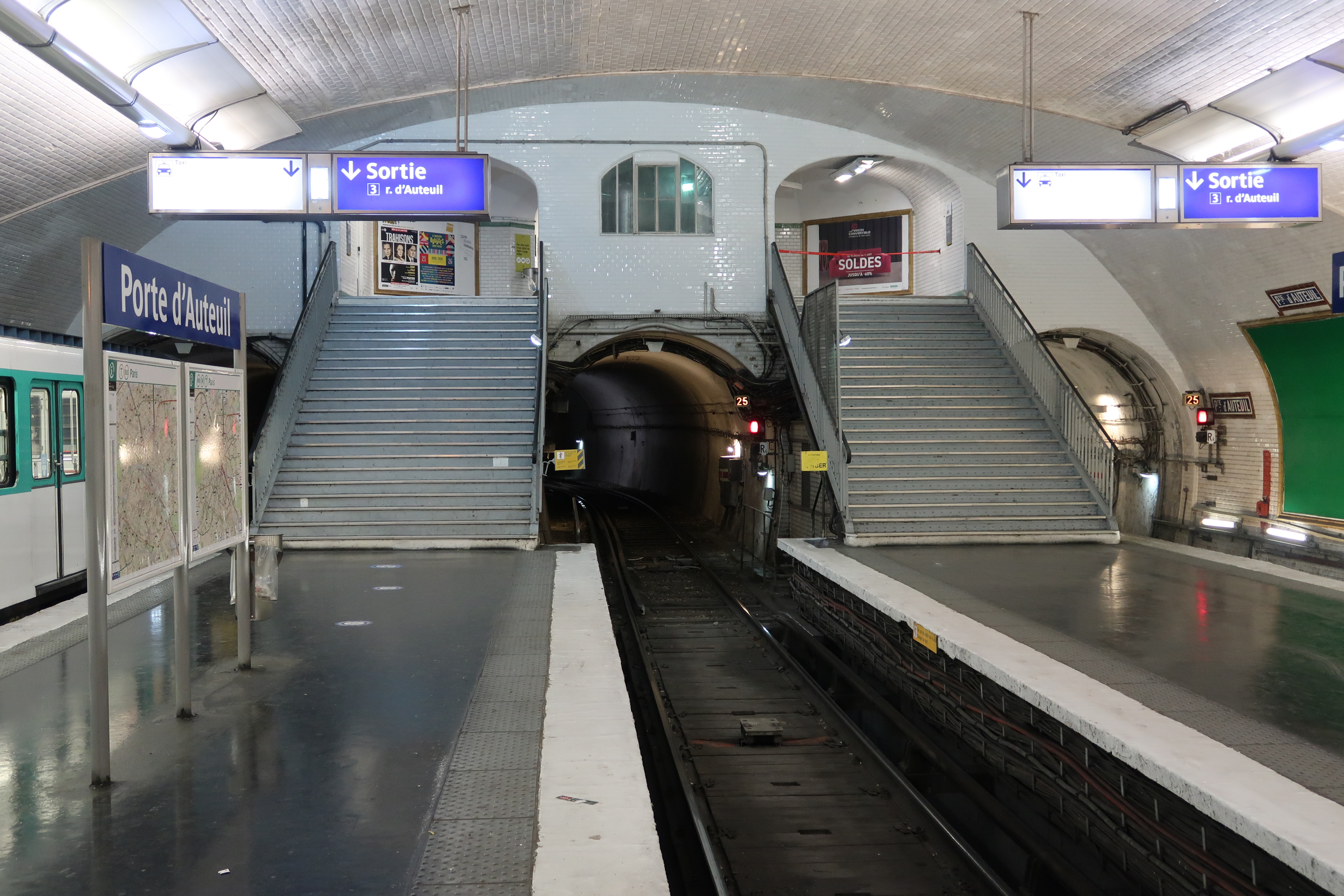
Les trois voies de Porte d'Auteuil.
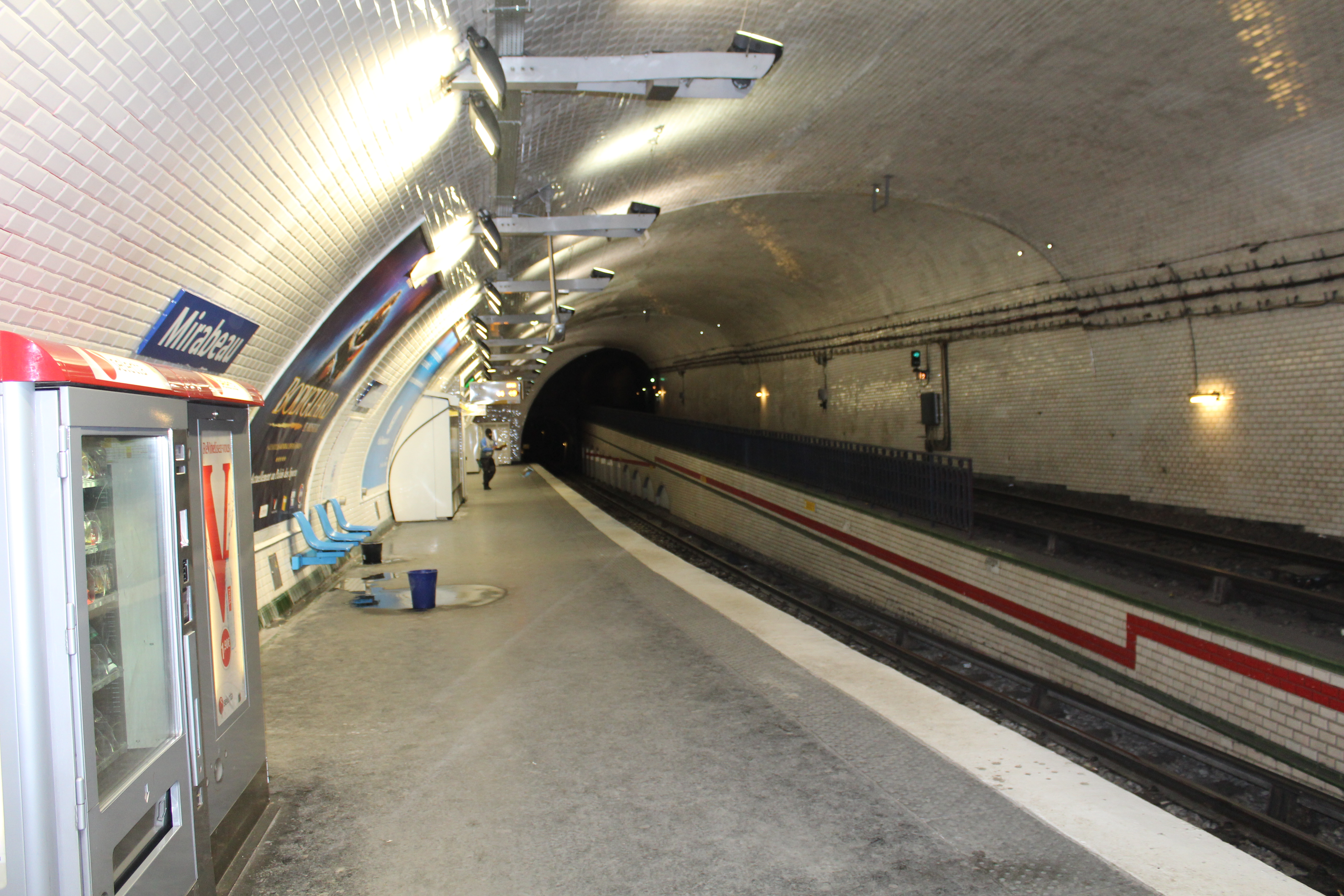
L'étonnante rampe de Mirabeau.
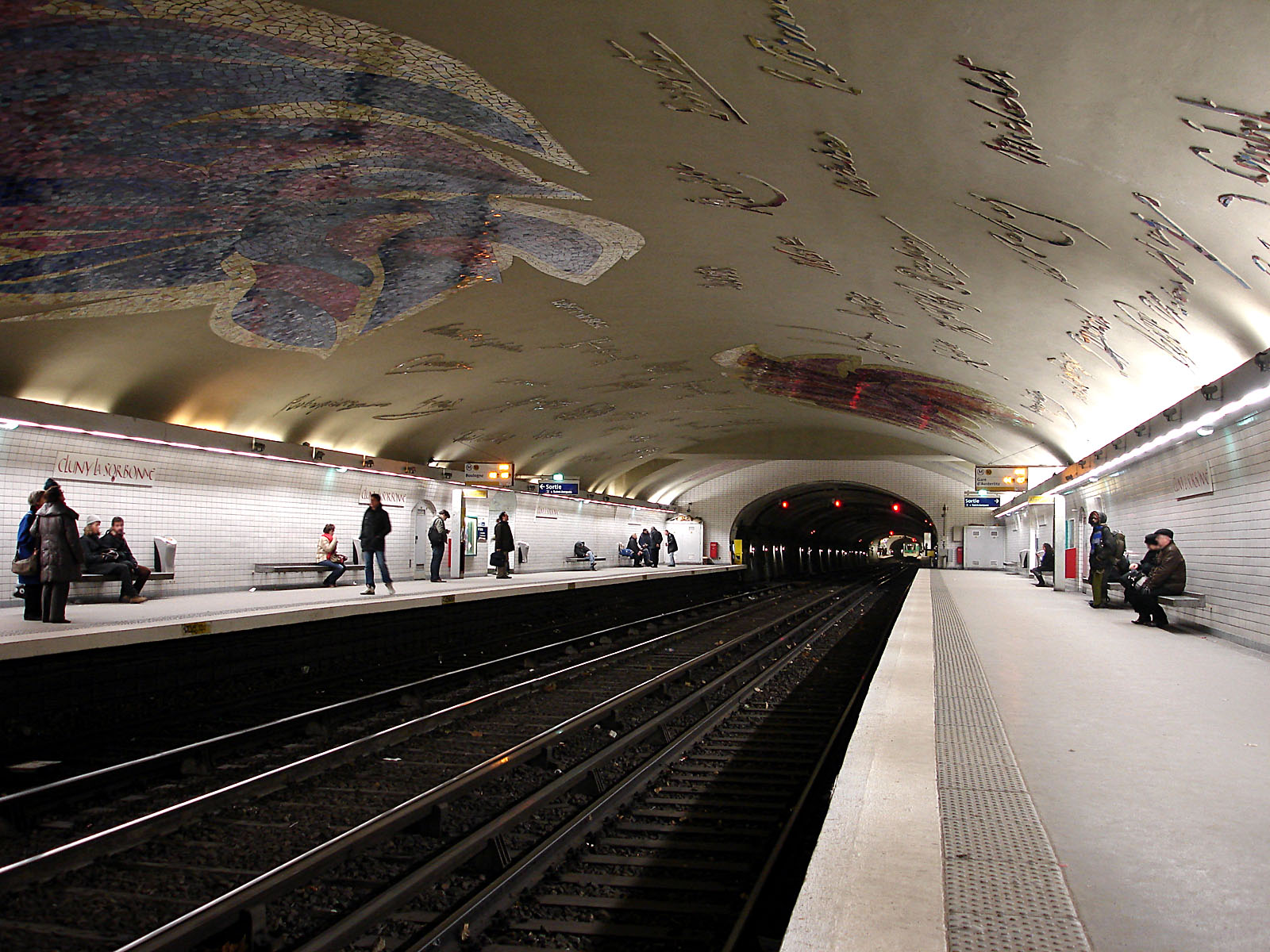
La voie centrale de Cluny - La Sorbonne.

### Ligne 11
La longueur des stations de la ligne 11 est sans exception de 75 m. Les stations particulières, d'ouest en est, sont les suivantes,, :
- Châtelet possède trois voies : un quai latéral et une voie sur son flanc nord ainsi qu'un quai central encadré par deux voies sur son flanc sud.
- Télégraphe a ses voies séparées par un piédroit, en raison de l'instabilité des sols dans le secteur.
- Porte des Lilas possède trois voies à quai et est constituée de deux demi-stations séparées par un piédroit : une demi-station avec un quai et une voie sur son flanc sud ainsi qu'une demi-station avec un quai central encadré par deux voies sur son flanc nord.
- Coteaux Beauclair est construite en viaduc. Celui-ci permet à la ligne 11 de passer au dessus du raccordement entre l'A86 et l'A3.

Galerie de photographies
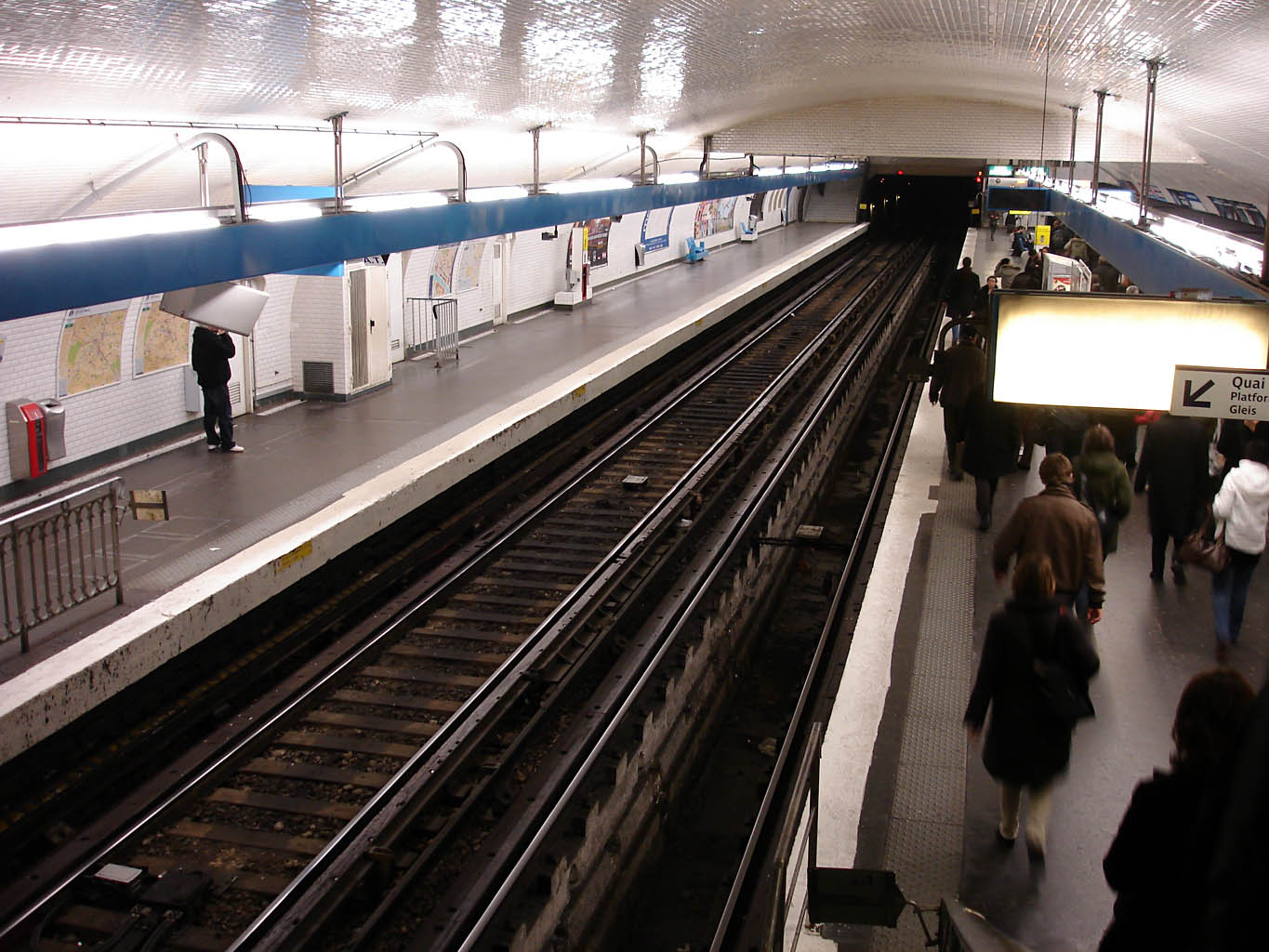
Les trois voies de Châtelet.
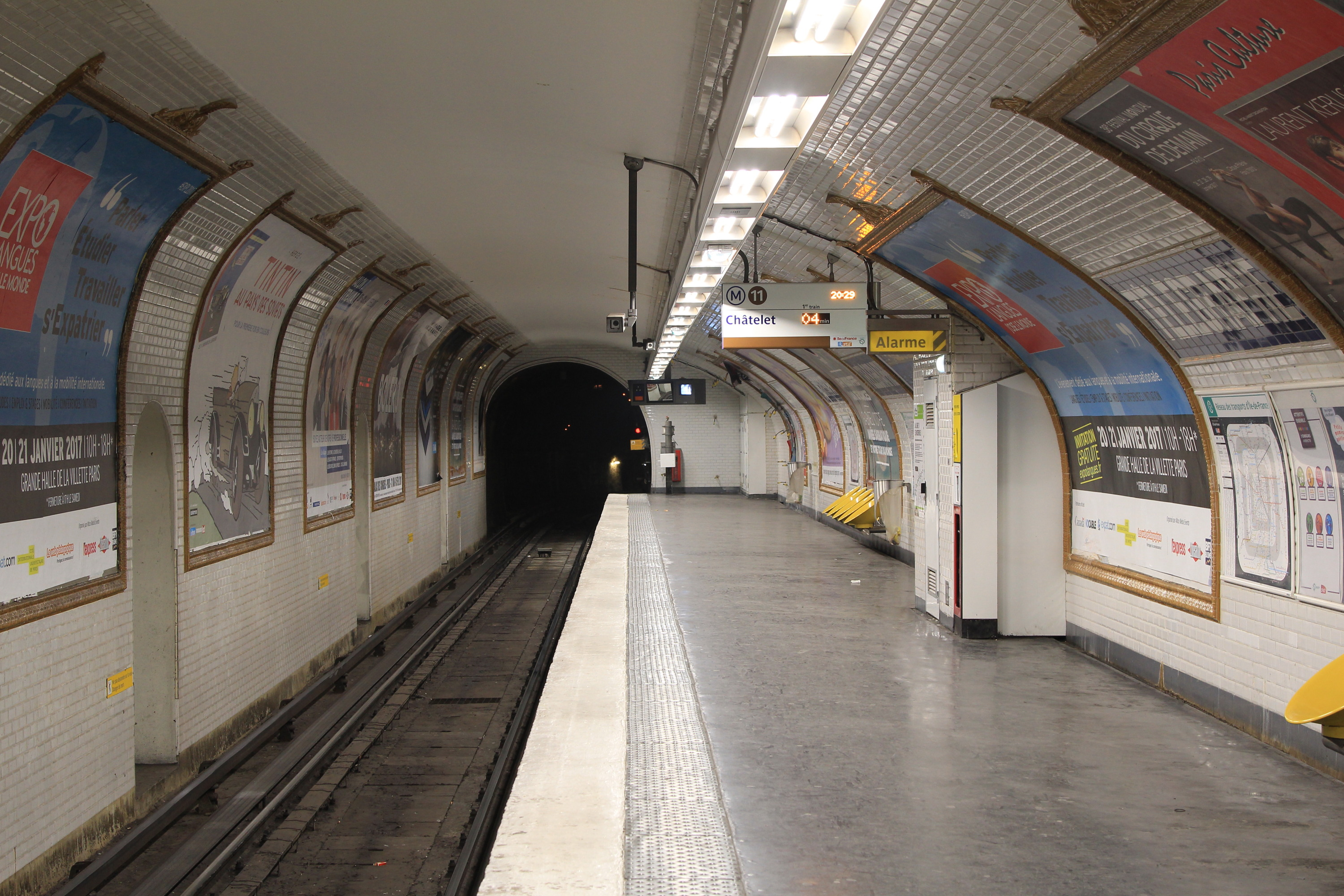
Piédroit central à Télégraphe.
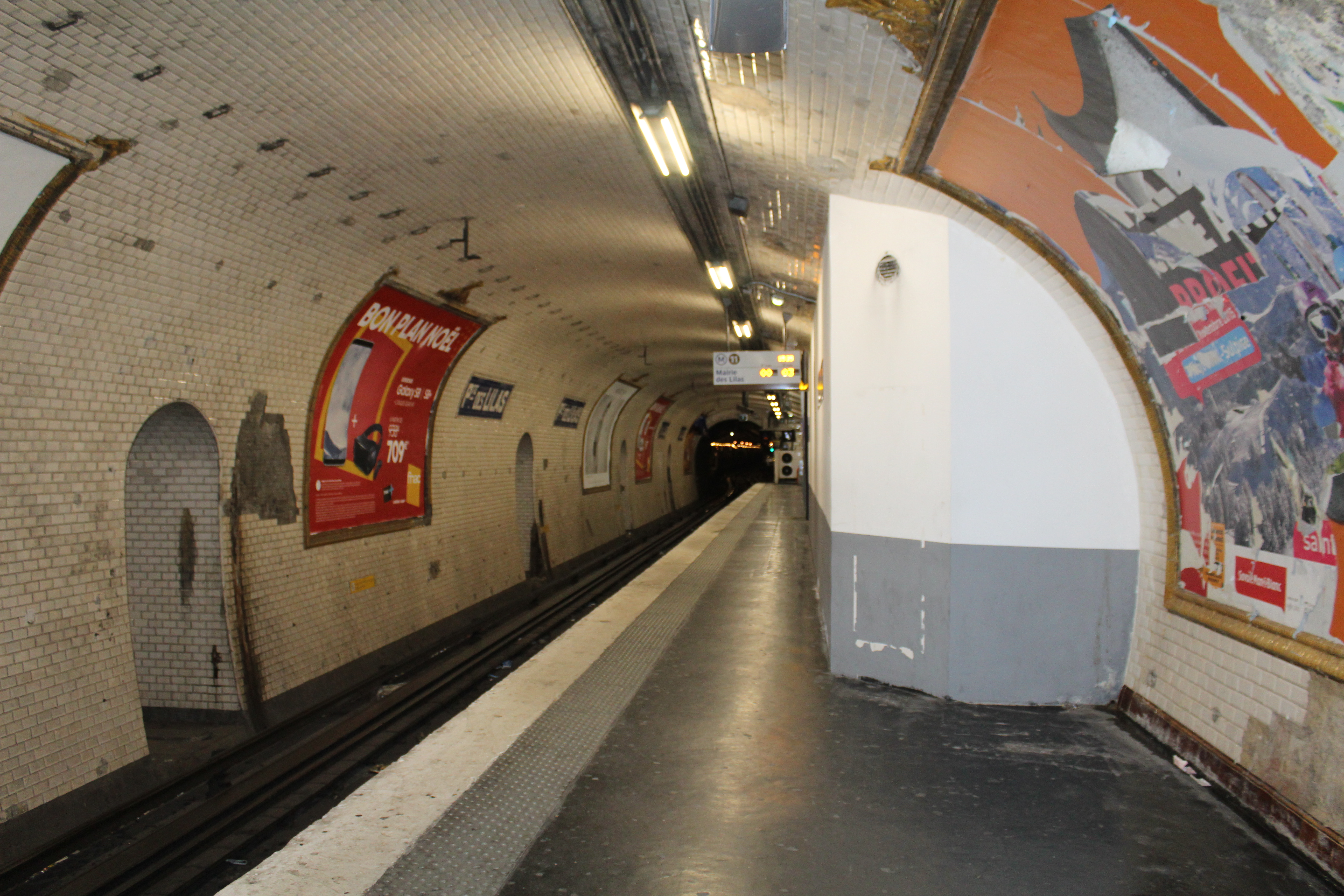
Demi-station de Porte des Lilas.
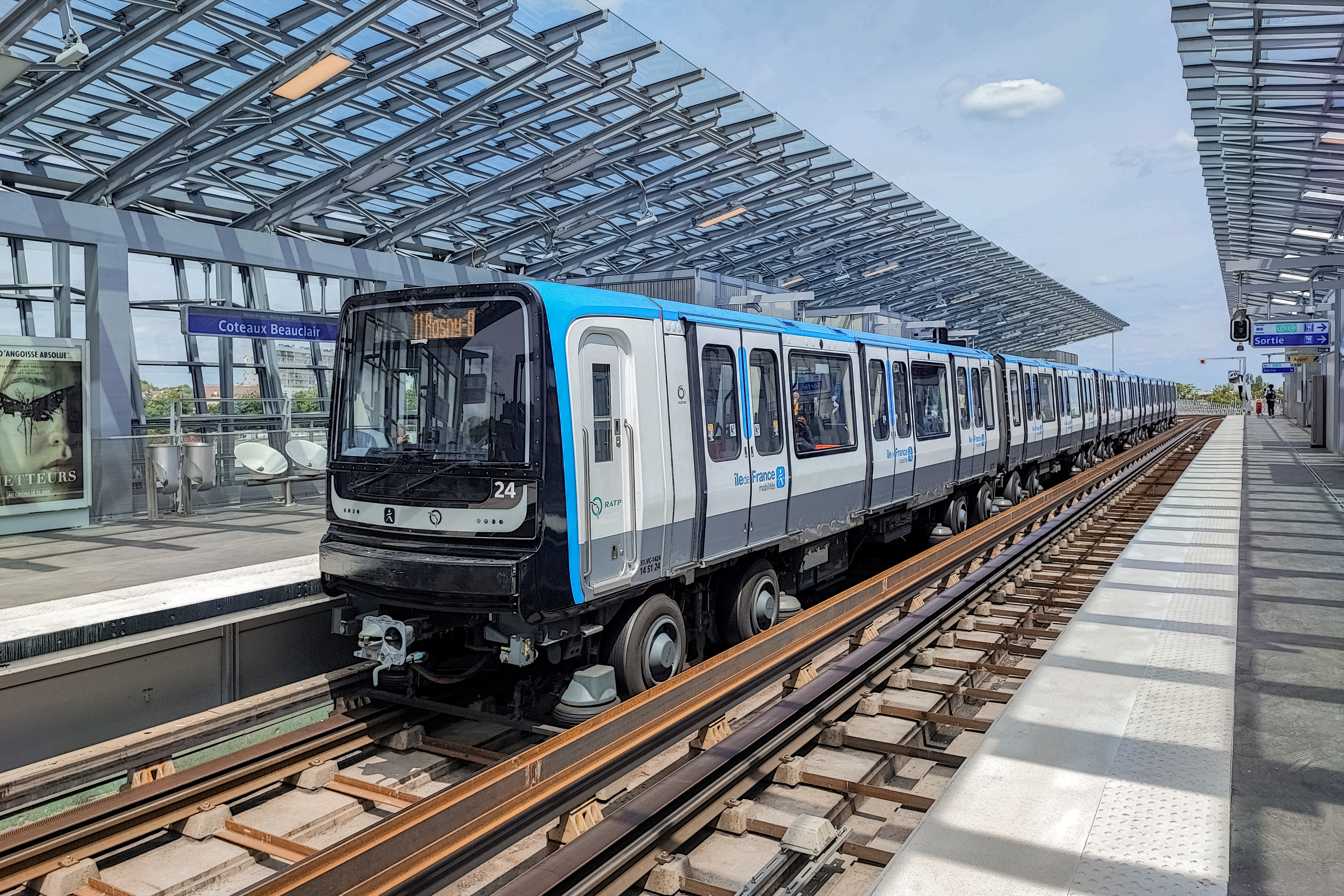
Station en viaduc de Coteaux Beauclair à Rosny-sous-Bois.

### Ligne 12
La longueur des stations de la ligne 12 est sans exception de 75 m. Les stations particulières, du nord au sud, sont les suivantes,, :
- Porte de la Chapelle possède trois voies et deux quais : deux voies latérales longeant un quai et une voie centrale encadrée par les deux quais.[Passage à actualiser]
- Saint-Georges possède un piédroit central en raison de l'instabilité des sols dans le secteur.
- Porte de Versailles est constituée de deux demi-stations séparées par un piédroit et légèrement décalées : une demi-station avec un quai et une voie sur son flanc est ainsi qu'un quai central encadré par deux voies sur son flanc ouest.

### Ligne 13
La longueur standard des stations de la ligne 13 est de 75 m. Les stations particulières, du nord au sud, sont les suivantes,, :
- Les Courtilles, Les Agnettes et Châtillon - Montrouge ont des quais d'une longueur de 90 m. Dans les deux premiers cas, les stations disposent également de réserves dans le tunnel pour être allongées à 120 m. Ces dimensions étaient prévues pour accueillir des trains de huit voitures dans le cas où la branche Asnières de la ligne 13 aurait été reprise par la ligne 14, idée qui finalement fut écartée.
- Mairie de Clichy a des quais d'une longueur de 112 m.
- Porte de Clichy est constituée de deux demi-stations divergentes en raison de sa configuration en boucle, liée à son ancien rôle de terminus. Il s'agit de la seule boucle de retournement de l'ex-Nord-Sud qui employait habituellement des tiroirs de manœuvre pour retourner les trains.
- Carrefour Pleyel possède trois voies à quai : un quai et une voie sur son flanc sud ainsi qu'un quai central encadré par deux voies sur son flanc nord.
- La Fourche est construite sur deux niveaux : au niveau supérieur se trouve une station classique recevant les trains en direction des deux branches et les trains en provenance d’Asnières et en direction de Châtillon, au niveau inférieur se trouve une demi-station recevant les trains en provenance de Saint-Denis et en direction de Châtillon. Cette configuration en saut-de-mouton permet de séparer les flux des deux branches et ainsi d'éviter un cisaillement.
- Liège possède des quais décalés, les trains s'arrêtant dans la première demi-station rencontrée. Cette disposition est liée à la faible largeur de la rue d'Amsterdam sous laquelle circule le métro.
- Miromesnil possède des quais d'une longueur de 112 m.
- Invalides est composée de deux demi-stations d'une longueur de 115 m séparées par un piédroit : sur son flanc ouest se trouve une demi-station à quai central encadré par deux voies, ancien terminus de l'ancienne ligne 14 et sur son flanc est se trouve une demi-station à un quai et une voie, qui constituent en fait l'un des anciens raccordements de la ceinture intérieure. Lors de la fusion de ladite ligne avec cette ligne en 1976, le terminus en boucle d'Invalides a été remanié et ce raccordement réutilisé comme une voie de passage en direction du nord. Cette deuxième station est située légèrement plus bas que la première mais est visible à travers des ouvertures dans le piédroit.
- Varenne possède trois voies à quai : un quai et une voie sur son flanc est ainsi qu'un quai central encadré par deux voies sur son flanc ouest. La troisième voie est un raccordement avec le complexe de la station Invalides, qui permettait le retour des trains avant le remaniement de la boucle ; elle est aujourd'hui isolée par une cloison vitrée.
- Malakoff - Rue Étienne-Dolet est située au niveau du sol.
- Châtillon - Montrouge est située au niveau du sol et possède trois voies à quai : un quai et une voie sur son flanc ouest ainsi qu'un quai central encadré par deux voies sur son flanc est.

### Ligne 14
La longueur standard des stations de la ligne 14 est de 120 m. Toutes les stations sont équipées de portes palières. La seule station particulière,, est Gare de Lyon qui possède un unique quai central de 9 m de large. À cet endroit, la ligne a dû s'insérer dans un espace très contraint sous la rue de Bercy, entre le siège de la RATP et les stations superposées des lignes A et D du RER. Un seul quai large a donc été préféré à deux quais latéraux plus étroits.